# Памятники Липецка

В настоящем списке приведены все исторические здания и сооружения, церкви, музеи, архитектурные комплексы, памятники, памятные места Липецка. Список составлен на основе следующих документов и печатных изданий: «Сведения о наименовании и переименовании улиц города Липецка за период с 1918 по 2003 годы и о городских памятниках архитектуры» (подготовлен Липецким городским архивным управлением), «Липецк. Историческая карта», «Атлас Липецка», справочник-путеводитель «Памятные места Липецка» и прочих.

Памятник Петру I на площади Петра Великого

## Памятники

### Соборная площадь как историко-архитектурный памятник
Центральный архитектурный ансамбль Липецка сформировался в 1958 году на Соборной площади (в 1918—1958 — Интернациональная, в 1958—1993 — площадь Ленина). Он включил в себя построенный в том же году Дом Советов (здание областных партийных и административных органов управления, сейчас в нём располагается областная администрация и облсовет), здание жилого дома с гостиницей «Липецк» (затем — «Центральная») (построен в 1957) (оба здания выполнены по проекту архитектора Н. Ф. Бровкина), храма Рождества Христова постройки 1791—1842 годов, памятник В. И. Ленину (открыт в 1957) работы скульптора С. Д. Меркурова (в 1982 заменён на новый работы скульптора Л. Е. Кербеля), а также бывшее здание церковно-приходской школы. Колокольня храма грациозно возвышается над городом.

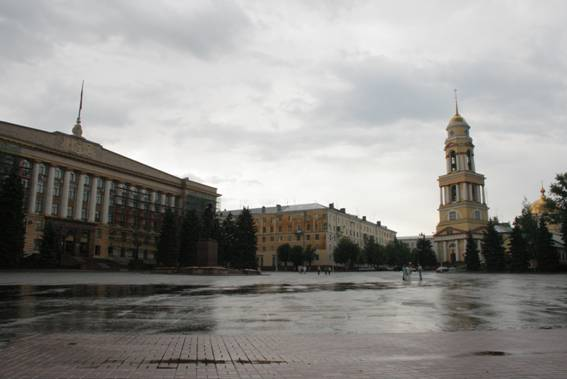
Соборная площадь
Дом Советов и памятник Ленину
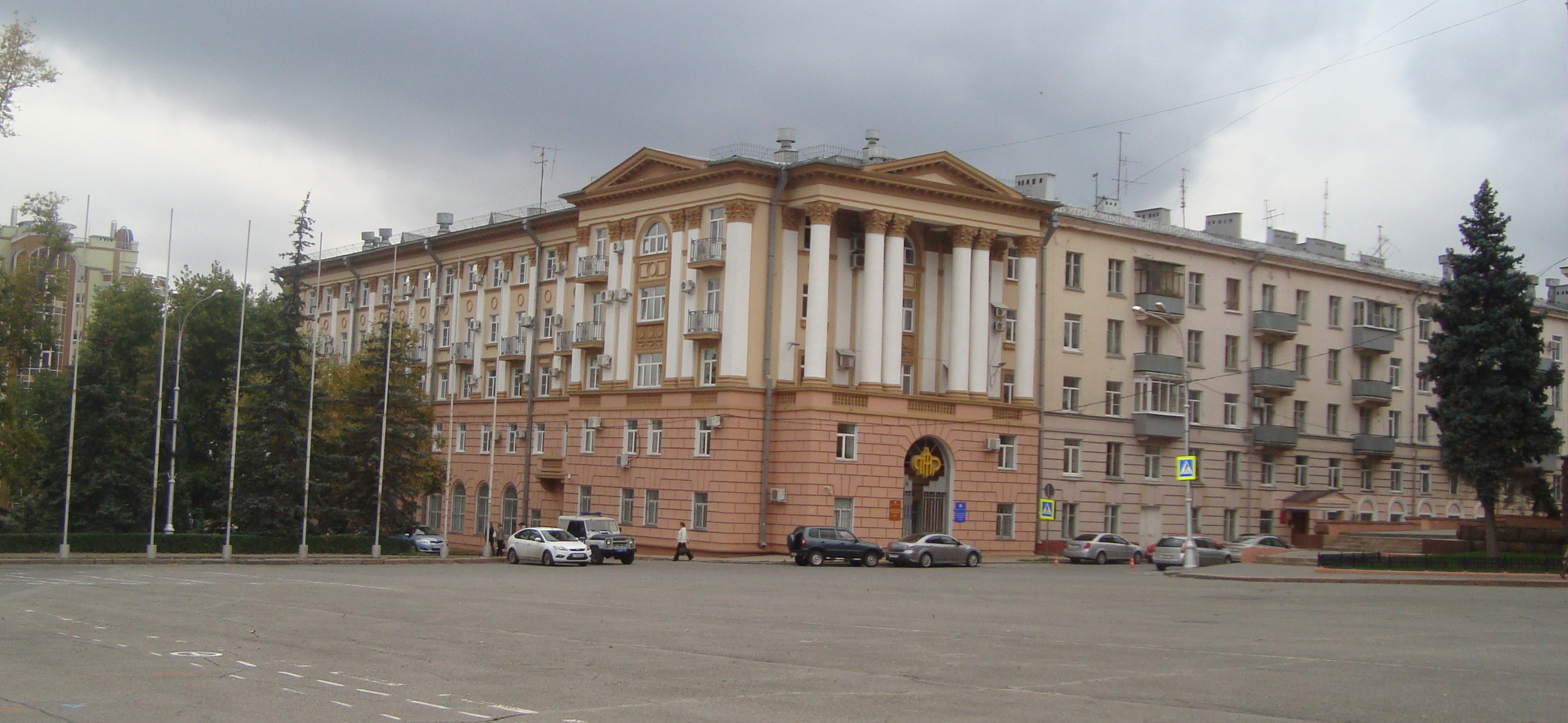
Соборная площадь, 3
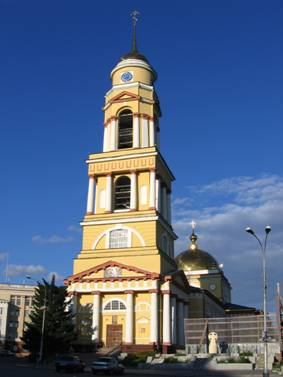
Христорождественский собор (Соборная площадь, 4)
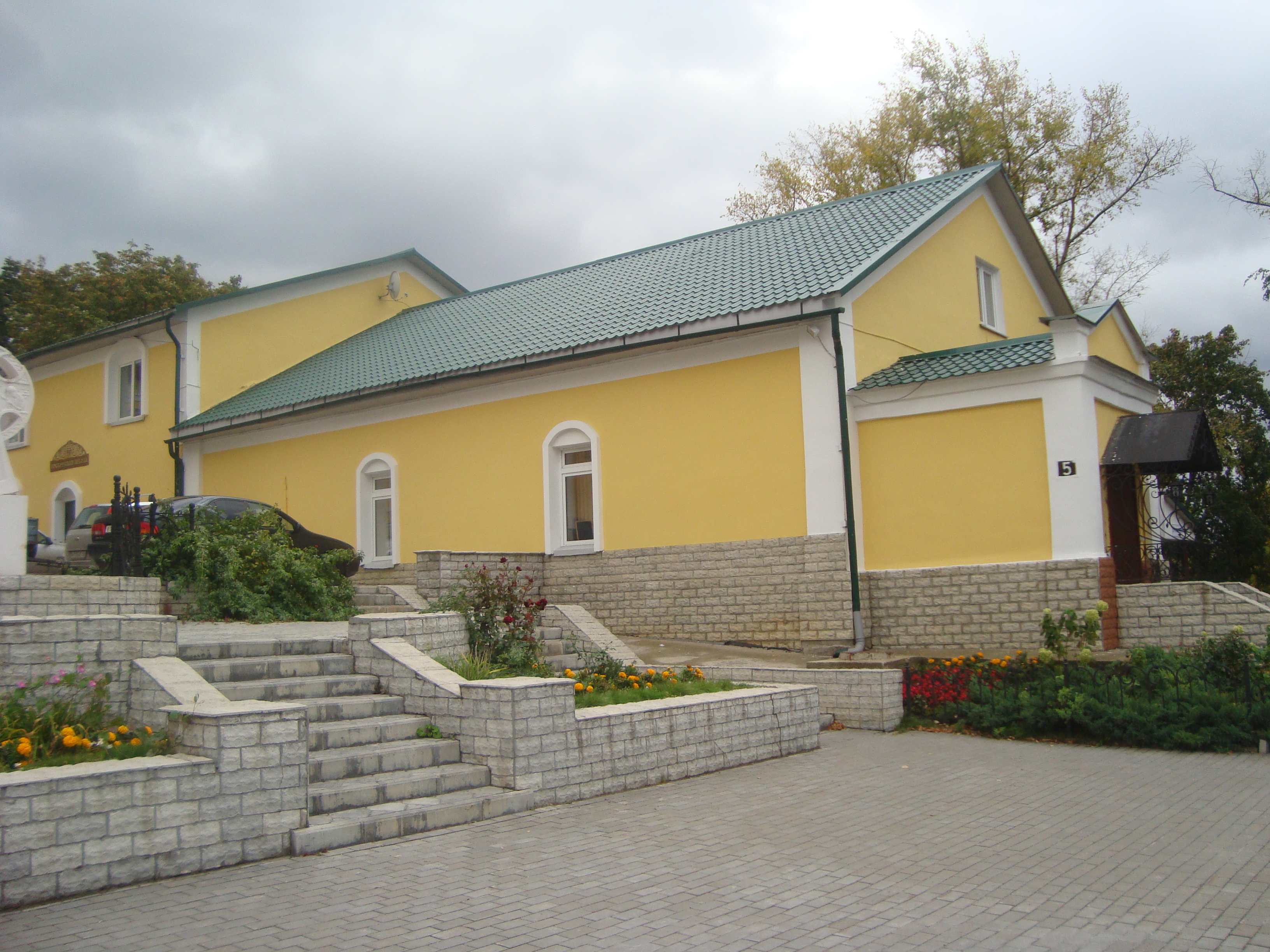
Церковно-приходская школа (Соборная площадь, 5)

### Памятники археологии

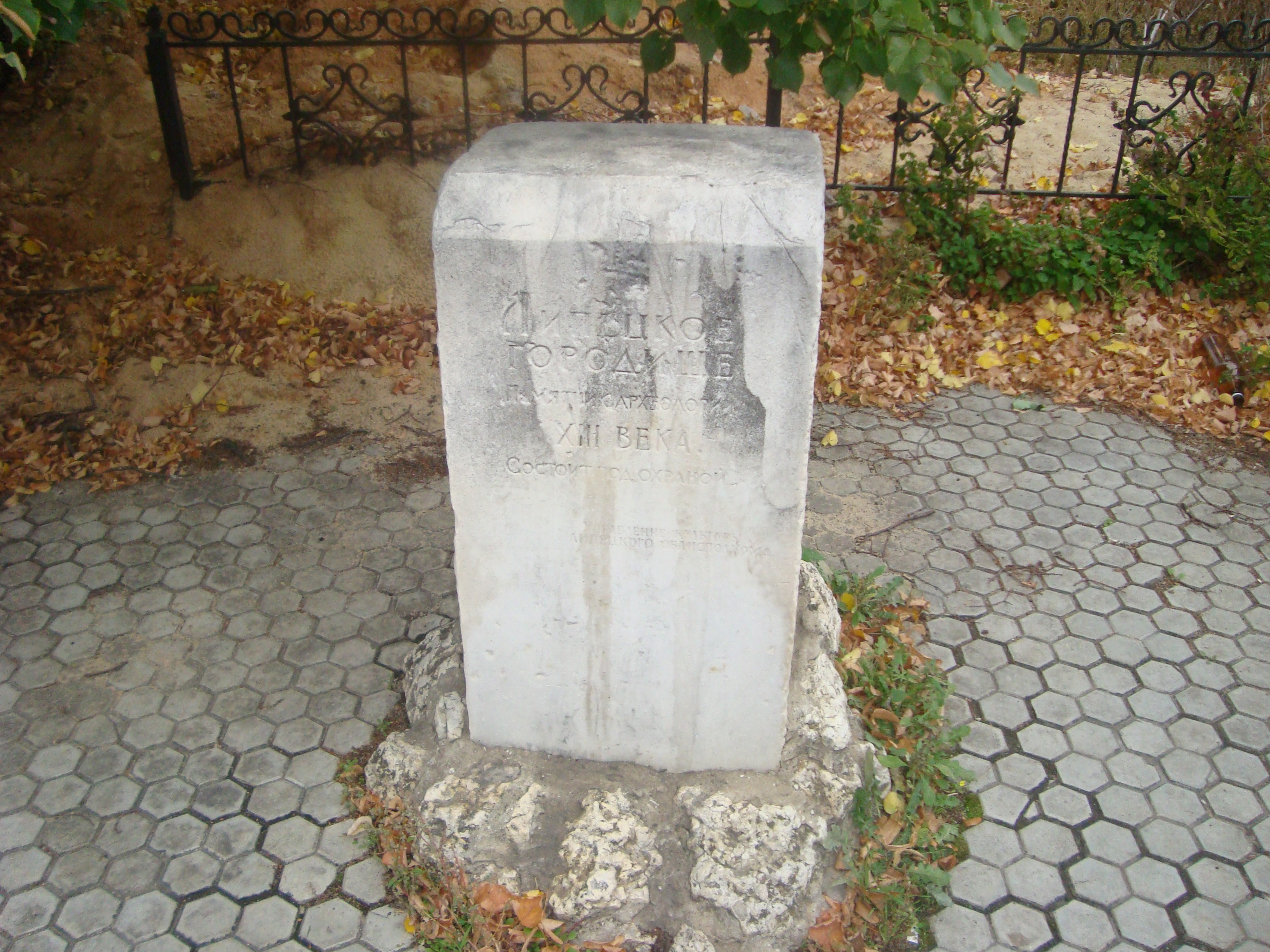
Обелиск «Липецкое городище»

В Липецком городище (Трудовая улица) стоит небольшой мраморный обелиск с надписью: «Липецкое городище. Археологический памятник XIII века. Охраняется государством». Памятный знак установлен в честь открытия археологической экспедицией Ленинградского отделения института археологии Академии наук СССР в 1962 году на этом месте материалов, относящихся к различным эпохам, в том числе к X—XVII векам. Находки позволяют предположить, что на месте Городища в XIII веке находилось укреплённое славянское поселение. Оно было расположено на горе с крутыми склонами на севере, западе и юге. С восточной стороны был насыпан земляной оборонительный вал, остатки которого сохранились до сегодняшнего времени. С трёх сторон поселение окружала река Липовка.

### Памятники истории города
- Памятный обелиск императору Петру I, основателю города. Обелиск изготовлен по заказу петербургского купца Павла Небучинова, отдыхавшего и лечившегося на Липецких минводах, и отлит на Тамбовском чугунолитейном заводе мастером Иваном Фёдоровым. Обелиск представляет вытянутую треугольную пирамиду. С двух сторон в постамент вкомпонованы чугунные доски с барельефами. Установлен памятник на Петровском спуске в 1839 году. Отреставрирован в 2000. Является одним из символов города.
- Памятник Петру I. Установлен 29 октября 1996 года в ознаменование 300-летия русского флота в центре площади Карла Маркса (ныне Петра Великого). Скульпторы В. М. Клыков, А. Е. Вагнер; архитектор С. А. Сошников.
- Памятный знак на месте конторы Липецких железоделательных заводов у Нижнего парка на Петровском проезде.
- Памятник 300-летию Липецка. Располагается возле Комсомольского пруда. Скульпторы. И. М. Мазур, Ю. Д. Гришко.
- «Пушки» — памятник зарождению металлургии в Липецке. Представляет собой три пушки, поставленные на прямоугольный пьедестал. Расположен у входа в Нижний парк со стороны Петровского спуска. Установлен памятник в 1960-е годы по проекту Е. Сысоева и В. Колтакова. В 1973 приобрёл нынешний вид.
- Памятник основателям города на Площади Плеханова. Скульптор А. Е. Вагнер[5]
- Памятник Митрофану Клюеву — городскому главе, руководившему Липецком в 1903—1917 годы. Установлен 15 июля 2006 года на Советской улице у Драматического театра. Авторы — скульптор В. Л. Челядин и архитектор С. А. Сошников[6]
- Здание, в котором в годы Великой Отечественной войны находилась 6-я Воронежская спецшкола военно-воздушных сил СССР — улица Ушинского, 8. В ней учились лётчики-космонавты В. А. Шаталов и А. В. Филипченко. В 1955—1975 в здании располагался Липецкий педагогический институт.

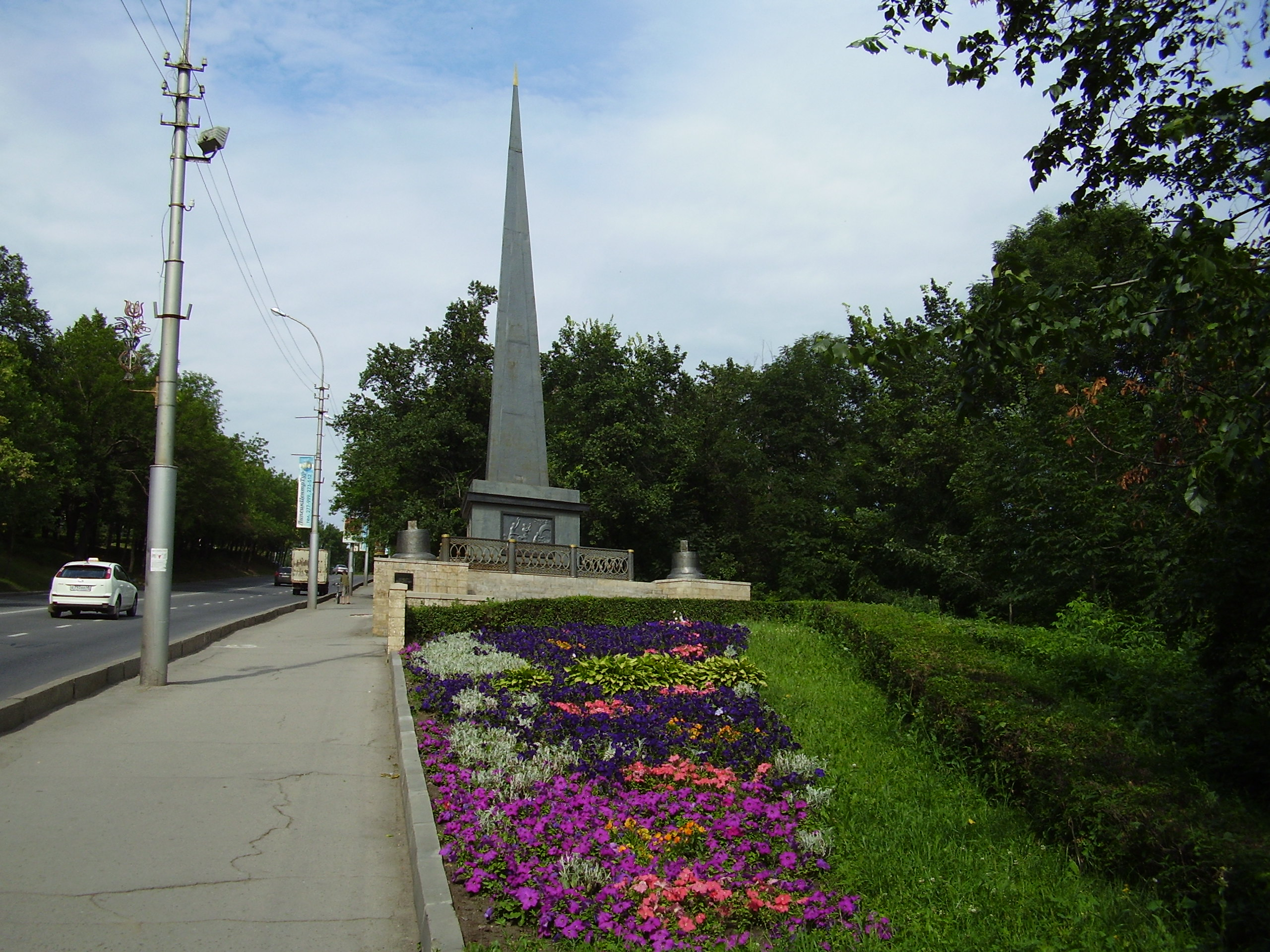
Памятник Петру I на Петровском спуске
Памятник Петру I на площади Петра Великого
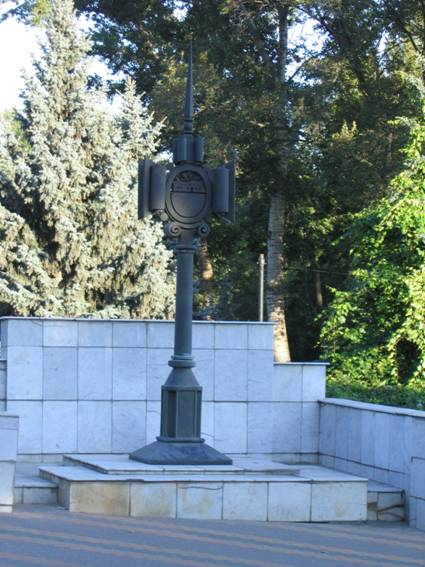
Памятный знак на месте конторы Липецких железоделательных заводов
Памятник 300-летию Липецка у Комсомольского пруда
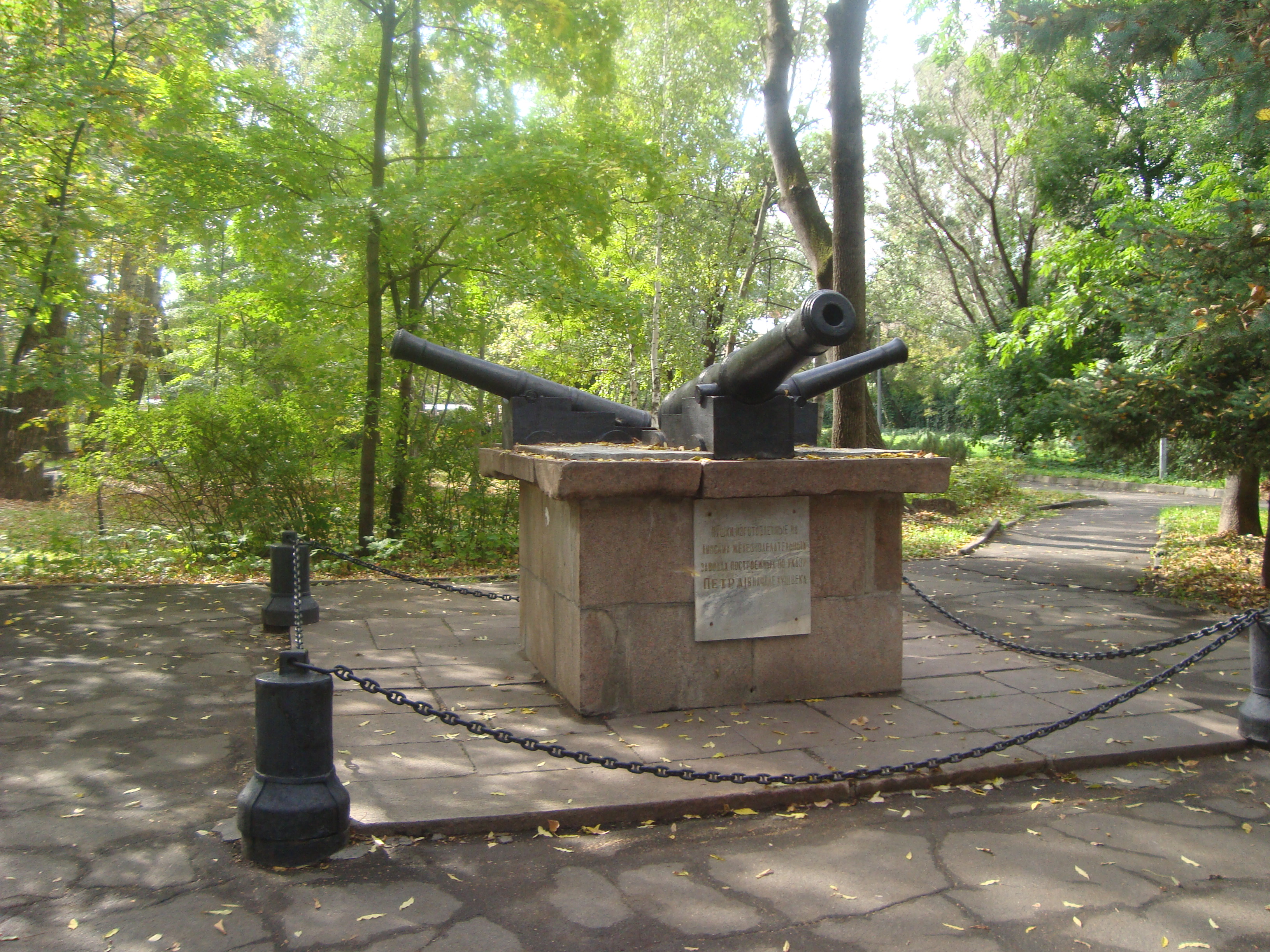
«Пушки» — памятник зарождению металлургии в Липецке
Памятник основателям города (площадь Плеханова)
Памятник М. А. Клюеву
Памятник М. Т. Наролину

### Памятники градостроительства и архитектуры
- Дом аптекаря В. К. Вяжлинского — улица Ленина, 2. Построен в 1910 году в стиле модерн по проекту тамбовского епархиального архитектора В. И. Фреймана. Ныне Художественный музей В. С. Сорокина — Дом мастера. памятник архитектуры
- Дом генерала Губина — улица Ленина, 7а. Построен в 1836 году по заказу штабс-лекаря Ф. И. Туровского. В начале XX века продан генералу А. М. Губину, занимавшему должность липецкого уездного воинского начальника. В 1917 году в здании был размещён Липецкий Совет рабочих и солдатских депутатов, затем — Совет местных народных судей, с сентября 1918 года — военный комиссариат, после Великой Отечественной войны — металлургический техникум. 30 декабря 2005 году здание после реставрации отдано под картинную галерею) памятник архитектуры
- Усадебный дом купца Русинова — улица Ленина, 28. Построен в первой половине XIX века. После Октябрьской революции в здании находился Дворец пионеров. Ныне здесь Дворец бракосочетания. Здание поставлено главным фасадом в сторону ныне не существующего Петровского пруда Нижнего парка.  памятник архитектуры
- Здание Липецкого епархиального управления — улица Ленина, 34а. Построено в 1957 году в качестве кинотеатра «Заря». В 2003 здание передано вновь образованной Липецкой и Елецкой епархии и переоборудовано под епархиальное управление.  памятник архитектуры
- Усадебный дом начала XX века — Интернациональная улица, 8. В настоящее здесь центральный офис «Липецккомбанка».  памятник архитектуры
- Здание бывшего реального училища — улица Зегеля, 1. Построено в 1911 году. С 1959 до начала 1990-х в нём располагалось основное здание Липецкого политехнического института. В настоящее время здесь приёмная председателя партии «Единая Россия» и отдел производственного обучения НЛМК.  памятник архитектуры
- Здание бывшего духовного училища — улица Зегеля, 6. Построено в 1914 году. В 1935—1970 в нём располагалось школа № 5. В настоящее время здесь управление здравоохранения Липецкой области.  памятник архитектуры
- Здание бывшей шамоновской мельницы — улица Зегеля, 21а. Построено в 1913 году. Ранее здесь находился мукомольный завод.  памятник архитектуры
- Здание Театра кукол — улица Гагарина, 74. Построено в 1950 как Дом культуры трубного завода. В 1998 передано Липецкому государственному театру кукол. Фасадом здание выходит на площадь Авиаторов.  памятник архитектуры

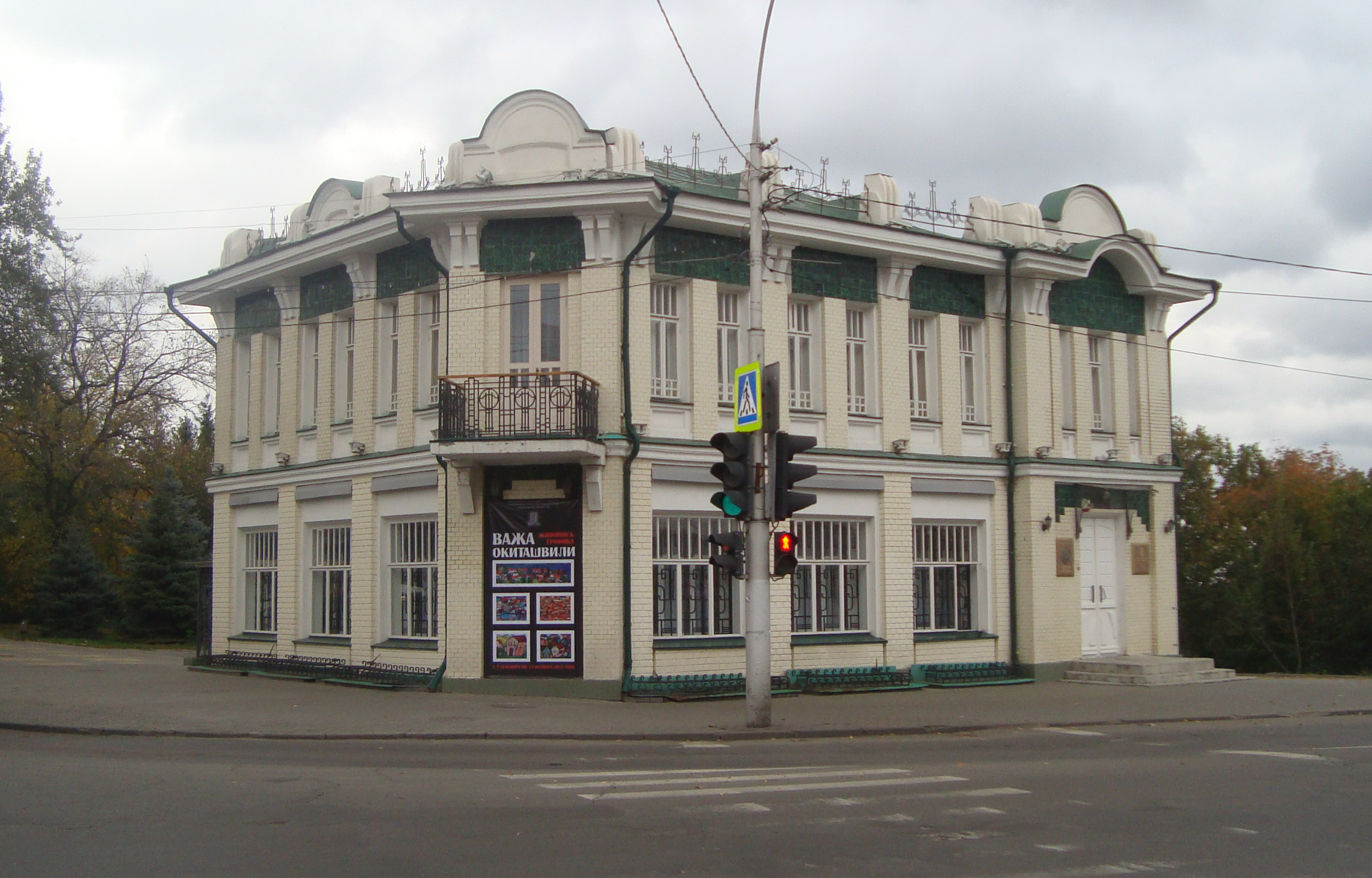
ул. Ленина, 2 (Дом мастера)
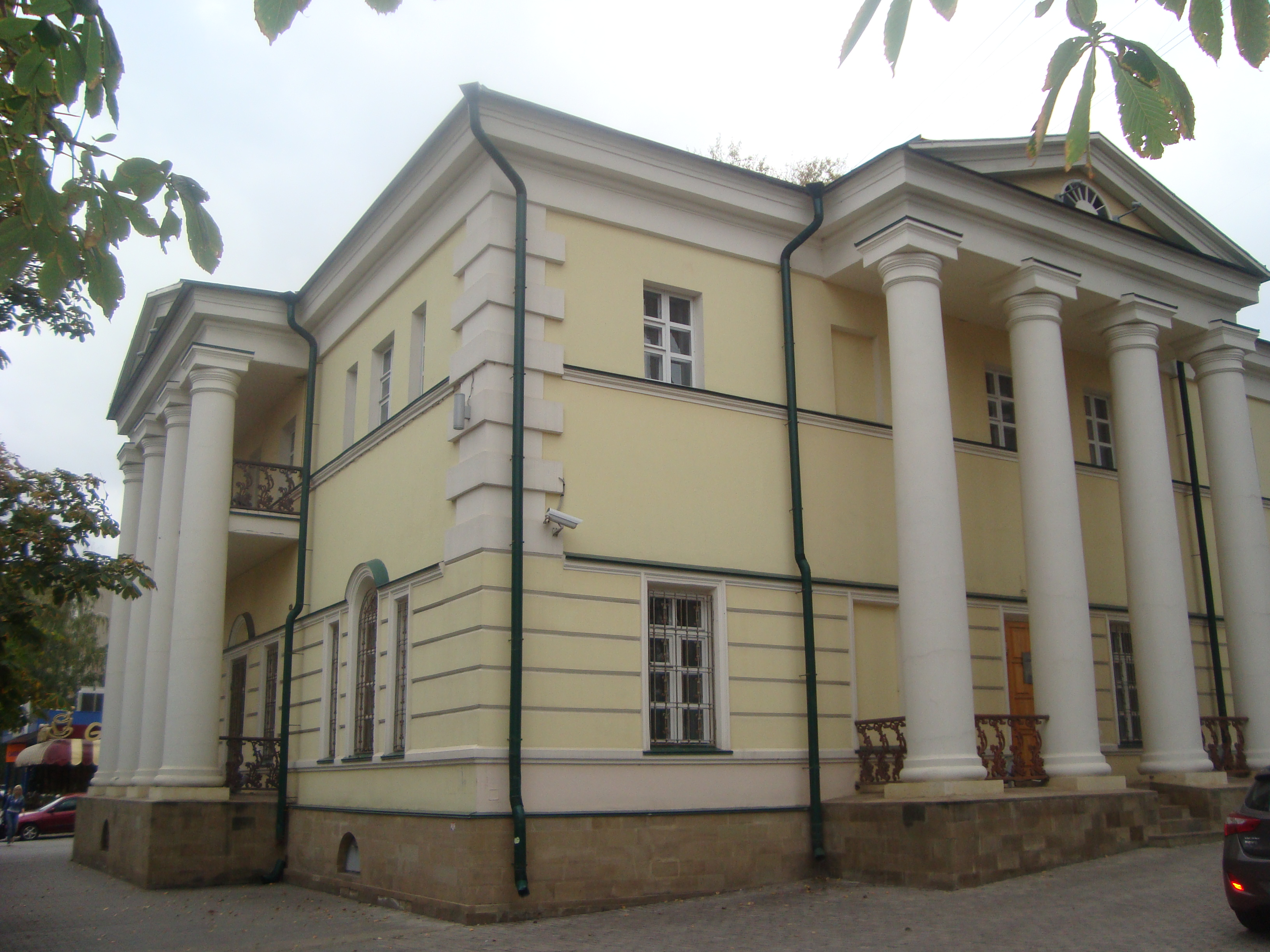
ул. Ленина, 7 (Дом Губина)
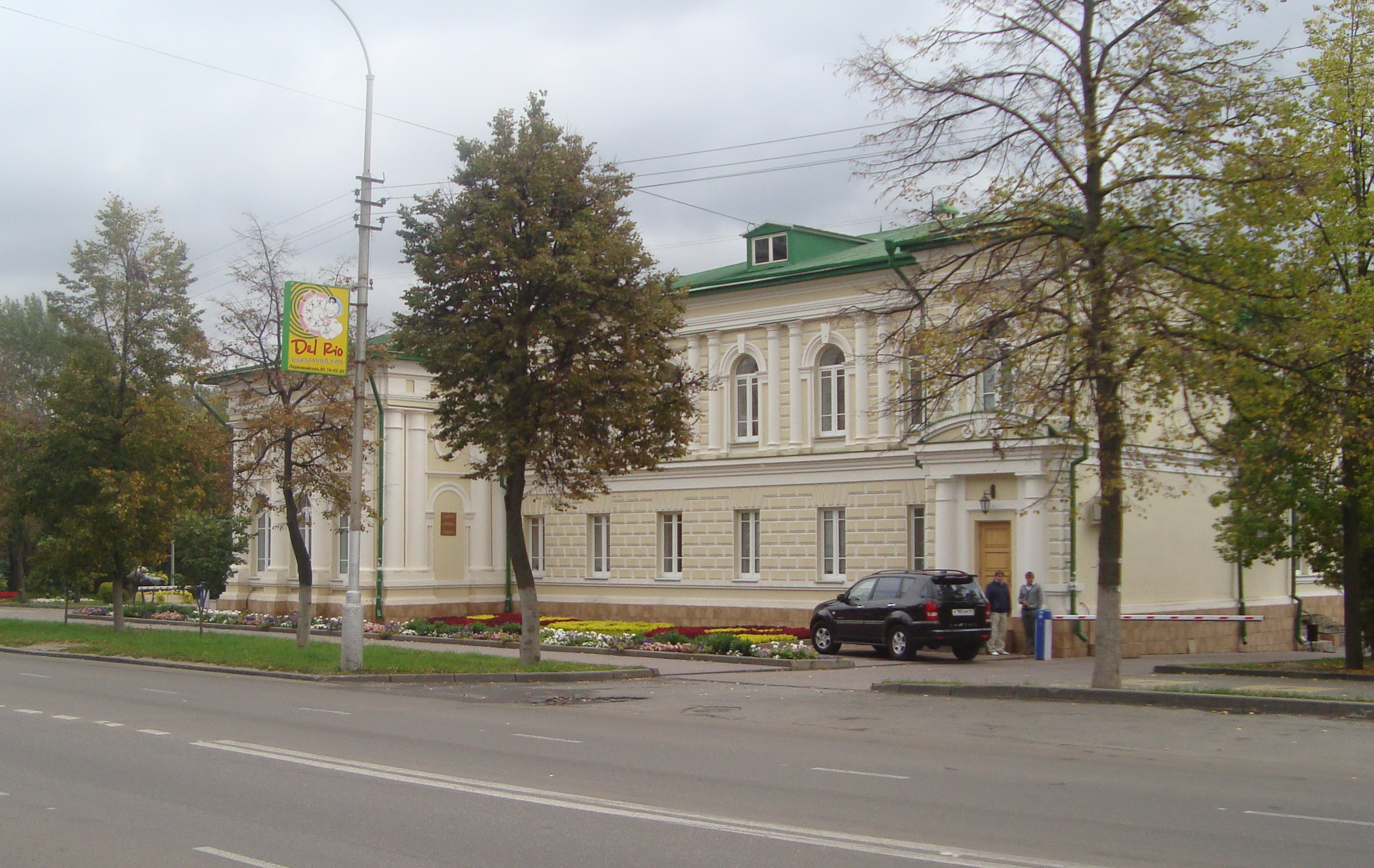
ул. Ленина, 28 (Дворец бракосочетания)
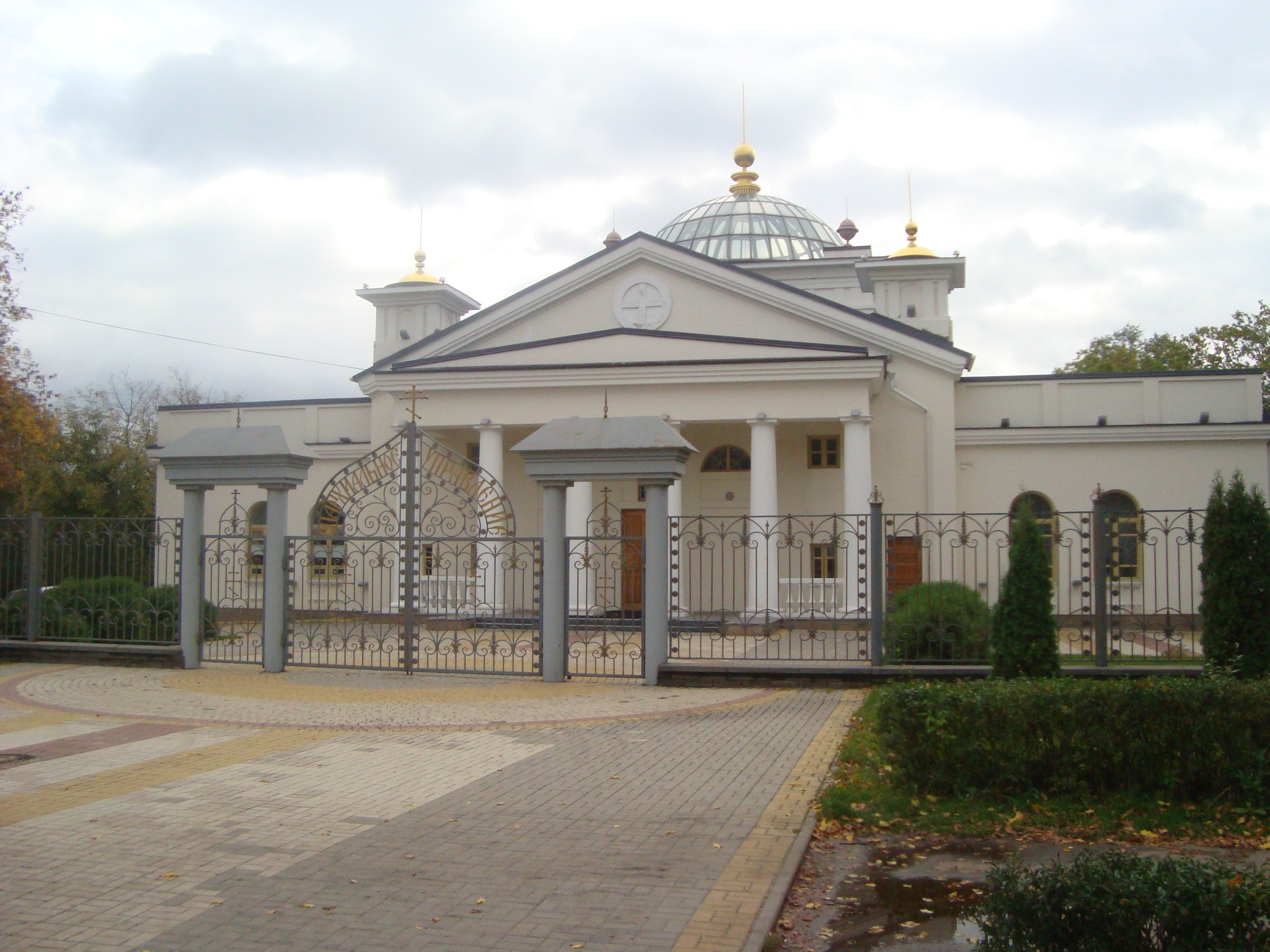
ул. Ленина, 34 (Липецкое епархиальное управление)
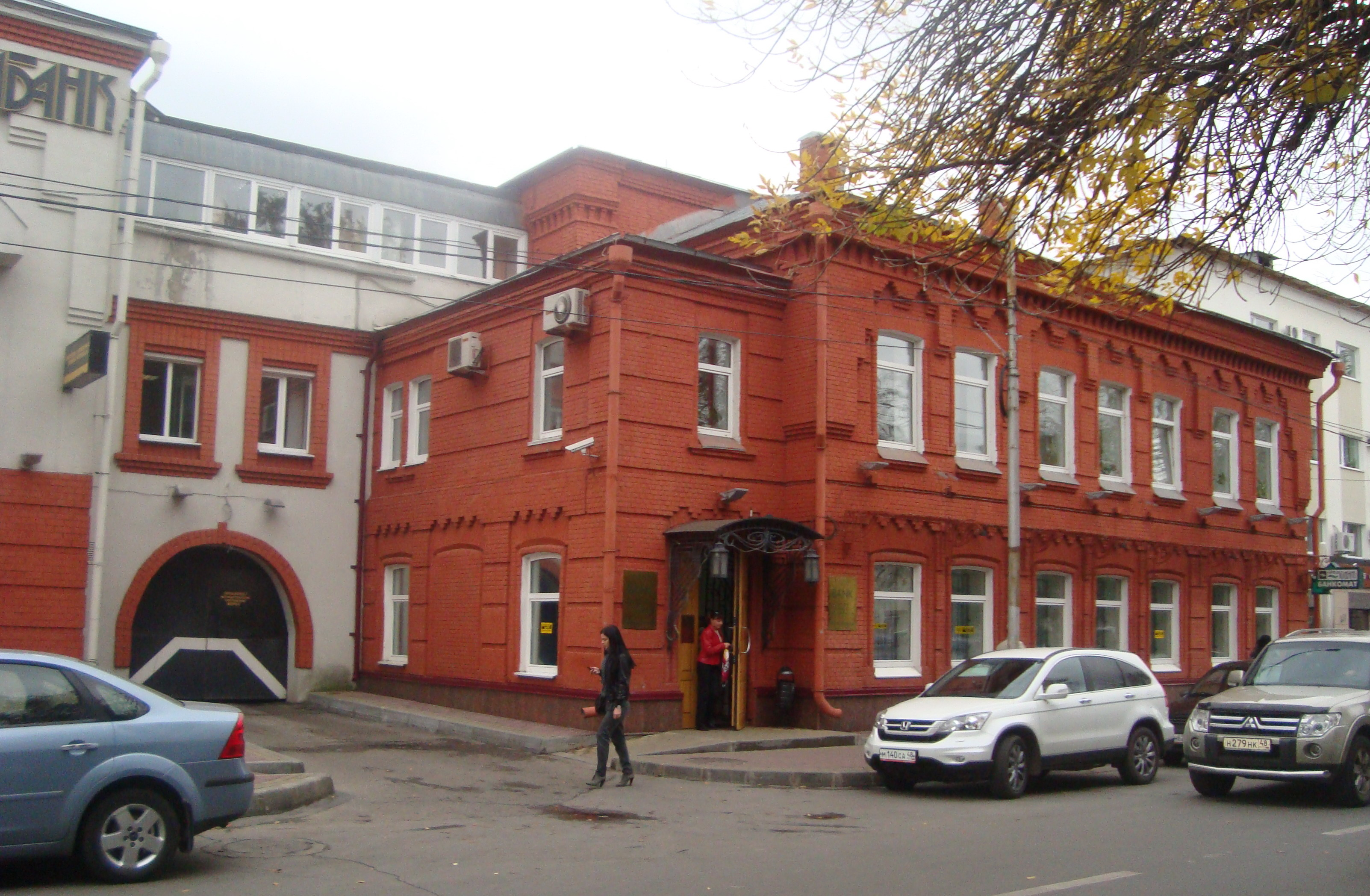
Интернациональная ул., 8
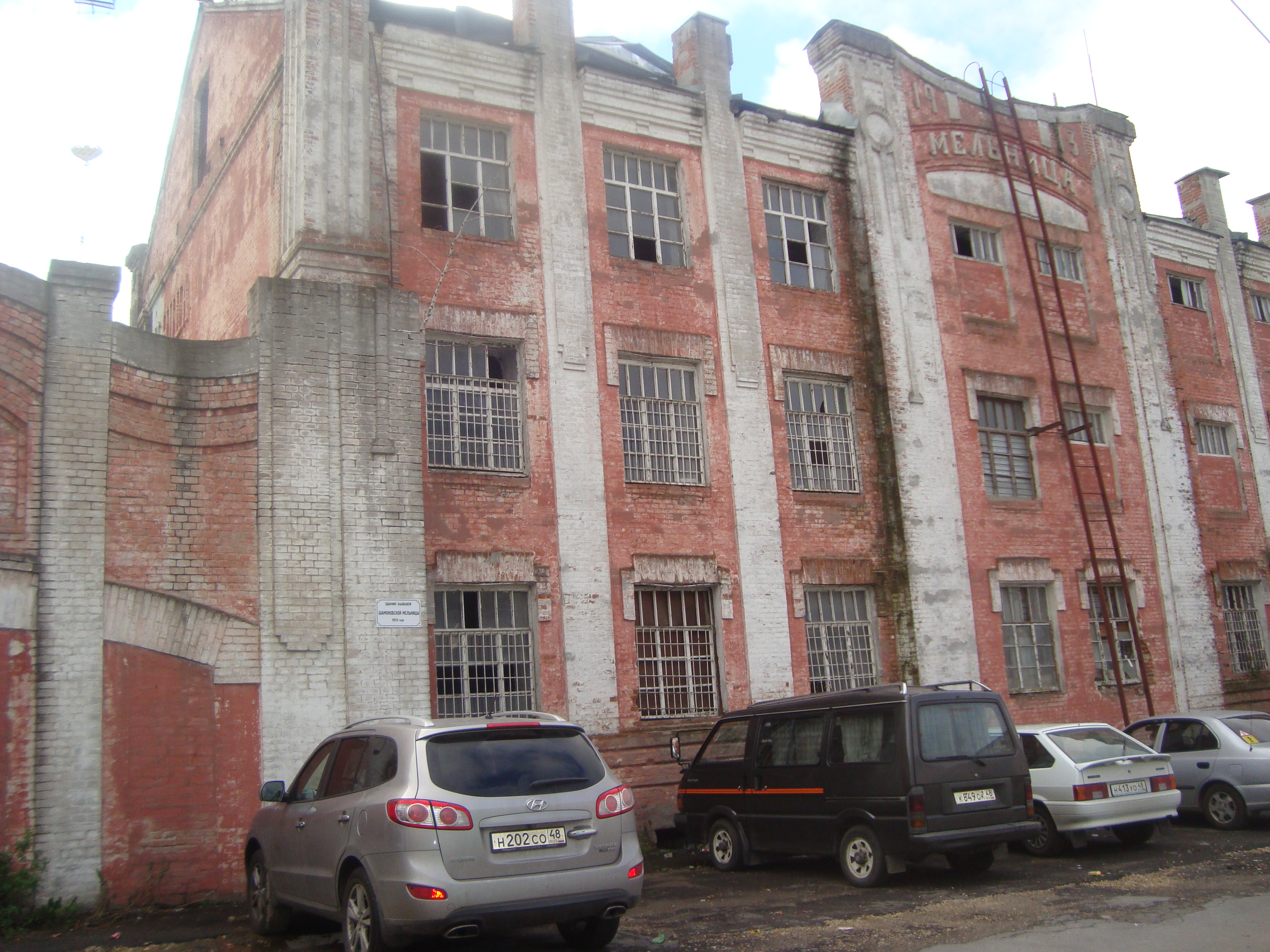
ул. Зегеля, 21а (здание Шамоновской мельницы)
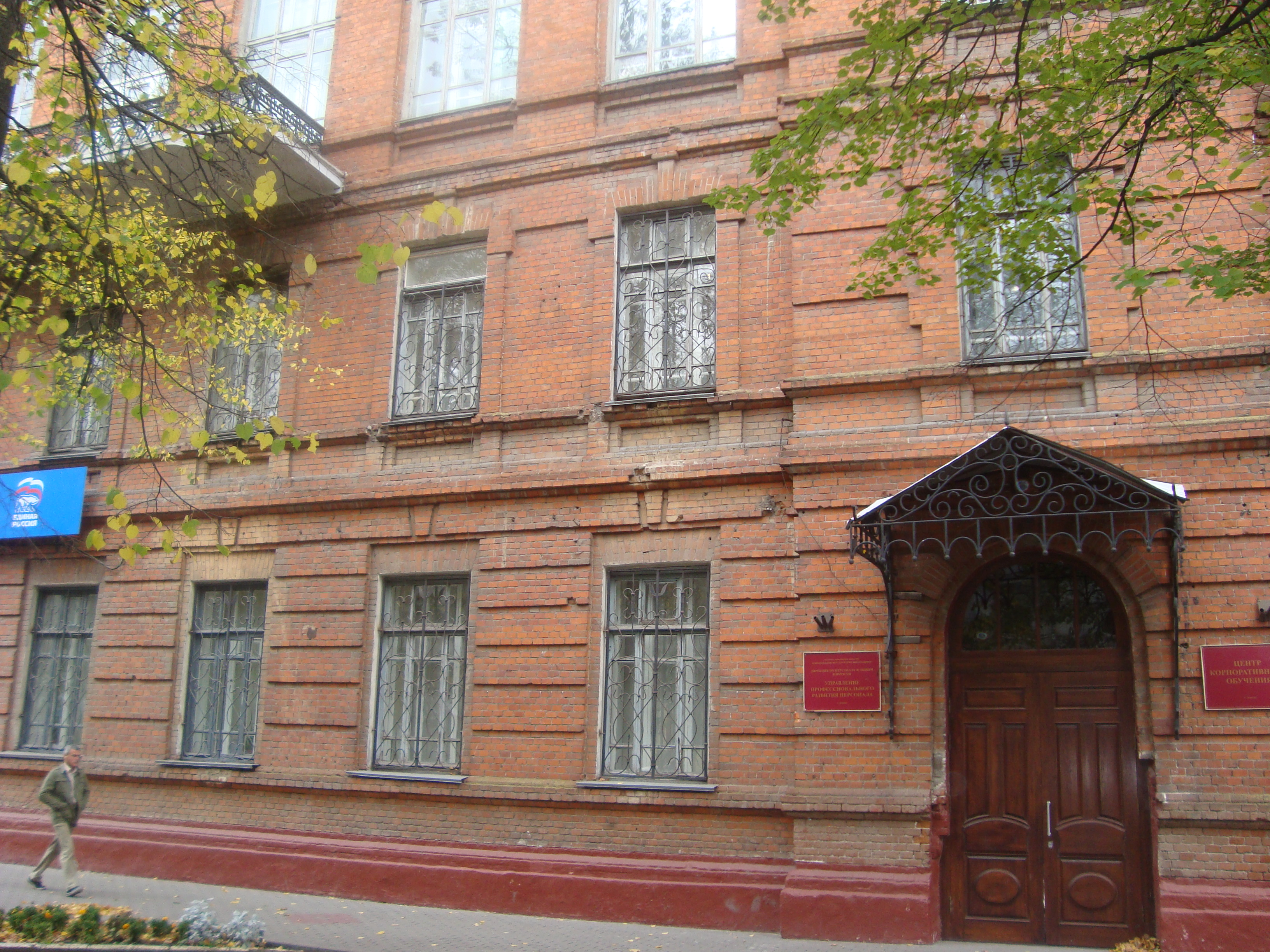
ул. Зегеля, 1
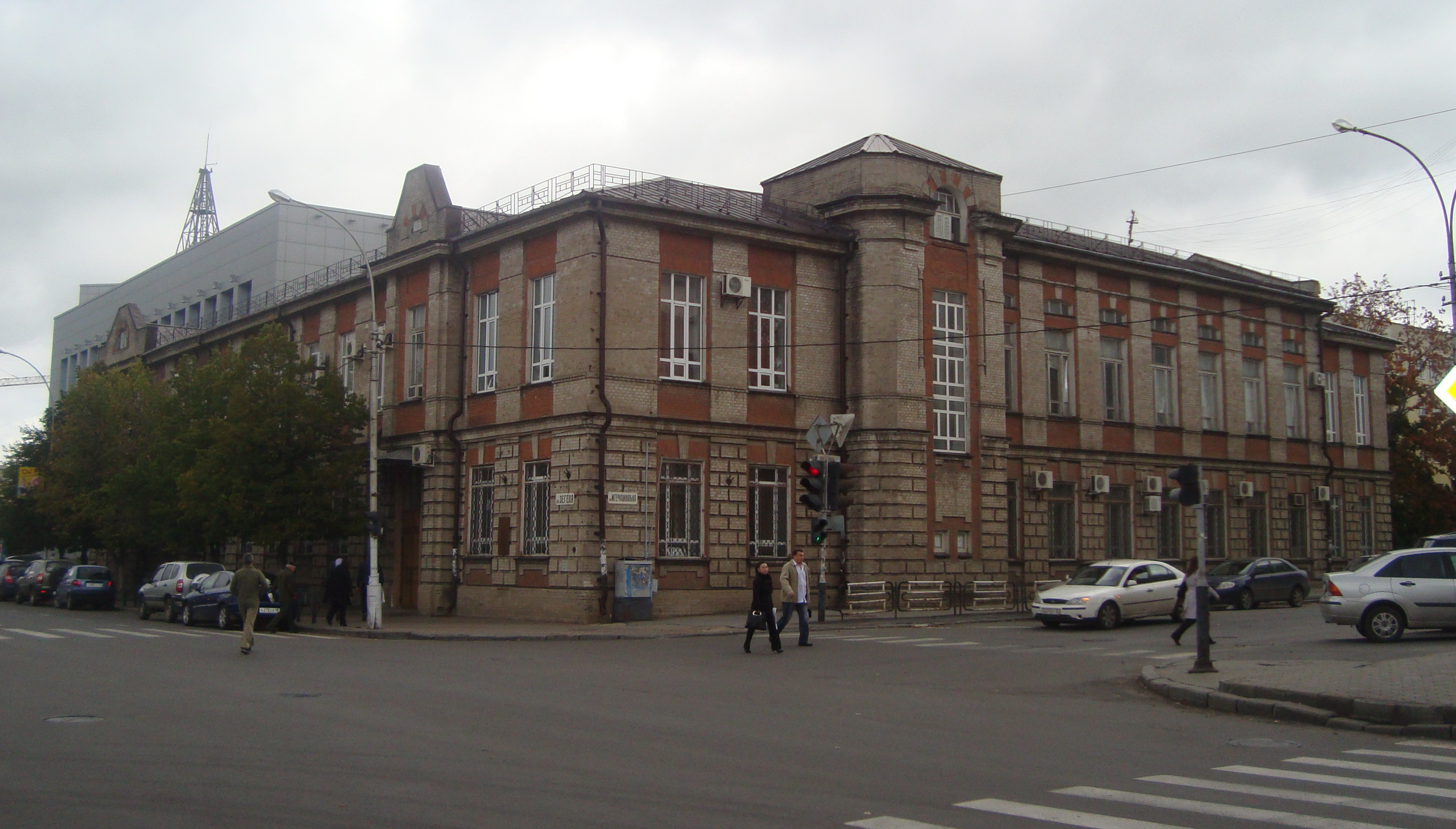
ул. Зегеля, 6
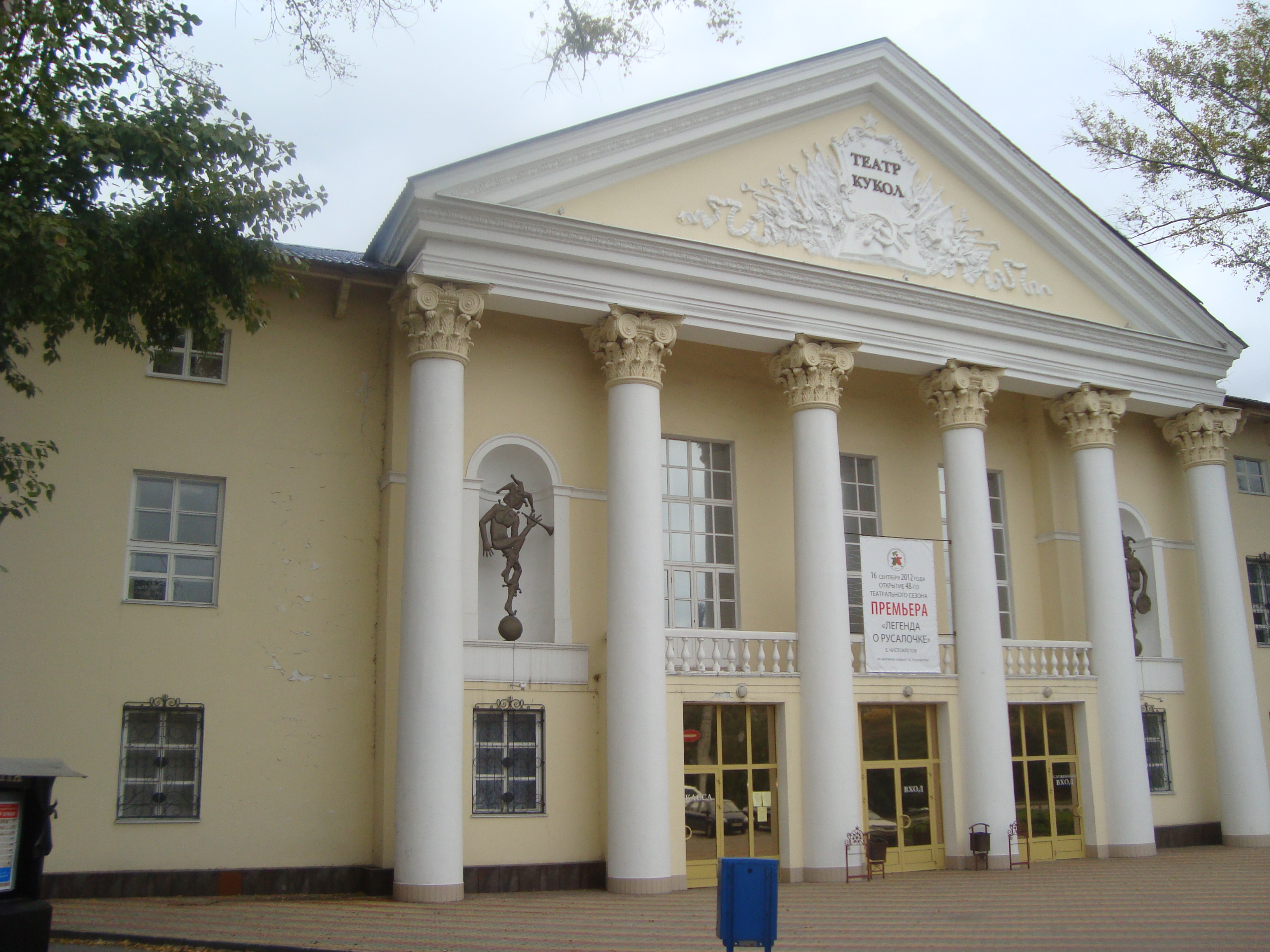
ул. Гагарина, 74 (Театр кукол)

- Комплекс памятников, связанный с Липецкими минеральными водами
  - Здание бывшей курортной гостиницы — Петровский проезд, 1. Построено во 2-й половине XIX века. Расположено на перекрёстке Петровского спуска и Кузнечной улицы. Первоначальный облик в значительной степени утрачен.  памятник архитектуры
  - Бывшие здания минеральных ванн — Петровский проезд, 2. Построены в 1808 году по проекту архитектора А. Н. Воронихина. Расположены на территории Нижнего парка. Сейчас используются в качестве административно-хозяйственных помещений парка.  памятник архитектуры

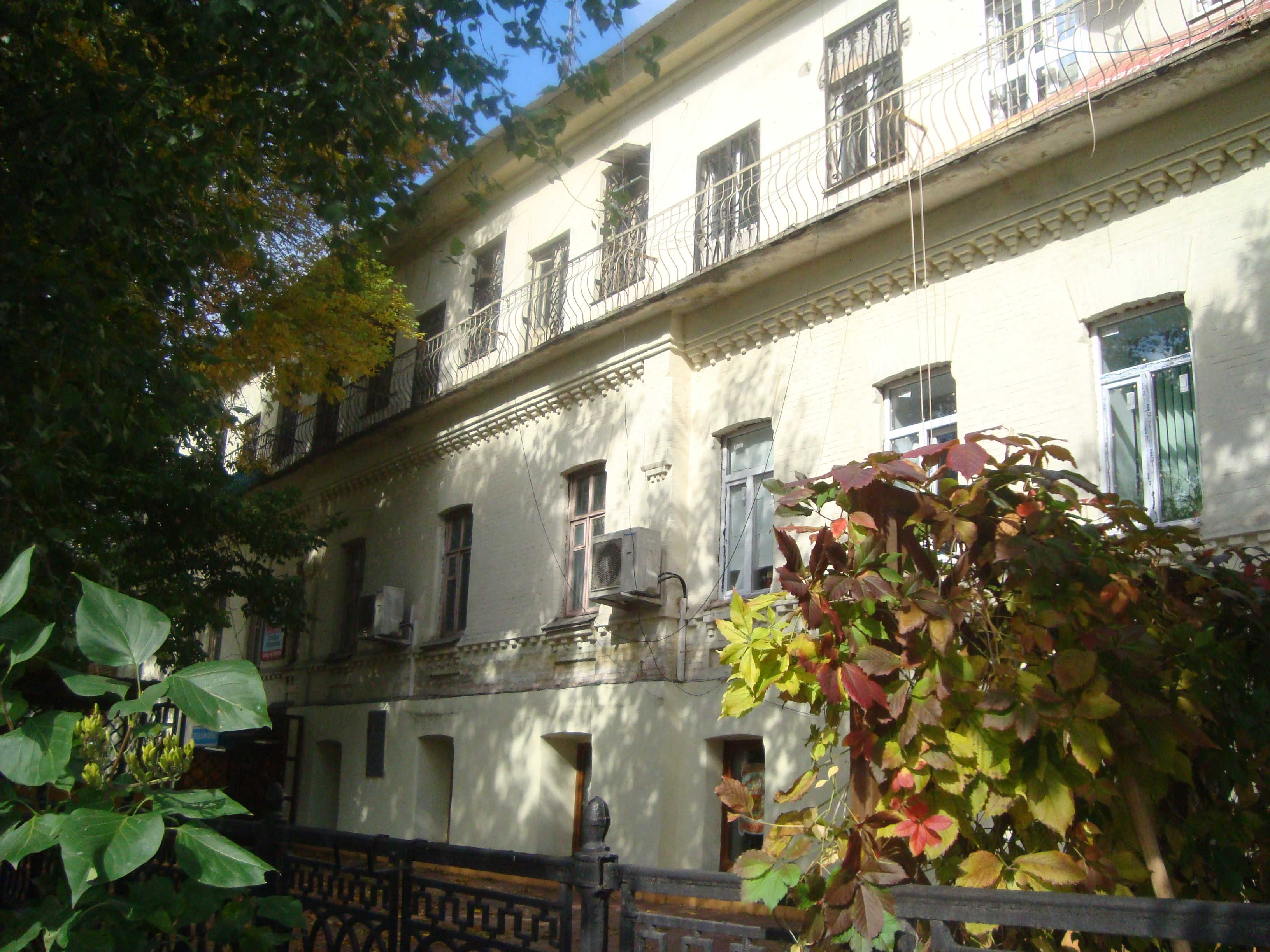
Петровский проезд, 1
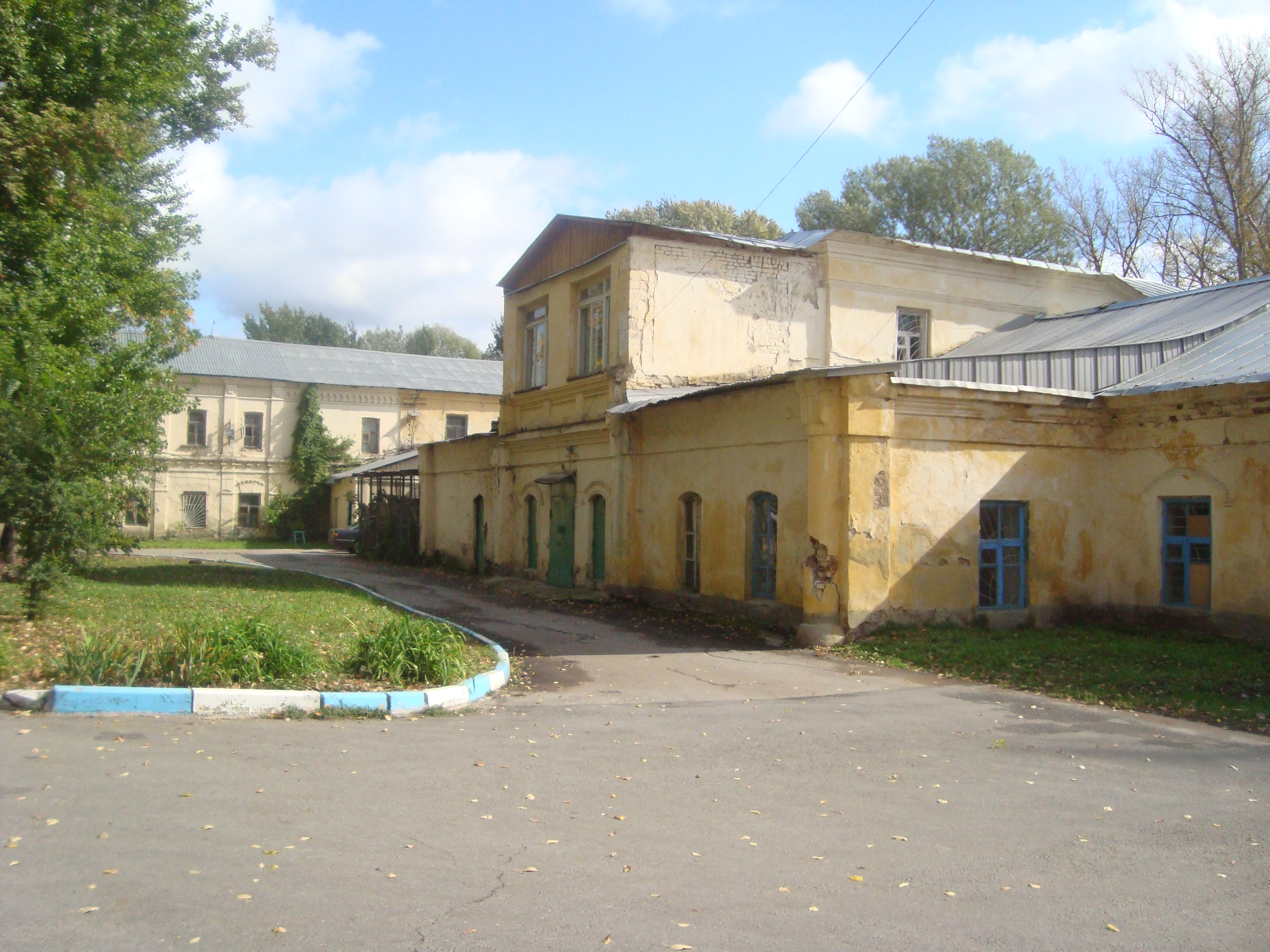
Петровский проезд, 2

- Усадебный дом конца XIX века — Кузнечный переулок, 22.  памятник архитектуры
- Здание бывшего кинотеатра «Унион» — улица Карла Маркса, 2. Построено в 1916 году. Первый кинотеатр Липецка. В советское время носил название «Октябрь».  памятник архитектуры
- Здание Липецкого городского Совета депутатов — Советская улица, 22. Построено в 1938 году. Первоначально здесь располагалась центральная городская библиотека, затем — Липецкий городской комитет КПСС. В 1991 здание передано Липецкому горсовету.  памятник архитектуры
- Здание земской больницы — улица Горького, 2. Построено в начале XX века. В советское время здесь находился кожно-венерологический диспансер, затем — станция скорой медицинской помощи. В настоящее время — МУП «Липецкводоканал».  памятник архитектуры
- Бывшее фотоателье — улица Горького, 4. Построено в 3-й четверти XIX века.  памятник архитектуры
- Усадебный дом XIX века — Октябрьская улица, 88.  памятник архитектуры Находится в полуразрушенном состоянии
- Усадебный дом XIX века — Октябрьская улица, 90.  памятник архитектуры
- Усадебный дом начала XX века — Коммунальная площадь, 4.  памятник архитектуры
- Усадебный дом начала XX века — Коммунальная площадь, 5.  памятник архитектуры
- Бывшее здание госбанка — Коммунальная площадь, 8. Построено в 1938 году. Ранее здесь располагалось Липецкое отделение (с 1954 — Липецкая областная контора) Госбанка СССР. В настоящее время — Департамент ЖКХ Липецка.  памятник архитектуры
- Дом связи — Коммунальная площадь, 41. Построен в 1938 году.  памятник архитектуры
- Здание аптеки № 1 — улица Ворошилова, 1. Построено в начале XX века по проекту архитектора И. П. Машкова. Первоначально здесь был трактир. Здание расположено на углу улиц Ворошилова и Первомайской.  памятник архитектуры
- Гостиница «Советская» — улица Ворошилова, 5. Построено в 1938 году. До 1957 гостиница носила название «Липецк». Здание расположено на углу улиц Ворошилова и Советской.  памятник архитектуры
- Усадебный дом 2-й половины XIX века — Первомайская улица, 30а.  памятник архитектуры
- Усадебный дом 2-й половины XIX века — Первомайская улица, 32.  памятник архитектуры
- Усадебный дом купца Шелихова (бывшее купеческое собрание) — улица Фрунзе, 1. Построен во 2-й половине XIX века. В советское время здесь находилась поликлиника.  памятник архитектуры
- Усадебный дом XIX века — улица Фрунзе, 21.  памятник архитектуры

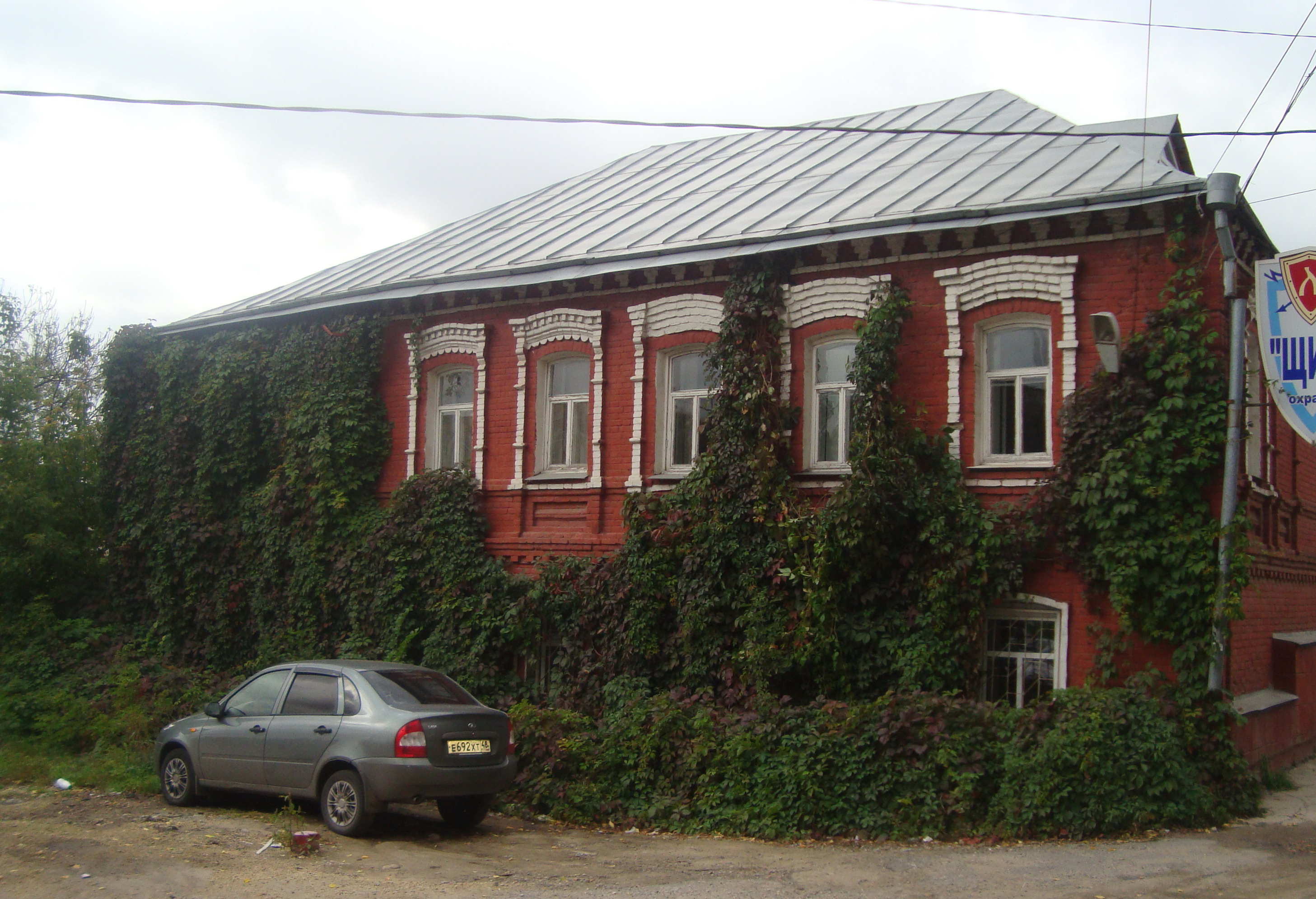
Кузнечный переулок, 22
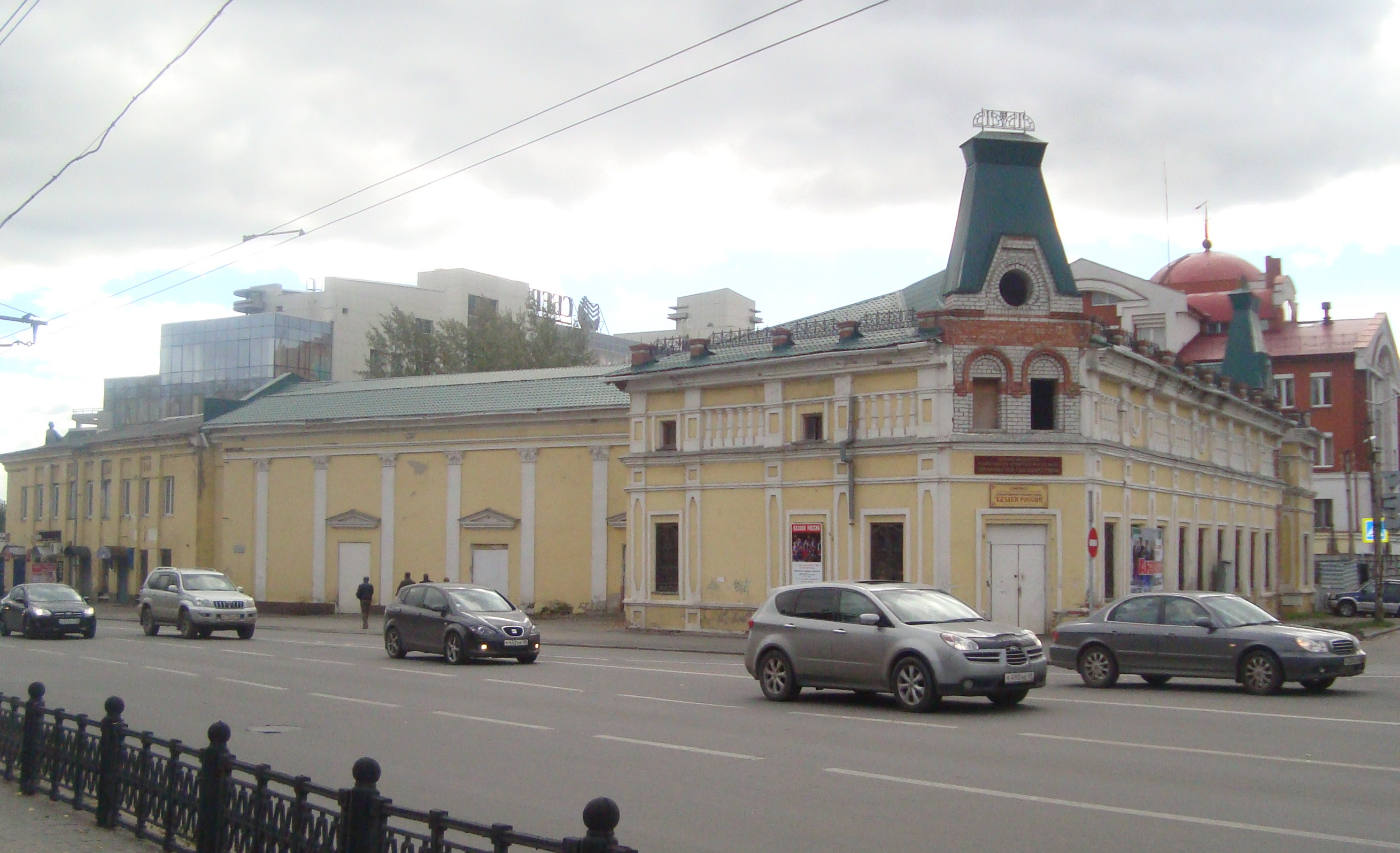
ул. К. Маркса, 2 (бывший кинотеатр «Унион»/«Октябрь»)
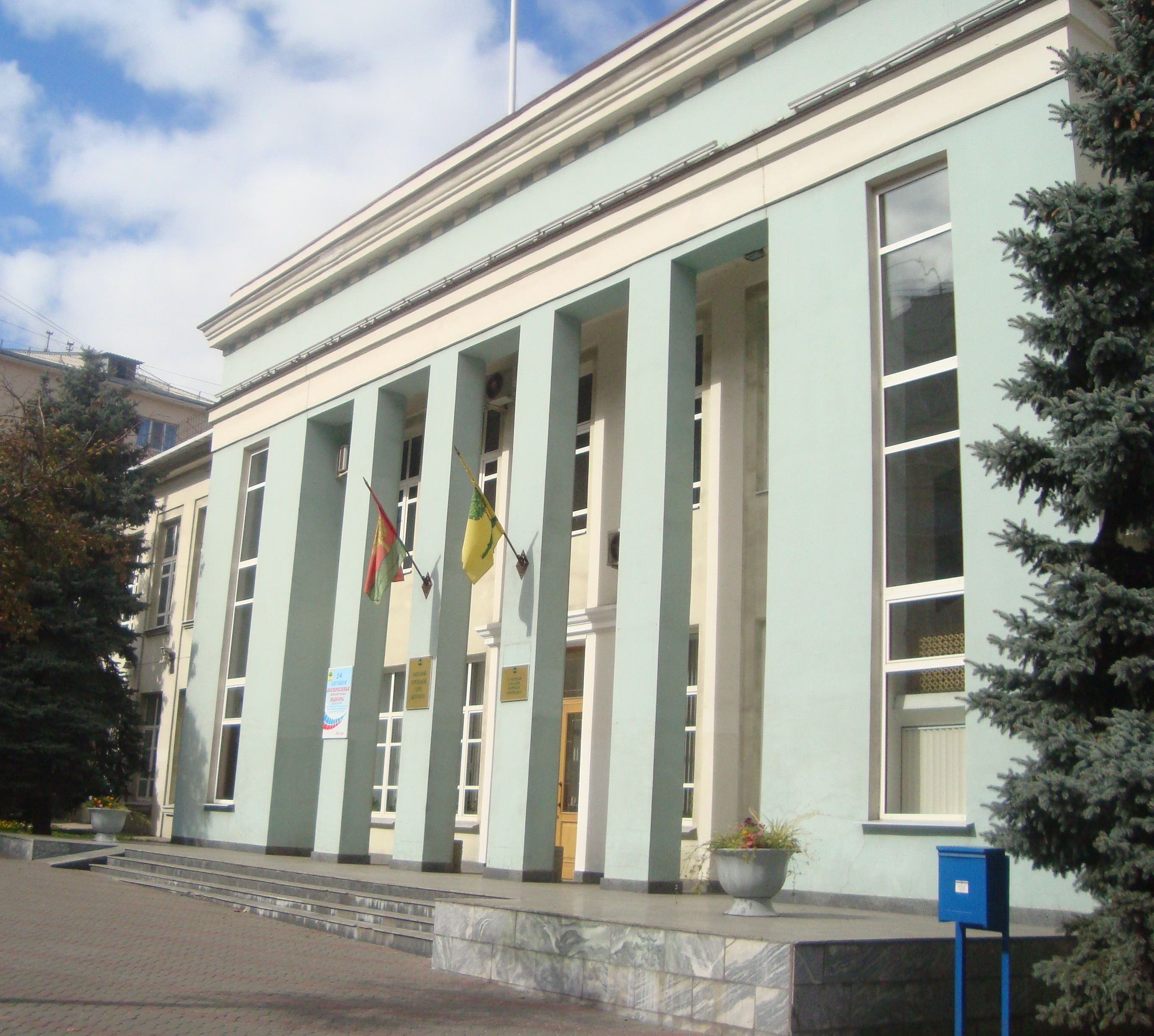
Советская ул., 22 (Липецкий горсовет)
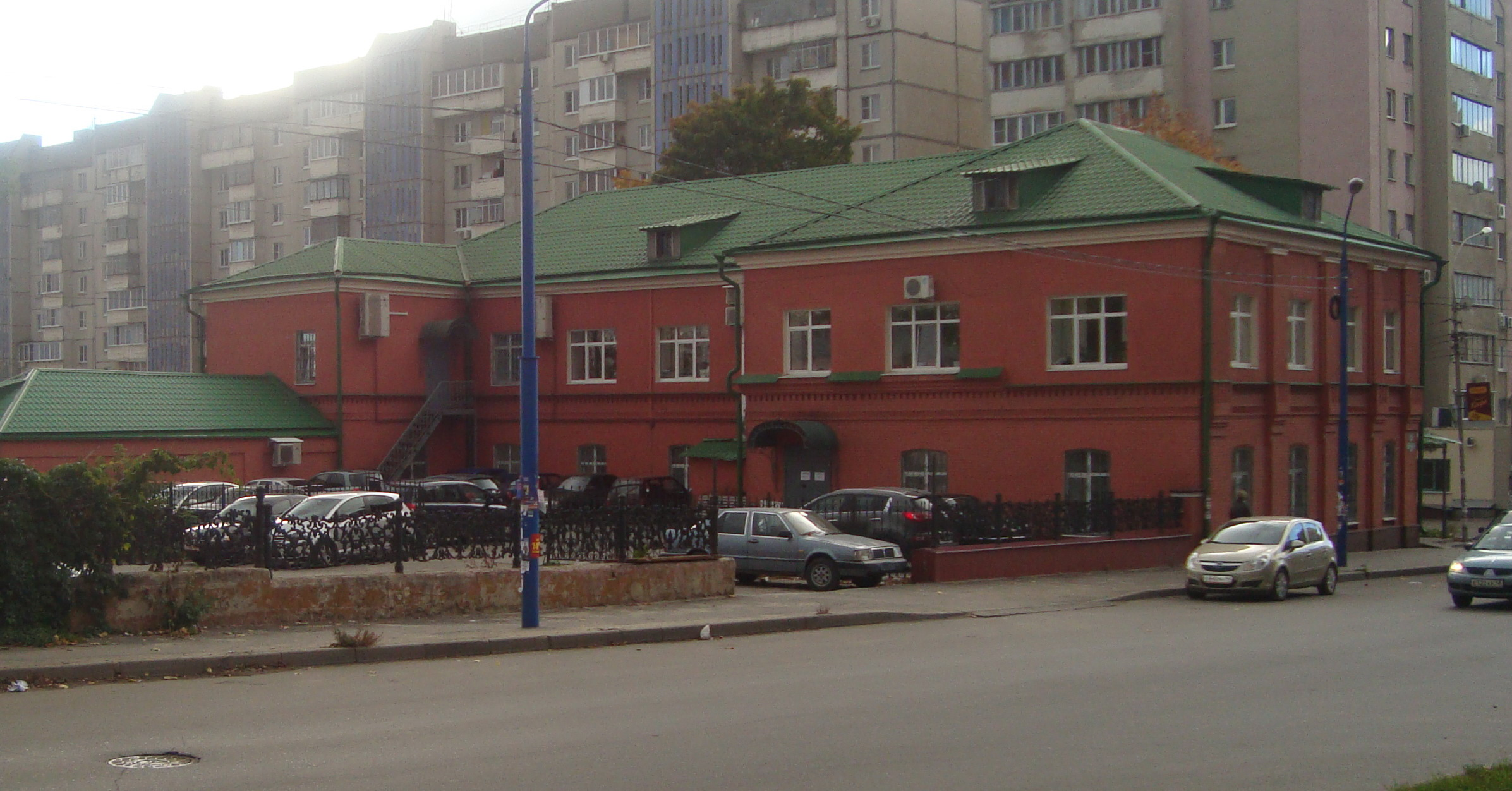
улица Горького, 2
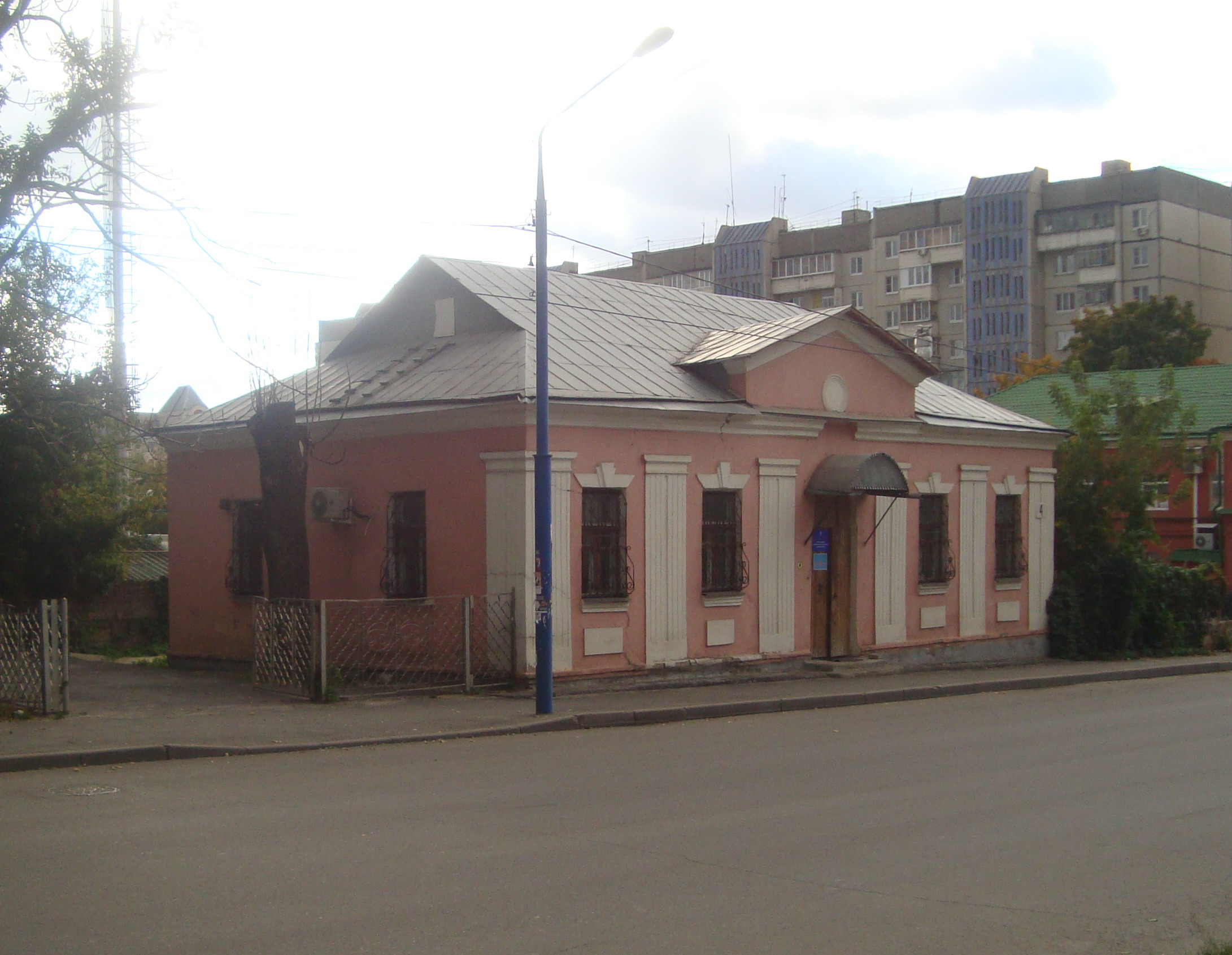
улица Горького, 4
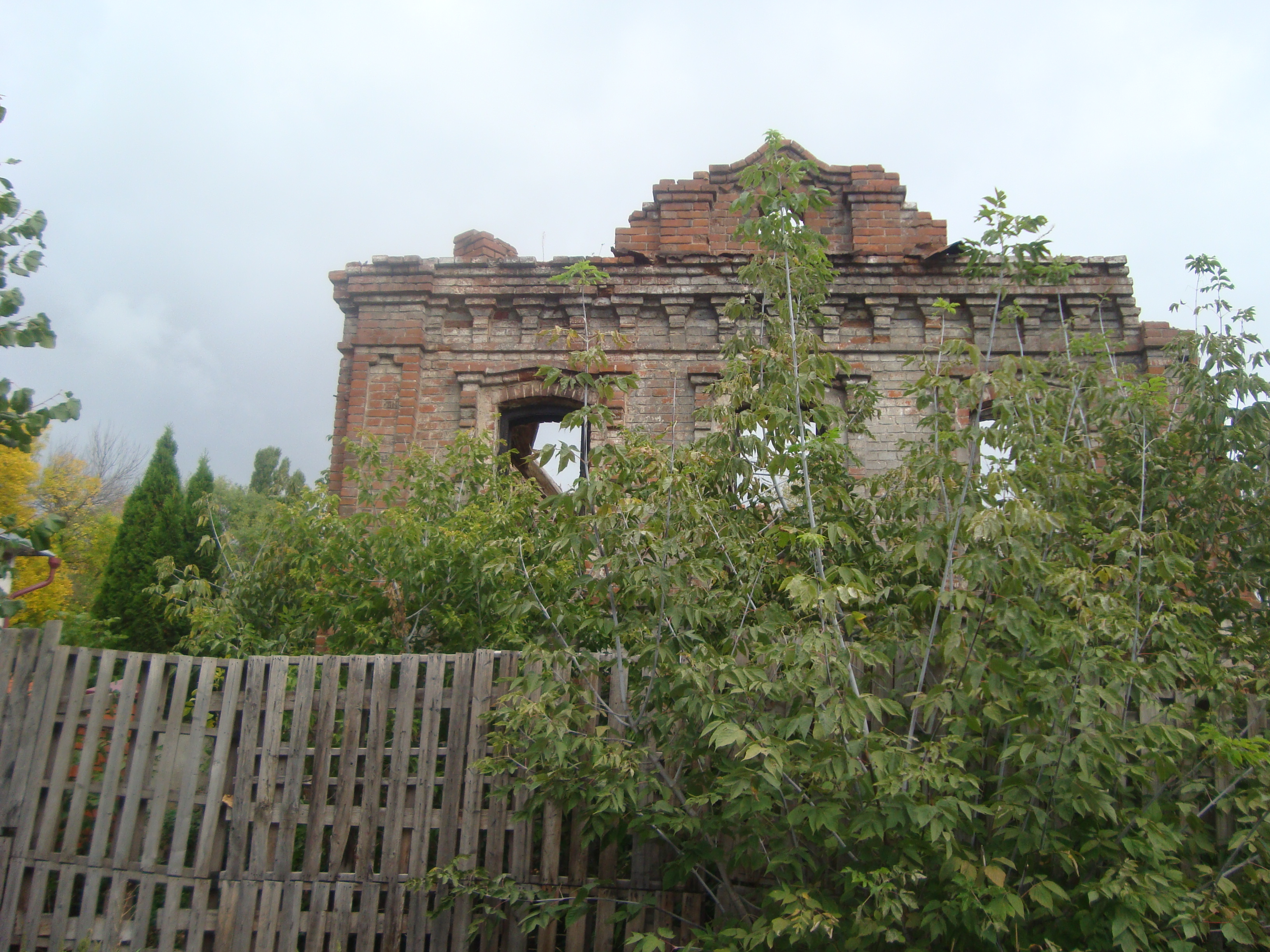
Октябрьская ул., 88
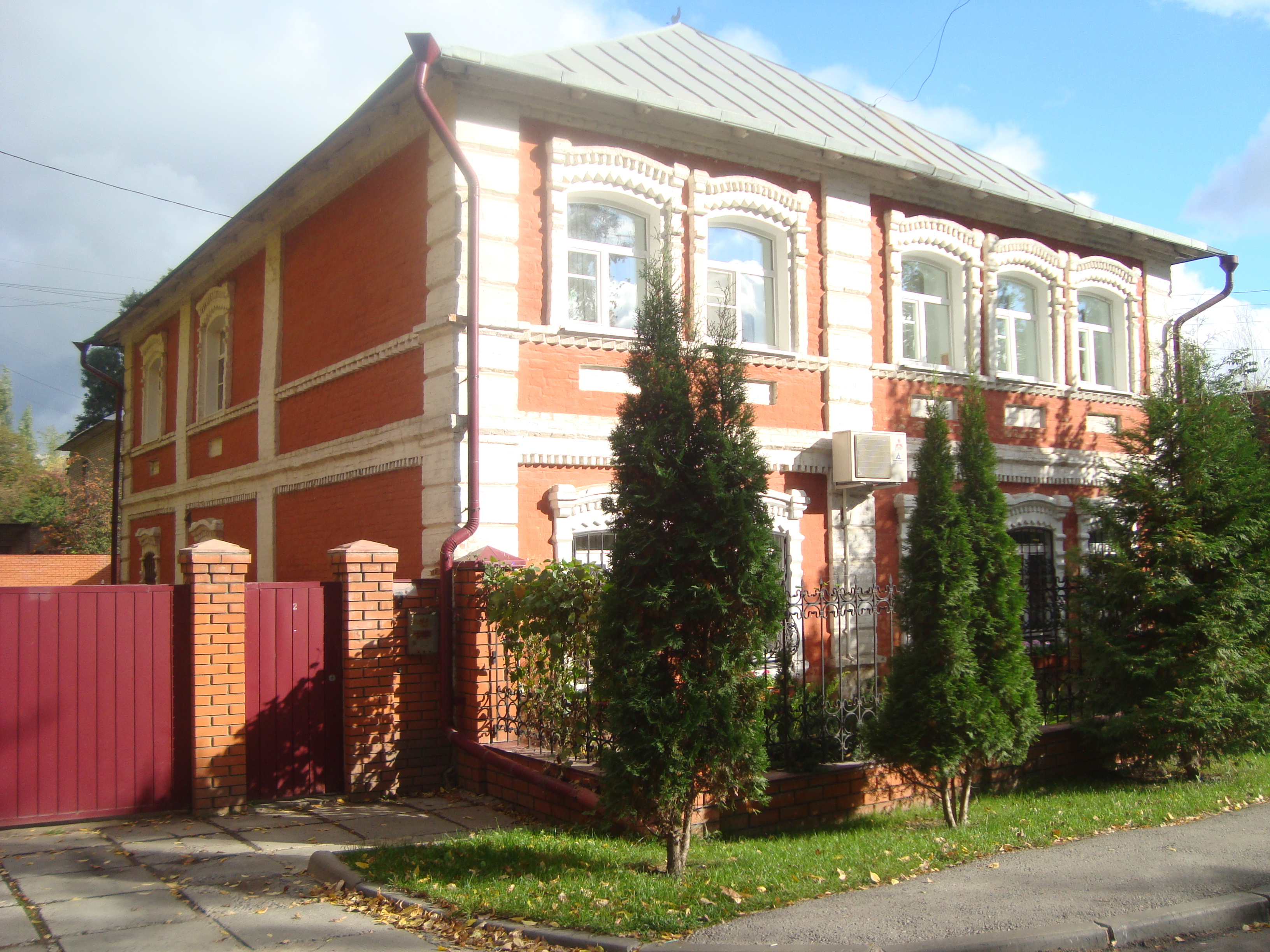
Октябрьская ул., 90
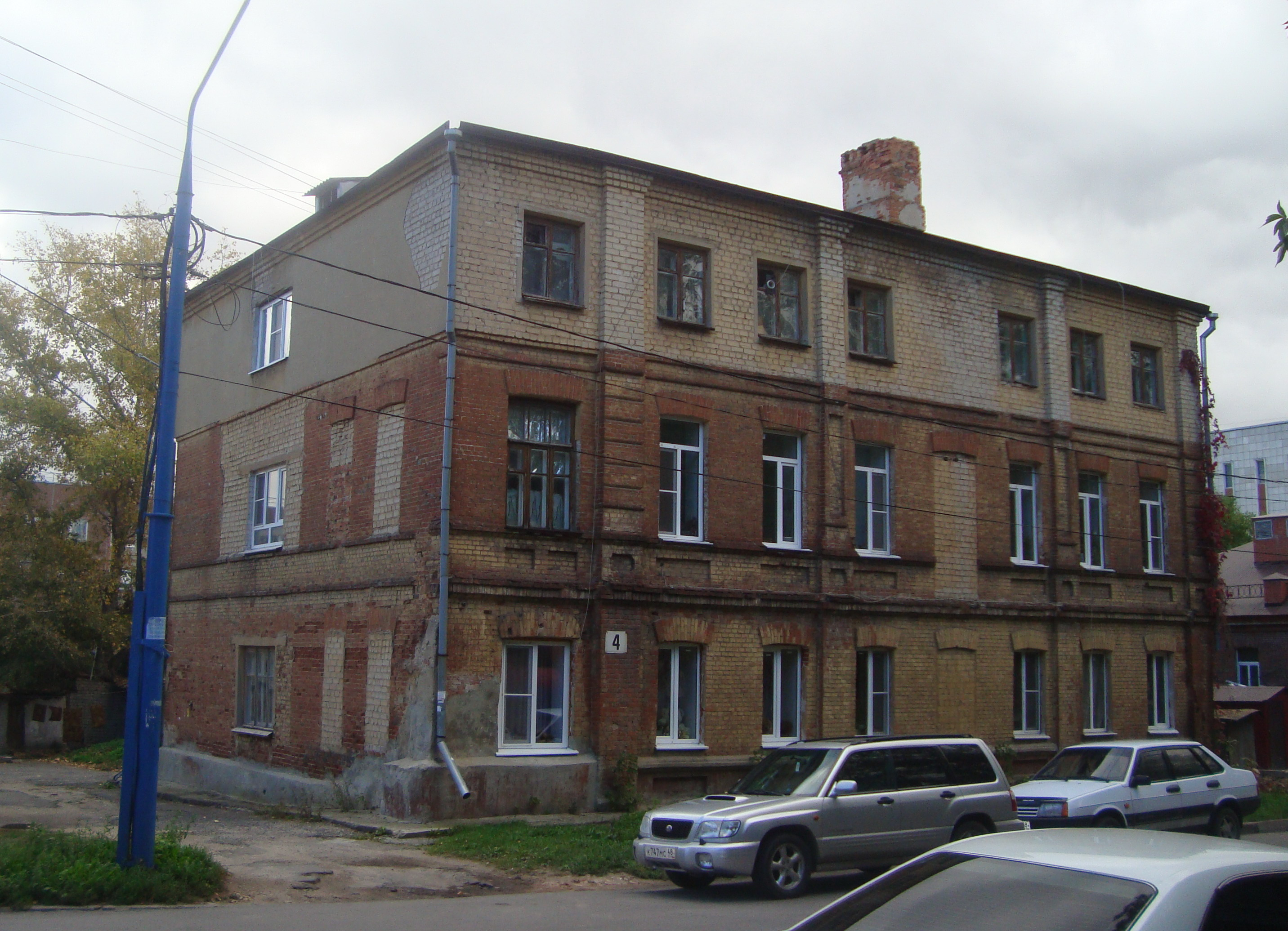
Коммунальная пл, 4
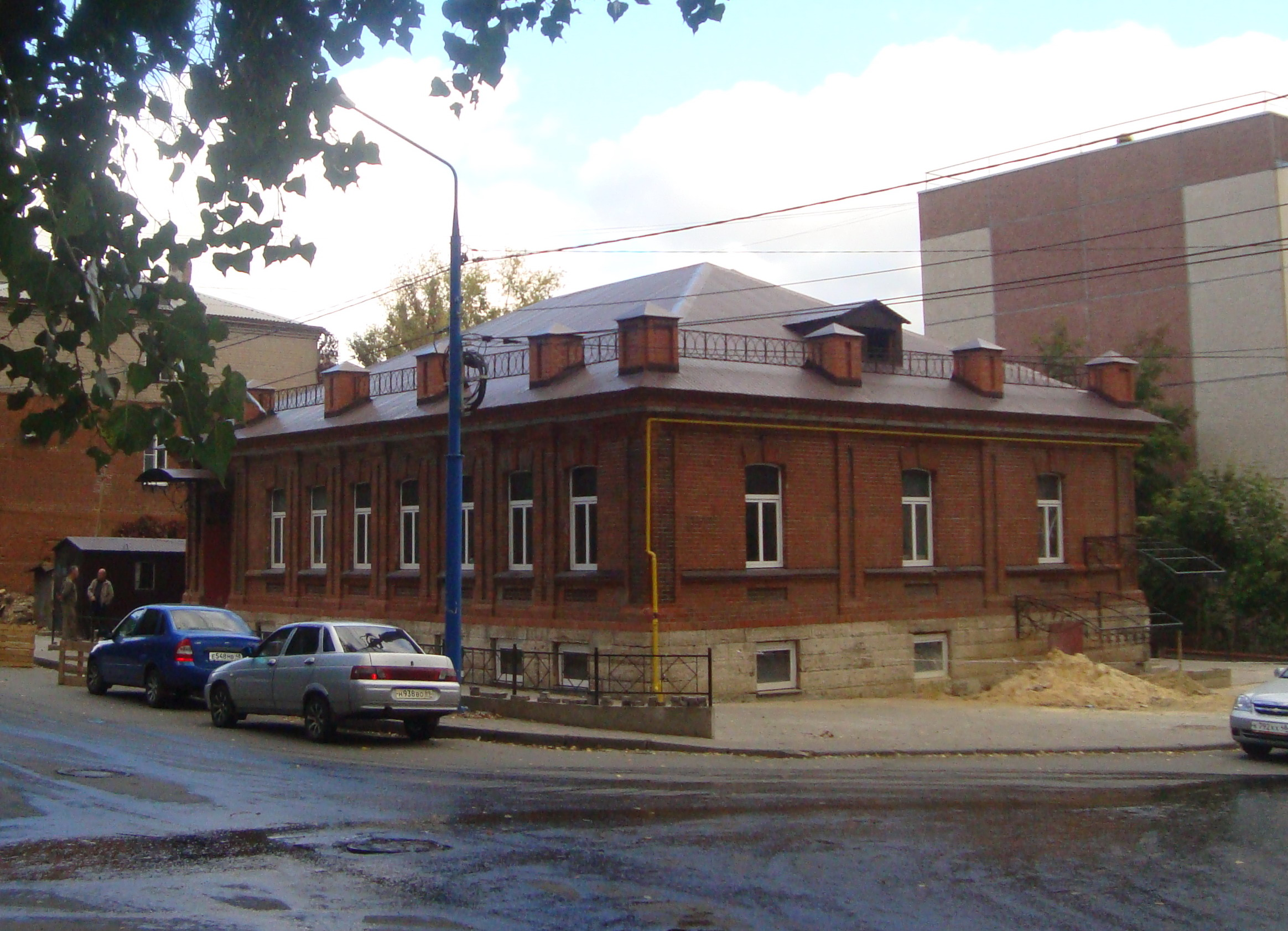
Коммунальная пл, 5
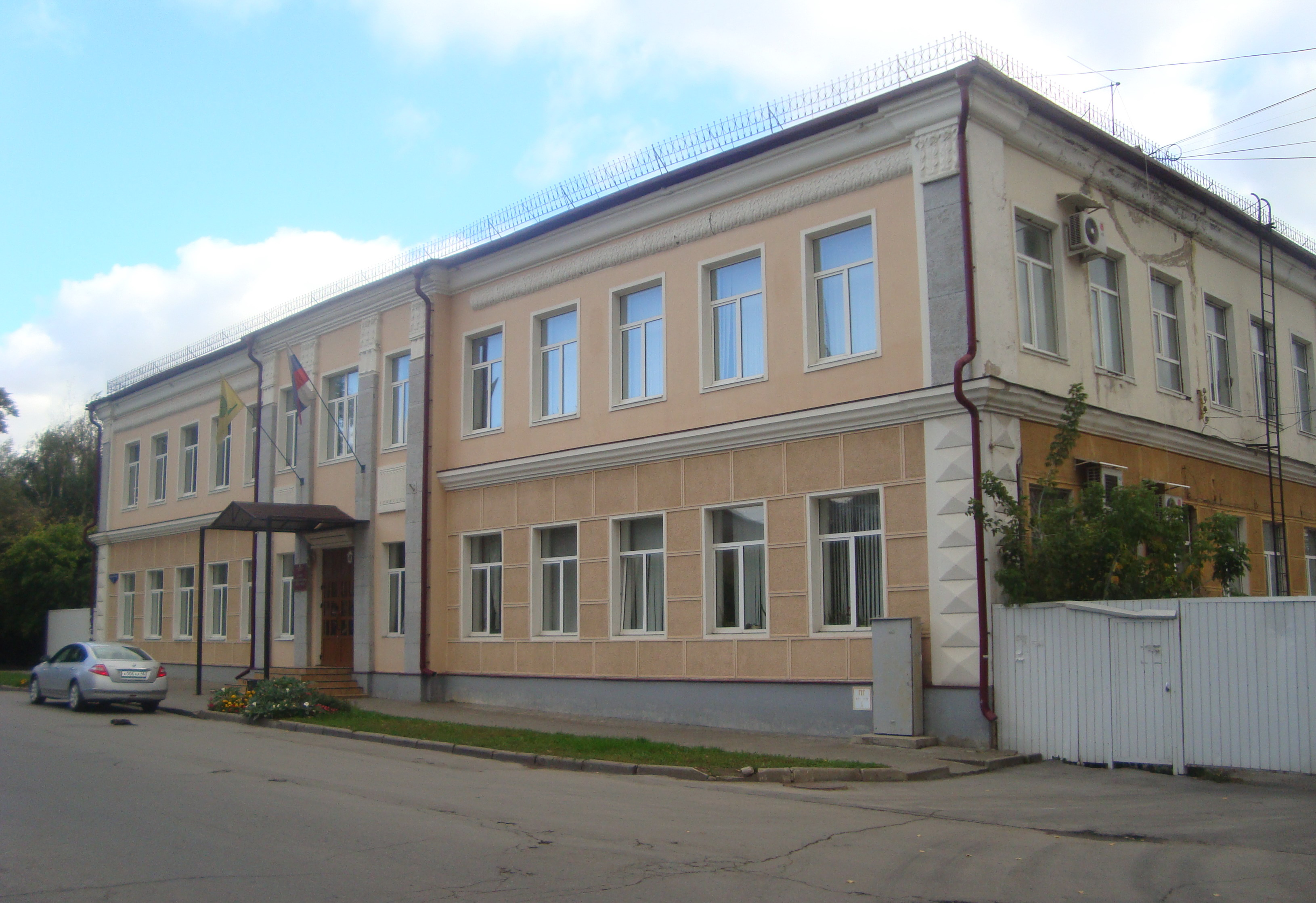
Коммунальная пл, 8
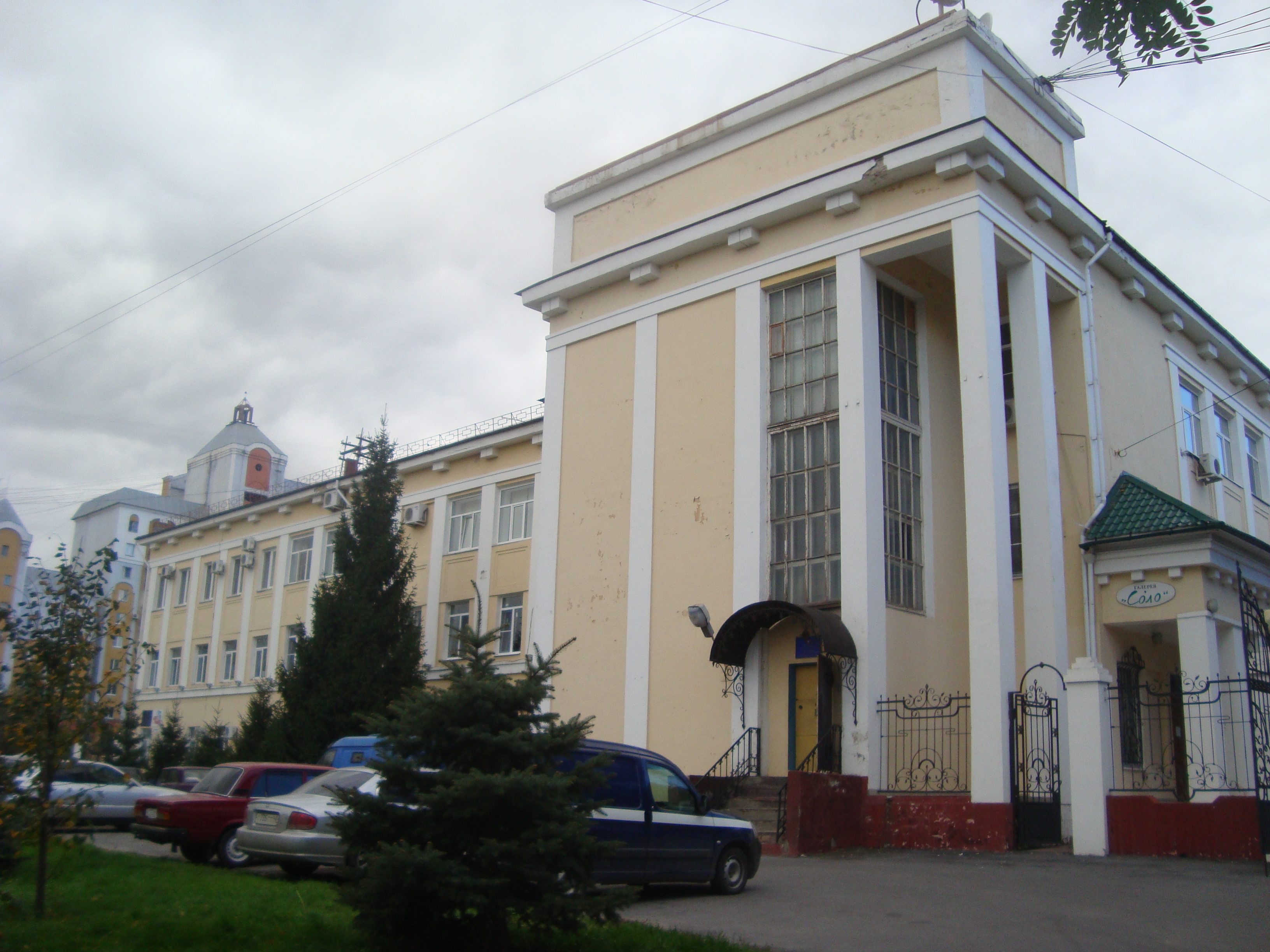
Коммунальная пл, 41
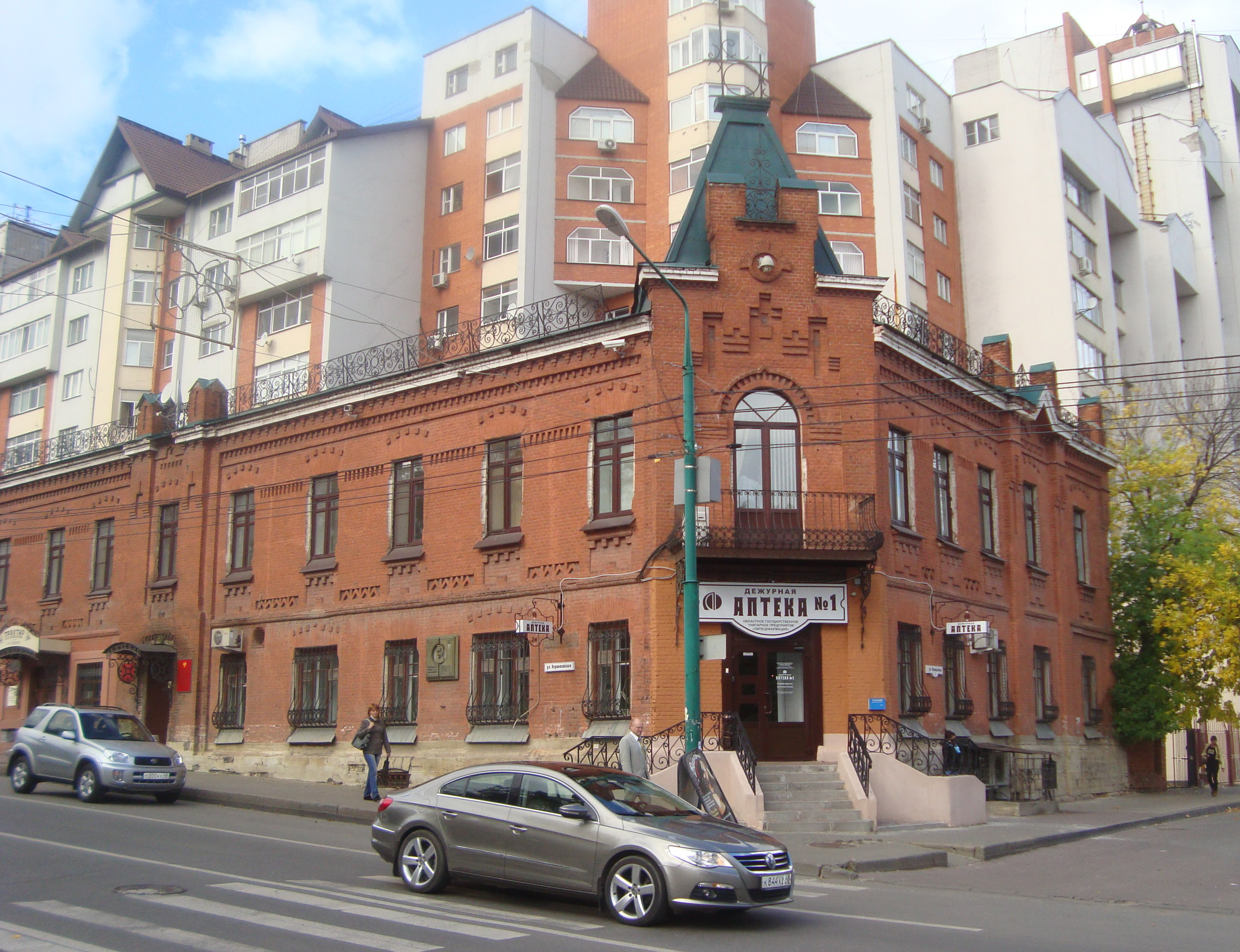
ул. Ворошилова, 1 (аптека)
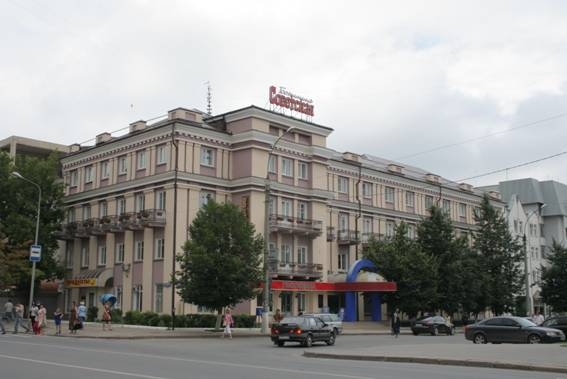
ул. Ворошилова, 5 (гостиница «Советская»)
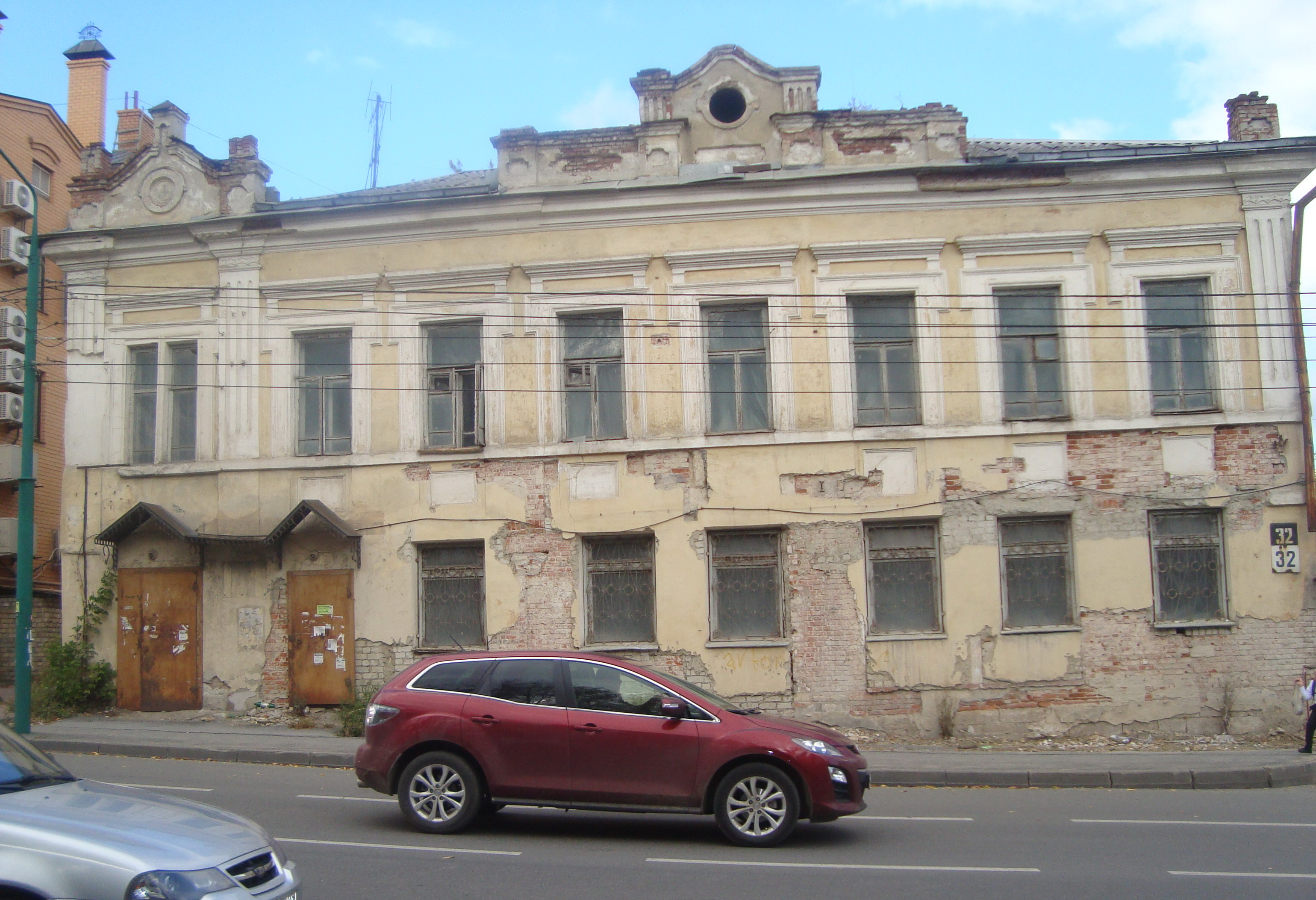
Первомайская ул., 32
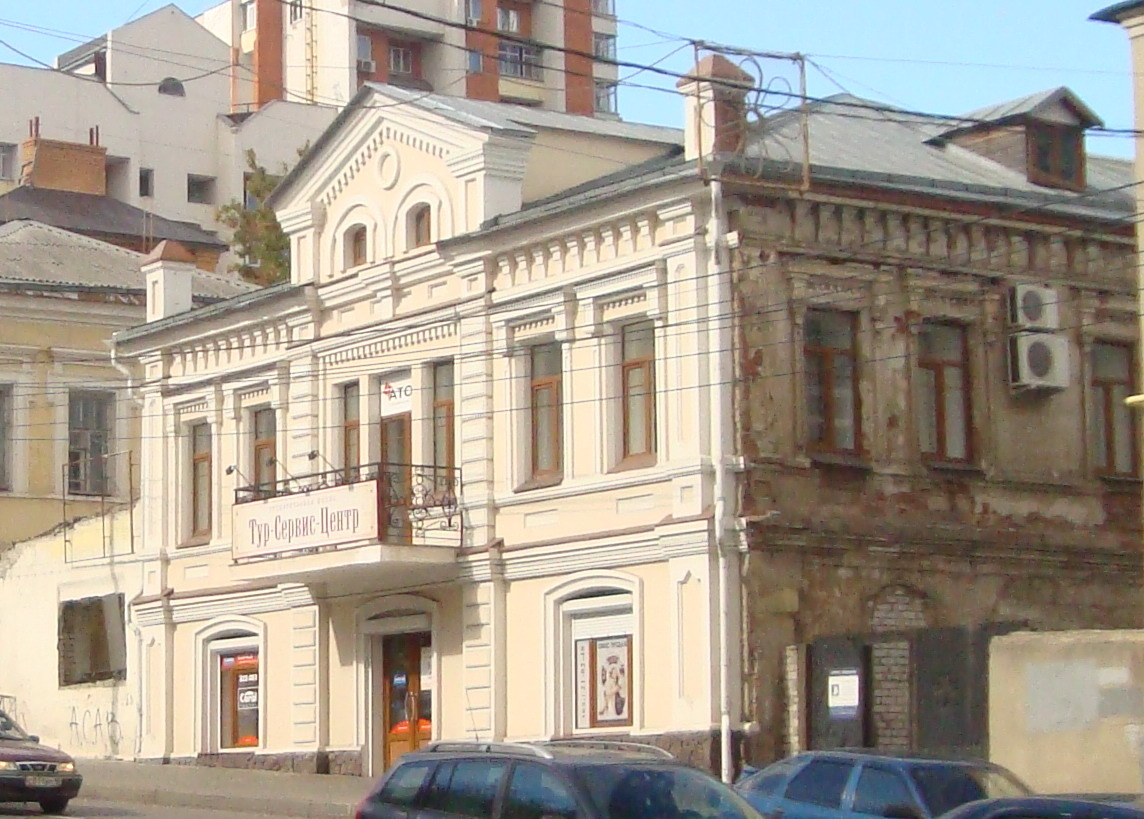
Первомайская ул., 30а
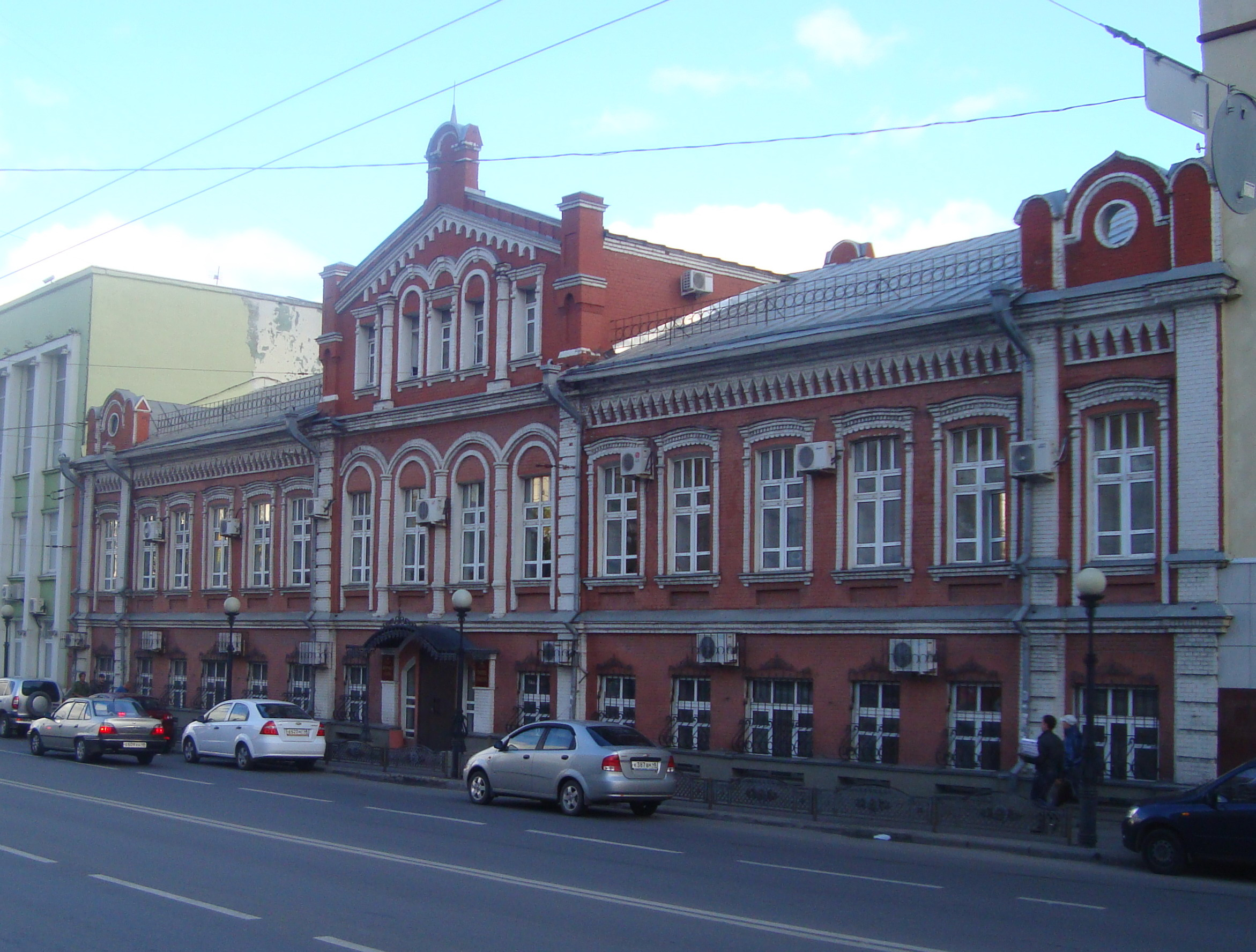
ул. Фрунзе, 1
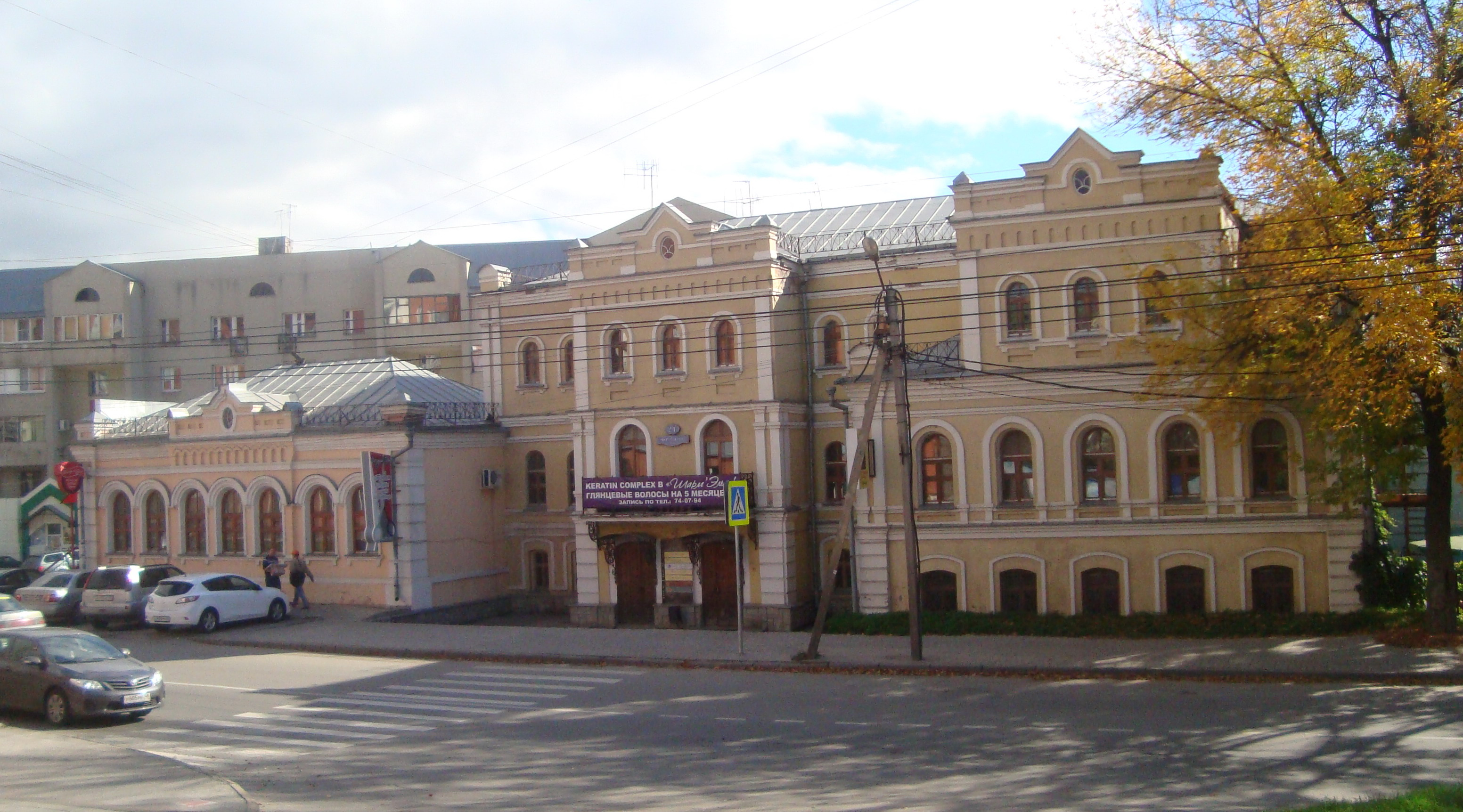
ул. Фрунзе, 21

- Квартал улиц Первомайской, Фрунзе, Октябрьской и Скороходова имеет сохранившуюся застройку дореволюционного уездного Липецка XIX века. Ряд домов имеет статус  памятник архитектуры:
  - Усадебный дом 2-й половины XIX века — Первомайская улица, 47.  памятник архитектуры
  - Усадебный дом 2-й половины XIX века — Первомайская улица, 49.  памятник архитектуры
  - Усадебный дом 2-й половины XIX века — Первомайская улица, 53.  памятник архитектуры
  - Усадебный дом купца Замятина (2-я половина XIX века) — улица Фрунзе, 4. В настоящее время здесь прокуратура Октябрьского округа  памятник архитектуры
  - Усадебный дом середины XIX века — улица Фрунзе, 4а.  памятник архитектуры
  - Усадебный дом 2-й половины XIX века — улица Фрунзе, 5.  памятник архитектуры
  - Жилой дом XIX века (2-я половина XIX века) — улица Фрунзе, 7. В настоящее время здесь ОБЭП УВД Липецкой области  памятник архитектуры
  - Усадебный комплекс купца Замятина (2-я половина XIX века) — улица Фрунзе, 7а. В настоящее время здесь областная филармония, ресторан «Петергоф».  памятник архитектуры
  - Усадебный дом купцов Комаровых (2-я половина XIX века) — улица Фрунзе, 10. В настоящее время здесь Государственная дирекция по охране культурного наследия Липецкой области  памятник архитектуры
  - Бывший жилой дом священника Жданова (2-я половина XIX века) — улица Фрунзе, 11. В 1919—1921 годах здесь находилась художественная студия, в которой учился художник-монументалист, профессор живописи Г. И. Рублёв. В настоящее время здесь прокуратура Октябрьского округа  памятник архитектуры
  - Бывшее здание конторы кожевенного завода — Октябрьская улица, 53. Построено в XIX веке.  памятник архитектуры
  - Здание городской управы — Октябрьская улица, 57. Построено в 1-й половине XIX века. Значительная часть здания была переоборудована под детский сад. Затем здание было передано Липецкому музею народного и декоративно-прикладного искусства, став его филиалом[7]. После проведенной реставрации здания в феврале 2020 года филиал открылся под названием «Историко-культурный музей»[8].  памятник архитектуры
  - Жилой дом XIX века — улица Скороходова, 10.  памятник архитектуры

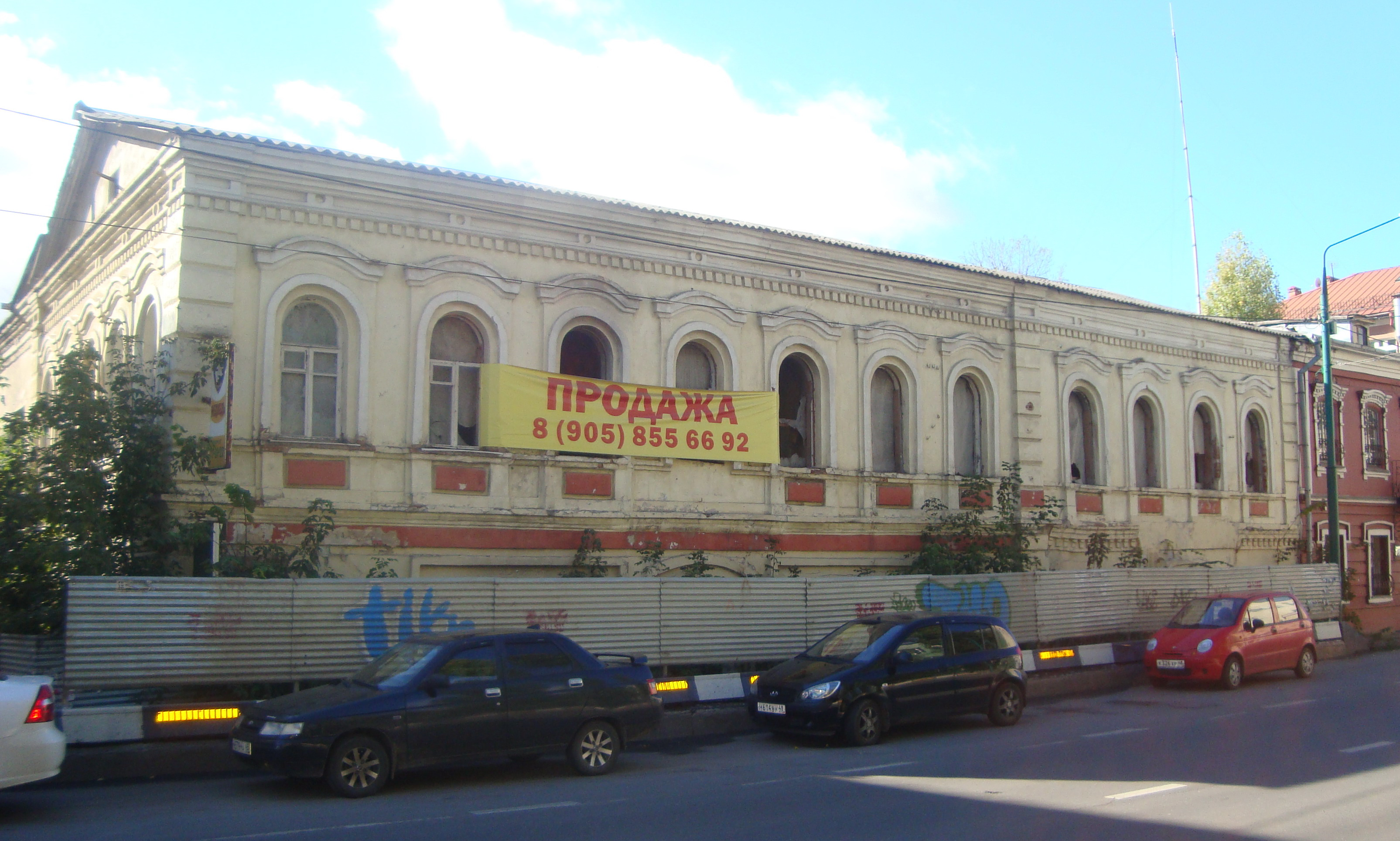
Первомайская ул., 47
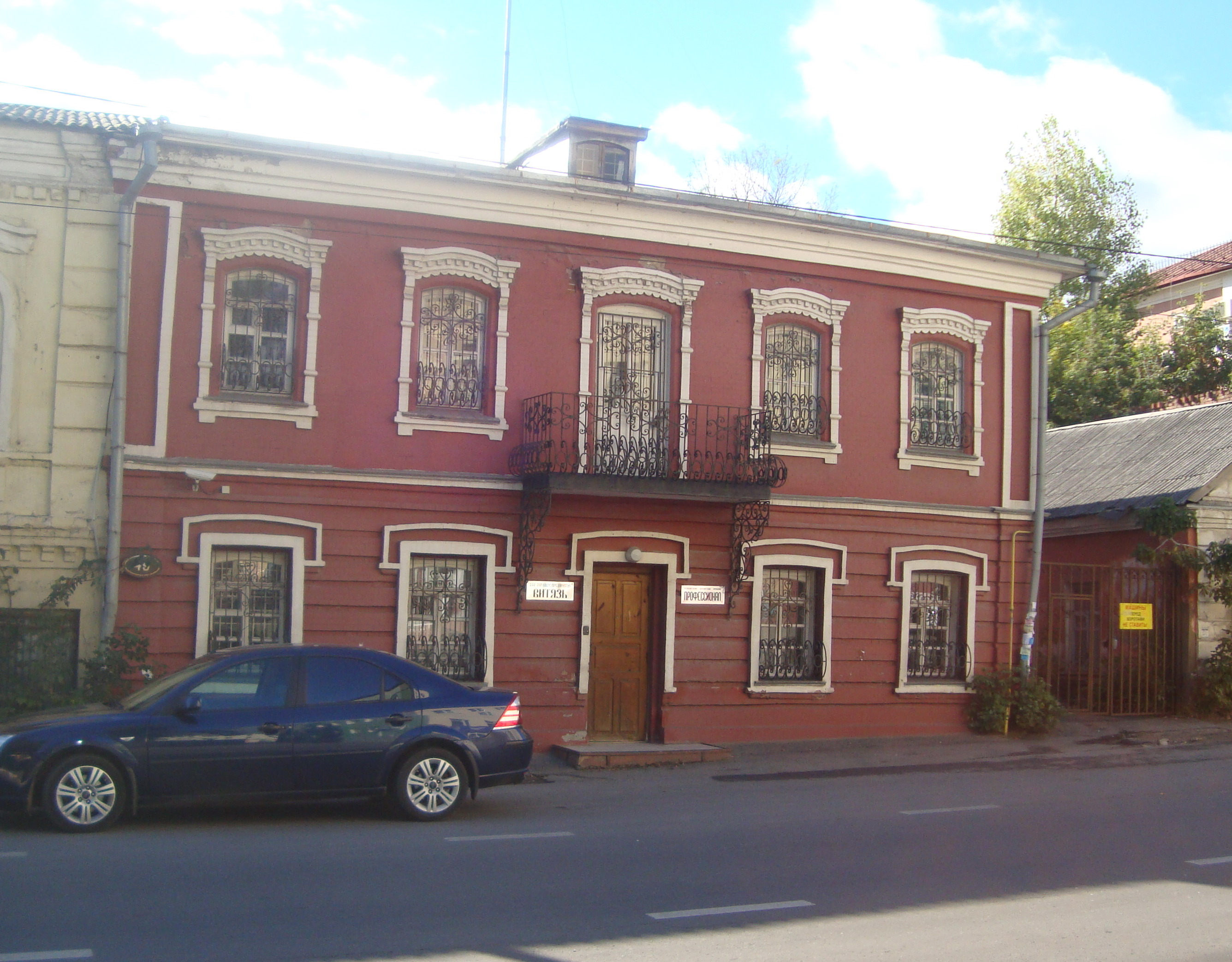
Первомайская ул., 49
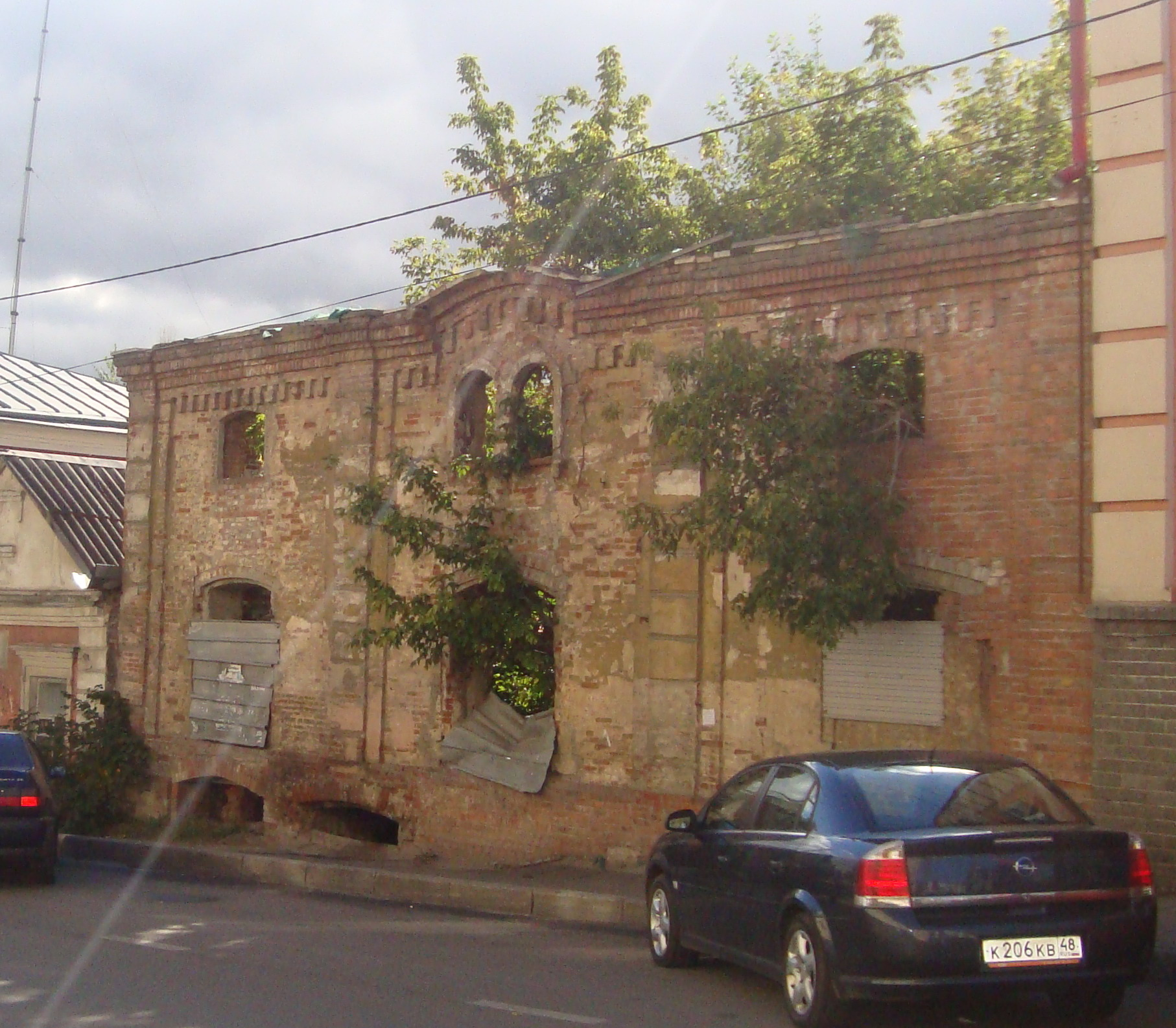
Первомайская ул., 53
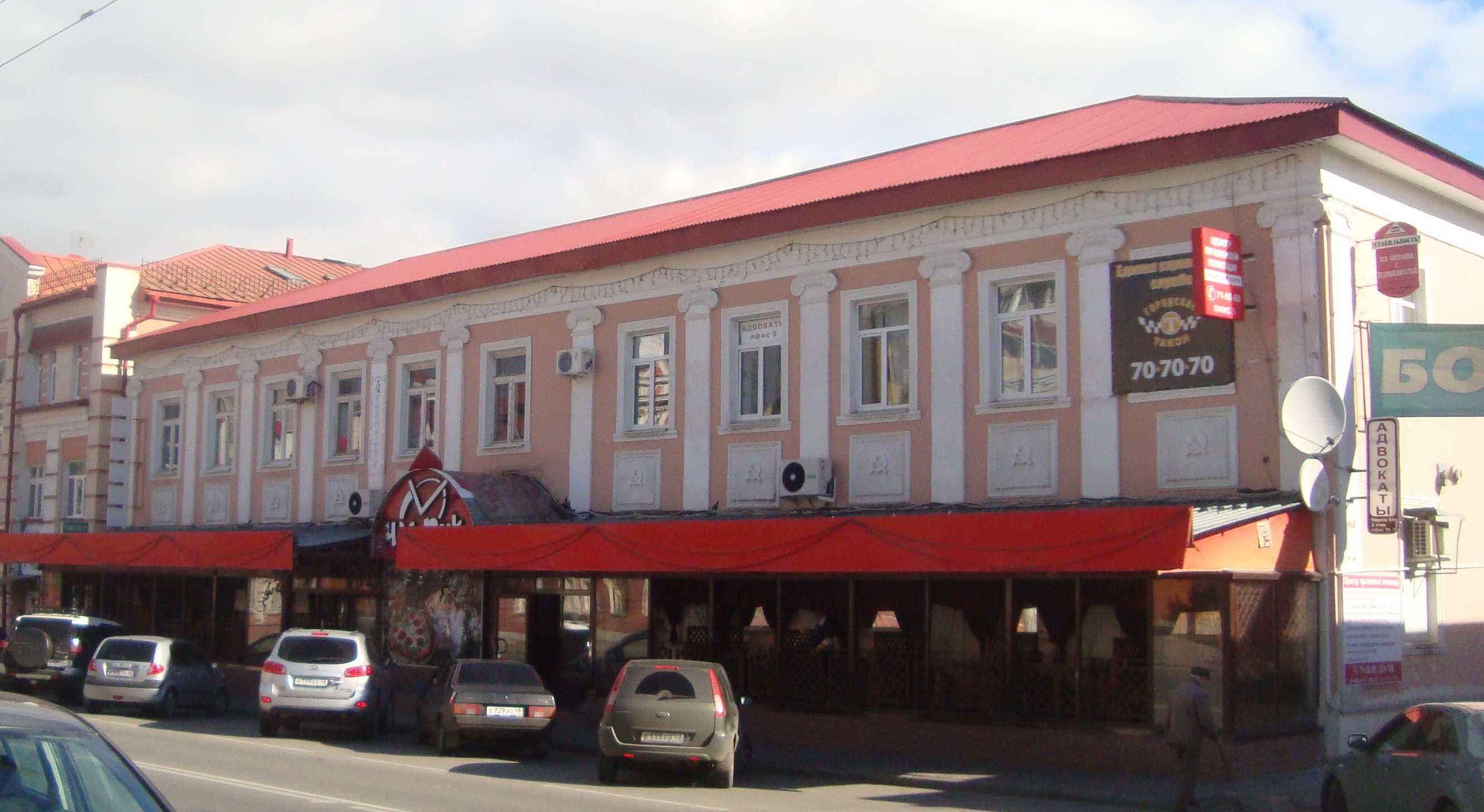
ул. Фрунзе, 5
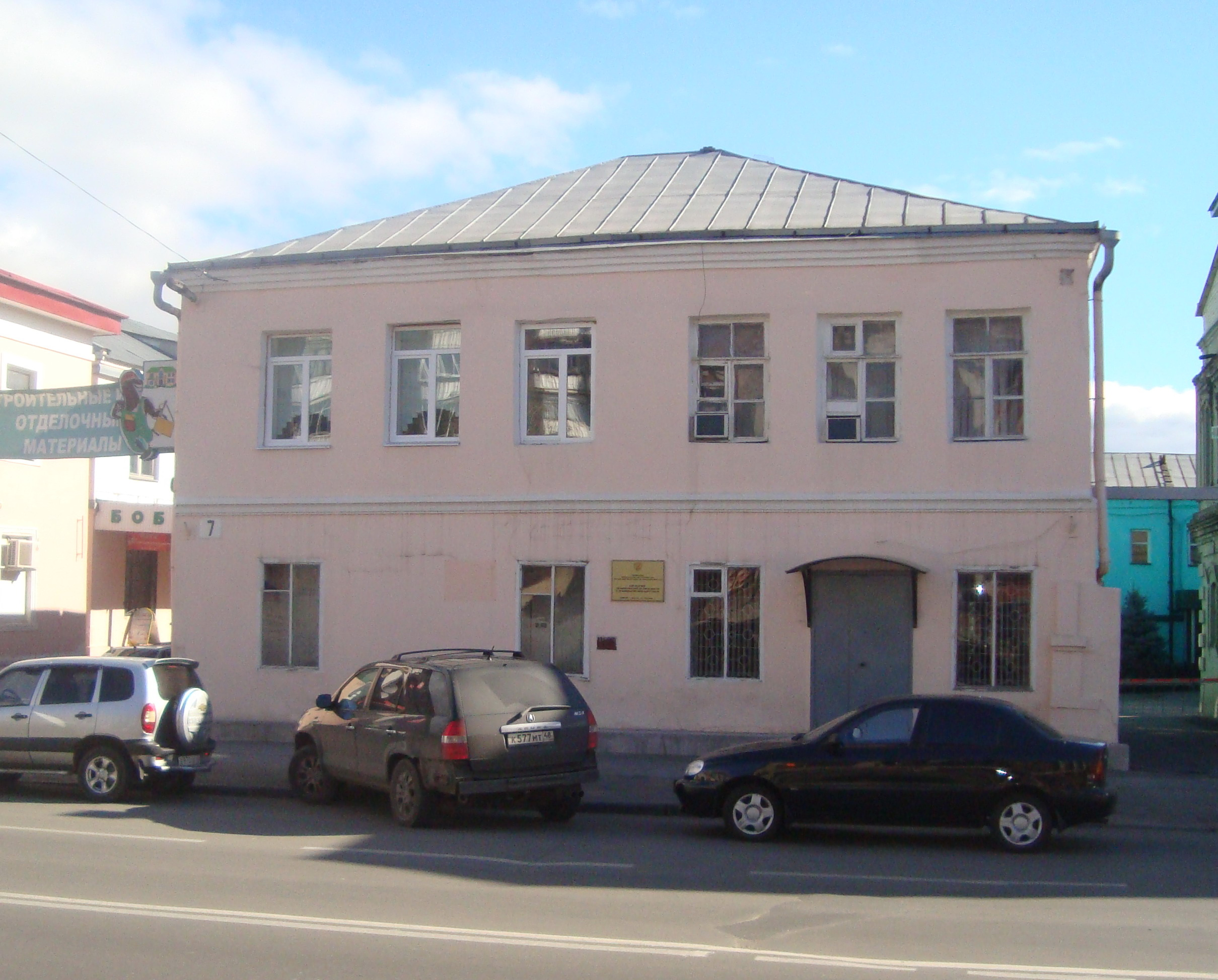
ул. Фрунзе, 7
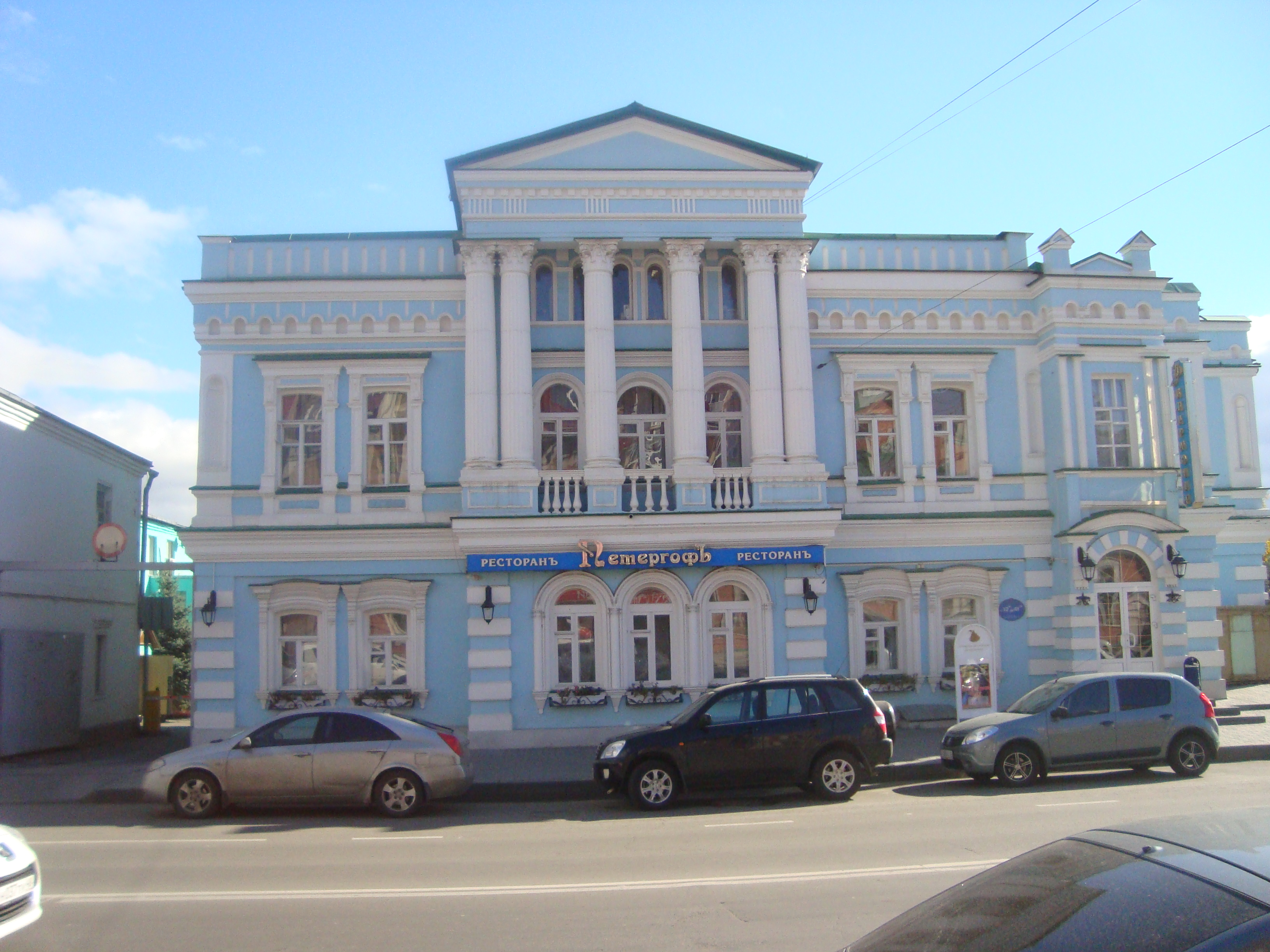
ул. Фрунзе, 7а
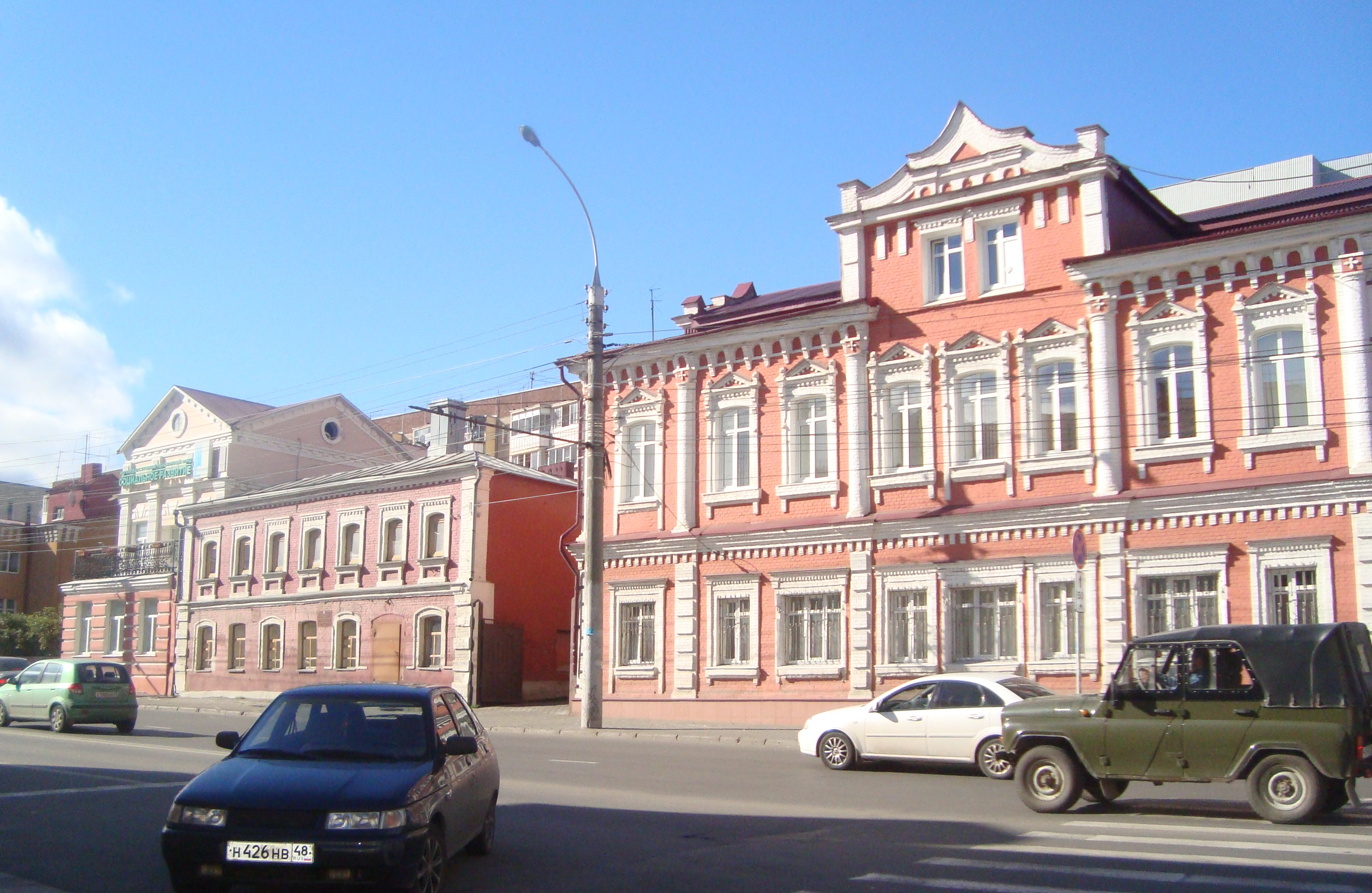
ул. Фрунзе, 4 и 4а
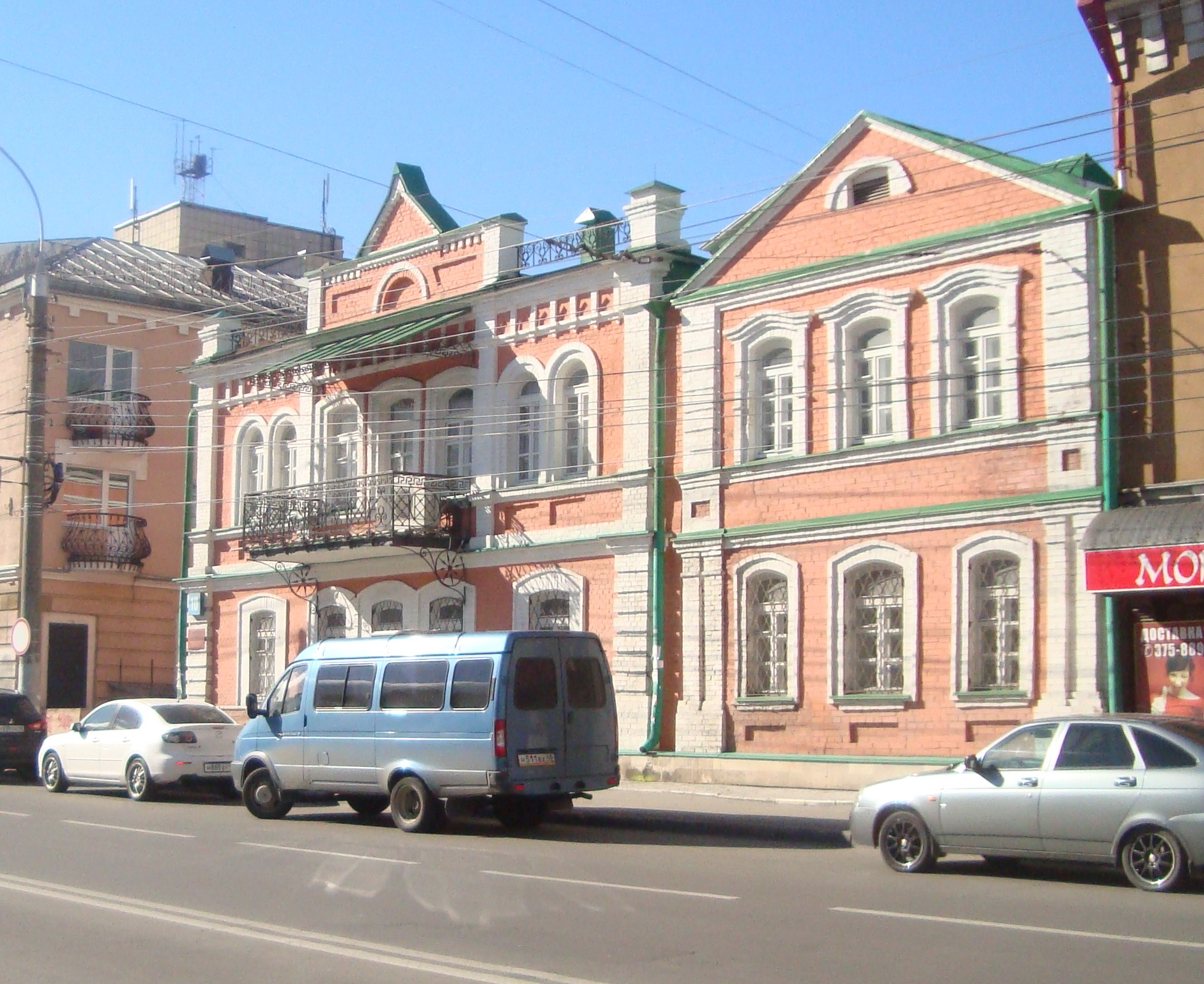
ул. Фрунзе, 10
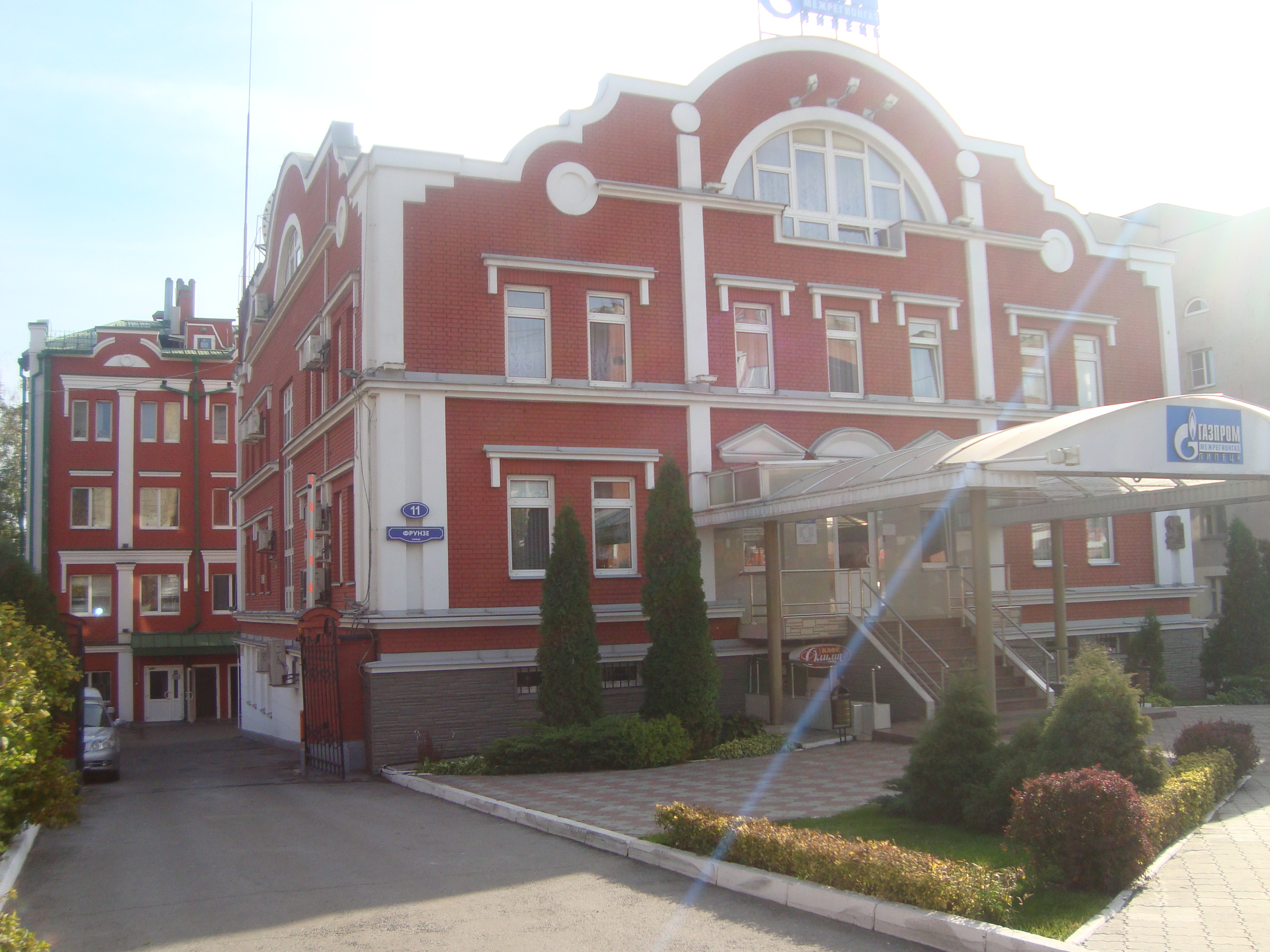
ул. Фрунзе, 11
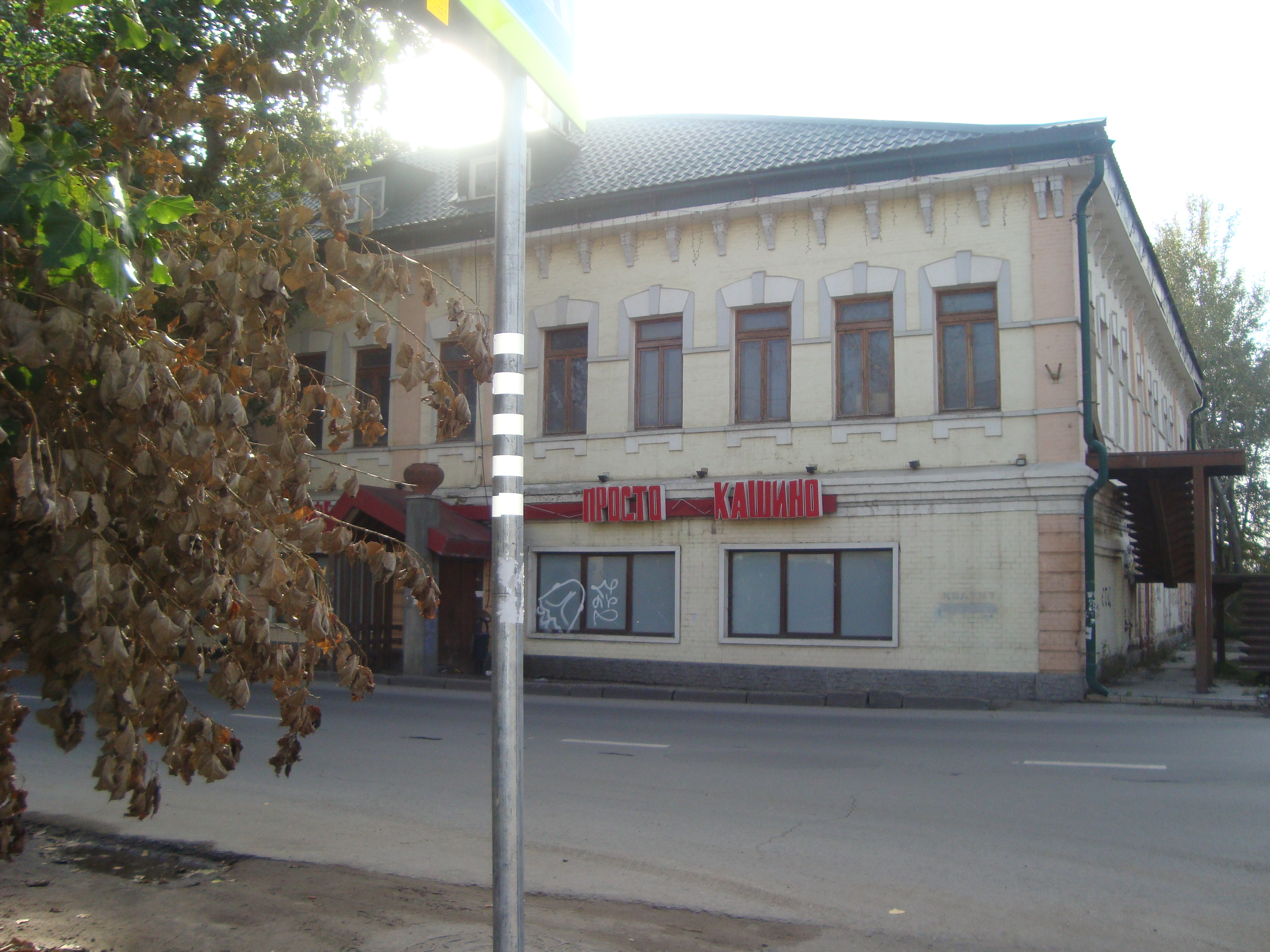
Октябрьская ул., 53
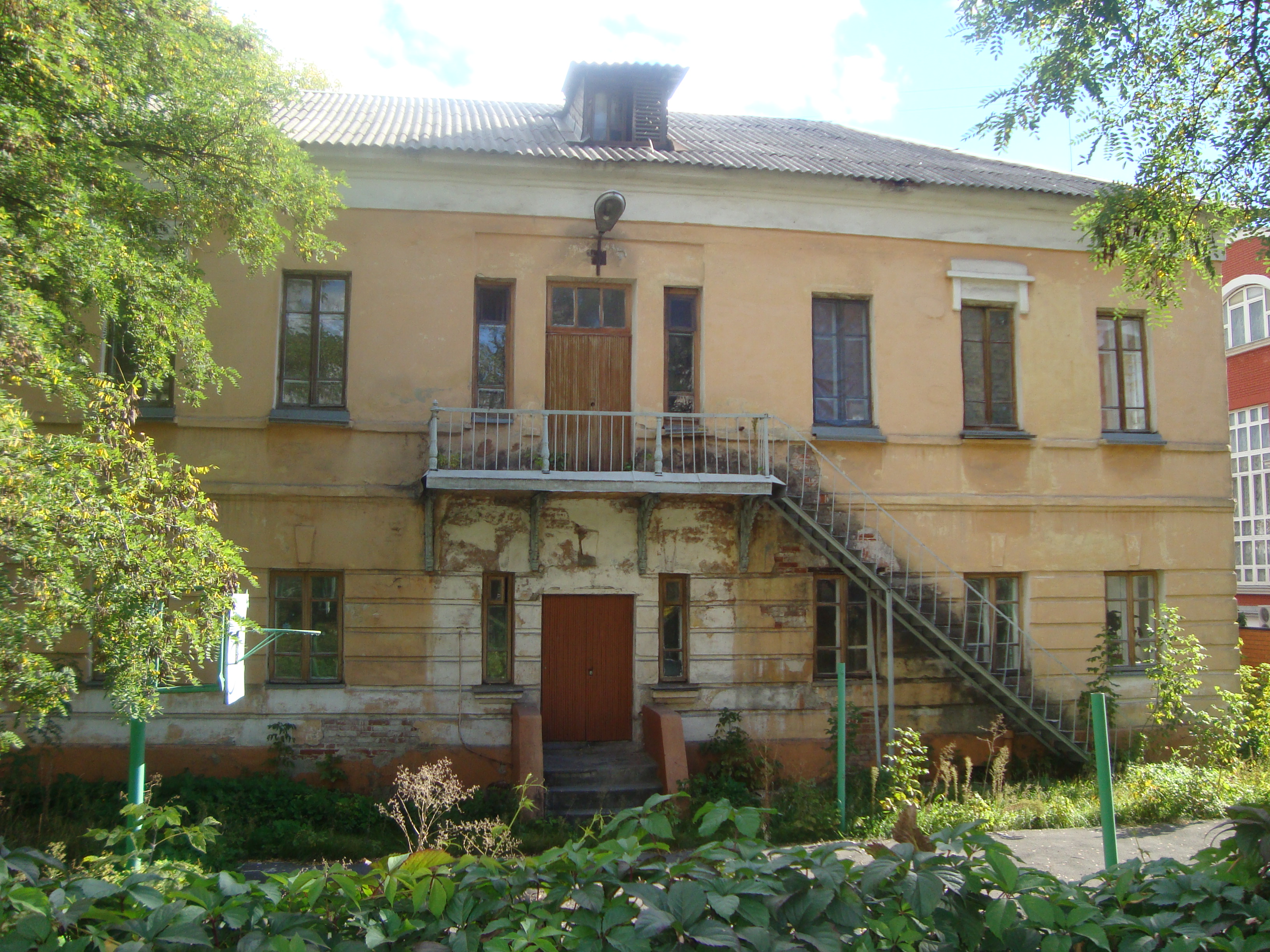
Октябрьская ул., 57
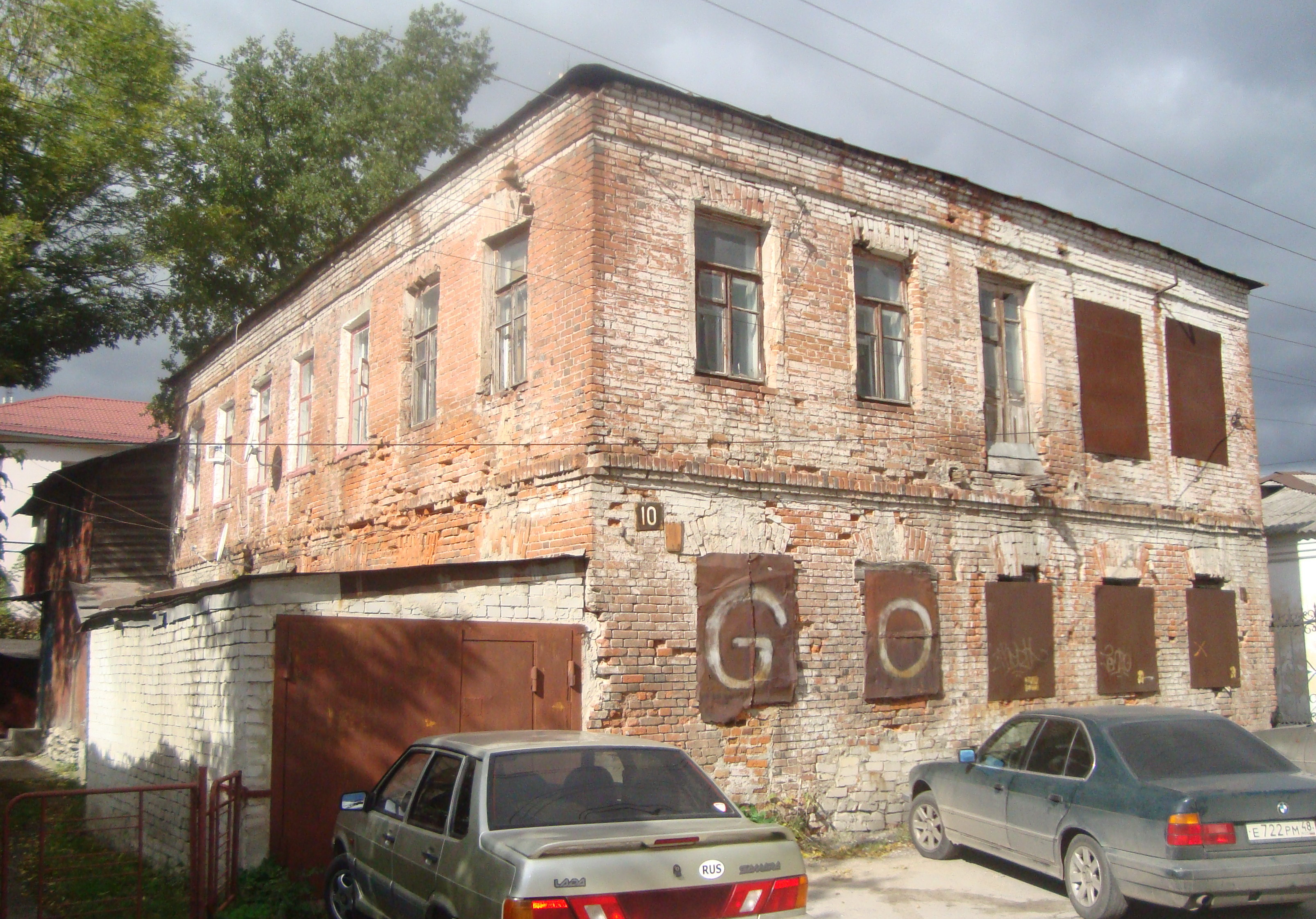
ул. Скороходова, 10

- Корпуса бывшего Мариинского завода (спиртовая и винокуренная промышленность) — Инженерная улица, 5. Построены в 1863—1885 годах. В настоящее время здесь расположены спиртзавод «Липецкий» и АО «Липецкспиртпром».  памятник архитектуры
- Исторические корпуса завода «Свободный сокол» — Заводская площадь. Построены в конце XIX—начале XX веков.  памятник архитектуры
- Здание бывшего егерского училища — улица О. Кошевого, 49. Построено в 1858 году.  памятник архитектуры Ныне здесь филиал средней школы № 25.

### Памятники авиаторам
- Монумент в честь героических подвигов воинов-авиаторов Липецкого гарнизона — площадь Авиаторов. Памятник установлен в 1969 году. Создан по проекту архитектора Н. Р. Полунина. Представляет собой боевой самолёт МиГ-19 на постаменте. В 2003 году к памятнику-самолёту были добавлены фигуры лётчиков Л. А. Кривенкова и С. М. Шерстобитова (погибли в 1968, уводя от города неисправный самолёт).
- Памятник лётчице Полине Осипенко установленный в начале улицы Осипенко.
- Стела с портретом лётчицы Марины Расковой установленная в начале улицы Расковой (у перекрёстка с улицей 9 Мая).
- Памятник-надгробие экипажу военного самолёта — лётчикам Д. И. Барашеву, В. Н. Травину и Н. С. Подчуфарову в сквере у площади Революции, погибшим в 1943 году при возвращении с боевого задания в авиационной катастрофе в 40 км южнее Липецка. Авторы проекта памятника — скульптор Ю. Бурмистров и архитектор Н. Полунин.

Монумент липецким героям-авиаторам на пл. Авиаторов
Памятник экипажу Д. И. Барашева в сквере у пл. Революции

### Памятники революции и революционным деятелям
- Памятник В. И. Ленину на Соборной площади. Установлен в июле 1983 года. Авторы: скульптор — Л. Е. Кербель и архитектор Н. Ф. Бровкин.  памятник архитектуры (региональный)
- Помимо этого памятника, памятники В. И. Ленину есть на проспекте Мира, на площади Загорского, на улице Ленина в Верхнем парке, на территории предприятия «Полимер», у школы № 28 на площади Константиновой и в Сырском.
- Памятник первому Липецкому уездному Совету. Расположен в начале улицы Ленина. Установлен 6 ноября 1987 года к 70-летию советской власти. Автор скульптор А. Е. Вагнер назвал скульптурную группу «Интернационал».
- Памятник борцам за установление Советской власти. Расположен на площади Революции. Установлен 6 ноября 1967 года к 50-летию Великой Октябрьской социалистической революции. Авторы — скульптор Ю. Д. Гришко и архитектор М. В. Мордухович. На высоком железобетонном постаменте установлена скульптура революционера, идущего стремительной поступью вперёд и рвущего на своём пути путы старого мира. Рядом с постаментом на изогнутой стеле барельефное изображение лиц активных участников становления Советской власти в Липецке. На торце стелы написаны их фамилии и имена: В. Н. Агте, С. Ф. Балмочных, Ф. С. Игнатьев, А. К. Сафонов, А. П. Сафонова, М. А. Шаталов, Д. Х. Пилявский, Евгений Адамов, Леонид Попов.
- Памятник народовольцам. Посвящён 11 участникам совещания членов организации «Земля и воля», прошедшем летом 1879 года в Липецке накануне воронежского съезда. Памятник установлен в конце главной аллеи Нижнего парка и представляет собой девять пилонов, объединённых вверху кольцом. Установлен в 1972 году. Автор проекта, архитектор и скульптор — Н. Р. Полунин.
- Памятник Г. В. Плеханову на улице Плеханова в сквере у мемориального Дома-музея. Установлен в 1998 году. Скульптор — Е. А. Вольфсон.

Соборная площадь. Памятник В. И. Ленину
Пл. Революции. Памятник борцам за установление Советской власти
Памятник народовольцам
Памятник Г. В. Плеханову

### Памятники Великой Отечественной войны
- Мемориальный комплекс на Площади Героев. Авторы — архитектор М. В. Мордухович и скульптор Ю. Д. Гришко. В центре комплекса воздвигнут 19-метровый обелиск Вечной славы. Перед обелиском плита с надписью «Здесь замурованы списки липчан, погибших в борьбе за свободу и независимость нашей Родины в Великой Отечественной войне 1941—1945 гг. Обелиск заложен 5 мая 1965 года». Справа от обелиска на стене комплекса вылитые из бронзы портреты Героев Советского Союза — уроженцев Липецкой земли. Их имена: С. С. Гурьев, М. Н. Антипов, С. П. Меркулов, С. И. Гусев, К. С. Константинова, П. А. Папин, Н. П. Лапшов, С. Г. Литаврин. Комплекс был открыт 23 февраля 1968 года — в день 50-летия со дня создания Вооружённых Сил СССР. В этот же день был зажжён вечный огонь. В 2005 году к 60-летию победы здесь установили новую мраморную стелу. На ней выгравированы фамилии всех 202 Героев Советского Союза и 34 полных кавалеров ордена Славы — уроженцев Липецкой области.
- Памятник Победы. Скульптор — И.Мазур. Памятник представляет ансамбль из стелы, к которой ведут 4 ступени. Стела увенчана Орденом Победы. Создан по инициативе ветерана Великой Отечественной войны П.Кащенко. Открыт 8 мая 2015 года на площади Победы[9].
- Памятник героям-танкистам — монумент в честь формирования в Липецке первого танкового корпуса, которым командовал М. Е. Катуков. Установлен 1 декабря 1978 года на площади Танкистов. Центральной частью композиции является настоящий танк Т-34-85 на фоне контура звезды. Вокруг посажены серебристые ели. Автор проекта В. Н. Кожухарин[10].
- Памятник новолипчанам, погибшим на фронтах Великой Отечественной войны. Установлен в сквере имени Франценюка.
- Скульптурная композиция «Мир». Установлена к 60-летию Победы в конце проспекта 60 лет СССР у главного входа в парк Победы. Авторы — скульптор А. Е. Вагнер и архитектор А. Лицуков. Прежде она стояла в начале проспекта Победы перед домом № 6.
- Памятник детям, погибшим в годы Великой Отечественной войны. Установлен в Верхнем парке. Авторы проекта — скульптор Ю. Д. Гришко и архитектор С. А. Сошников.
- В городе установлены памятные стелы М. В. Водопьянову, Л. М. Доватору, М. Е. Катукову, К. С. Константиновой, С. П. Меркулову, П. А. Папину, И. В. Шкатову на улицах, носящих имена этих Героев.

Мемориальный комплекс на площади Героев
Памятник Победы
Портреты Героев у Мемориального комплекса
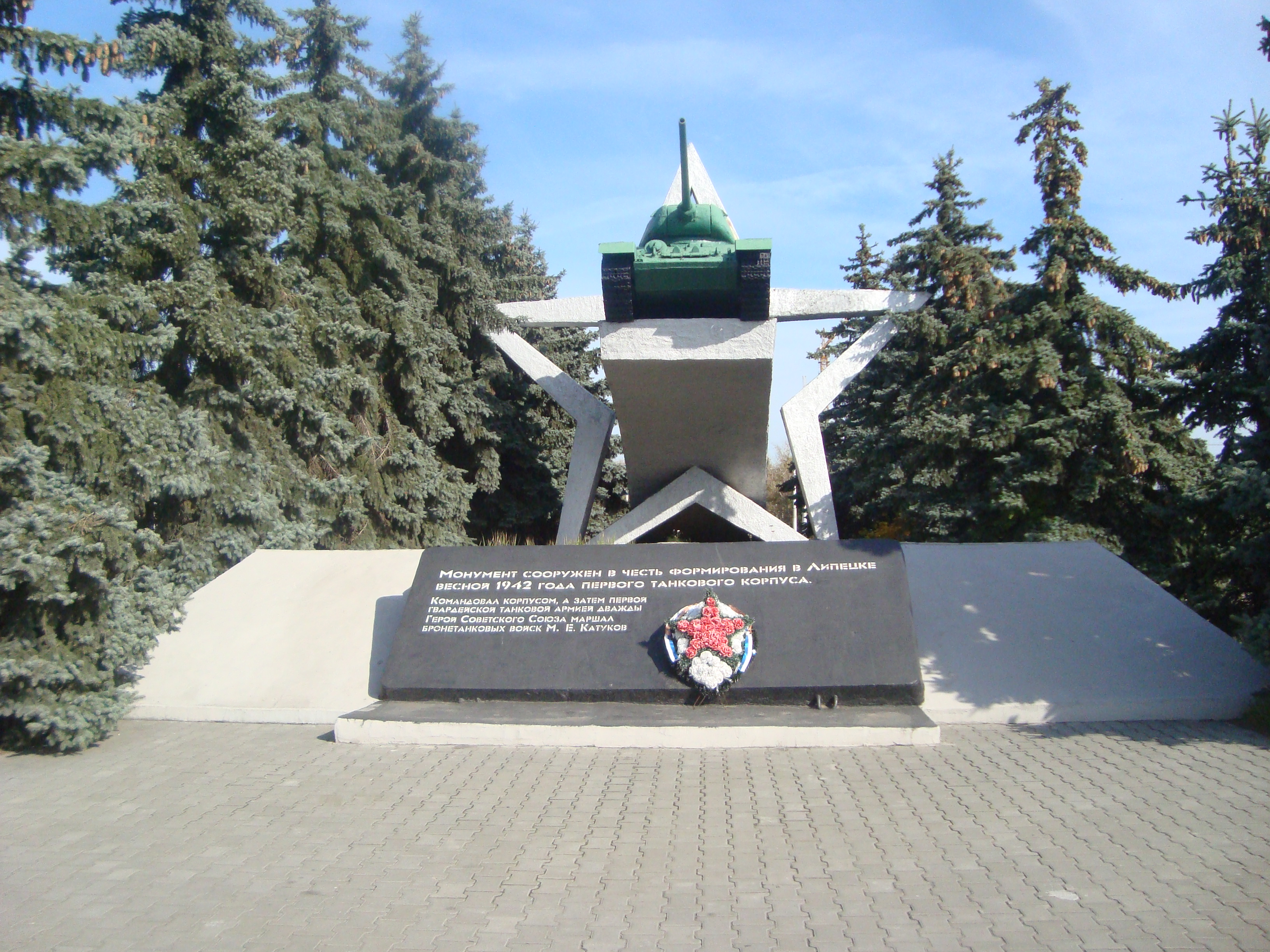
Памятник героям-танкистам
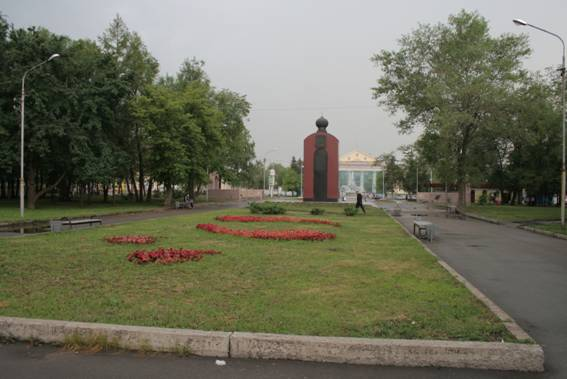
Памятник новолипчанам, погибшим на фронтах Великой Отечественной войны

### Памятники писателям и поэтам
- Памятник А. С. Пушкину на улице Пушкина (у пересечения с улицей Неделина). Перенесён сюда в 2005 году. До этого стоял у Верхнего пруда). Авторы памятника — И. М. Мазур и Ю. Д. Гришко.
- Памятник Сергею Есенину на бульваре Есенина у школы № 69. Установлен в 2002 году. Скульптор В. Л. Челядин[11]

Памятник Пушкину
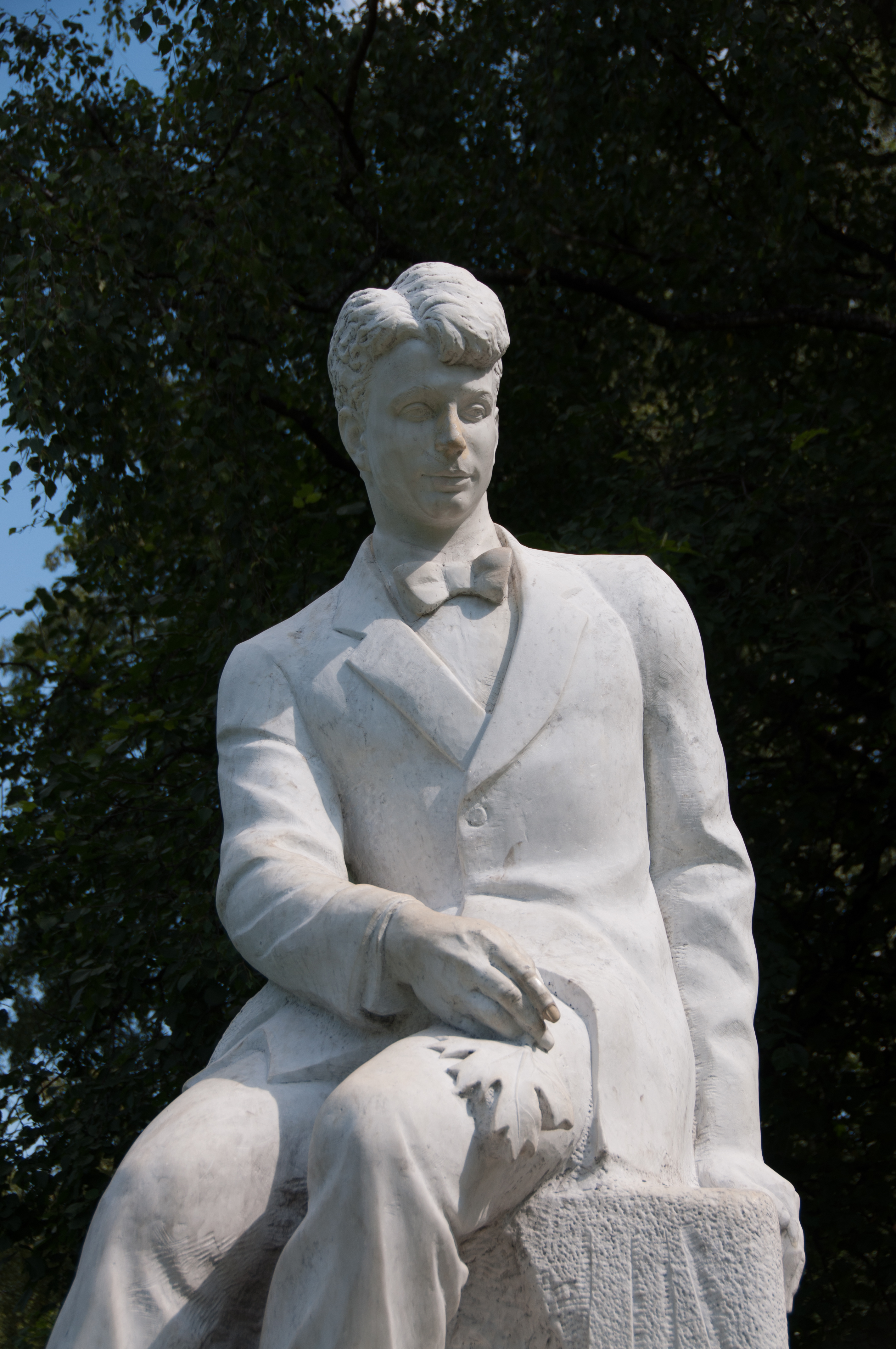
Памятник Есенину

### Памятники металлургам
- Памятник металлургам на площади Металлургов у здания НЛМК
- Памятник металлургам у завода «Свободный сокол».
- Памятник И. В. Франценюку — руководителю НЛМК (с 1978 по 2005 год. Установлен в сквере на проспекте Мира. Открыт 18 июля 2009 года[12]

### Прочие памятники
- Памятник воинам-интернационалистам на улице Гагарина у дворца спорта «Спартак». Установлен в 1990-е годы, став частью мемориального комплекса на Площади Героев. Скульптор Е. А. Вольфсон, архитектор М. В. Мордухович).
- Памятник В. Н. Скороходову — учителю и комсомольскому вожаку. Установлен в Быхановом саду. Открыт в 1967 году. Авторы — скульптор Ю. Д. Гришко и архитектор Н. Р. Полунин. В 2000-е годы заменён на новый.
- Памятник Учителю в сквере на территории лицея № 44. Открыт 27 октября 2010 года. Проект разработал лауреат государственной премии РФ за 2007 год, народный художник России, председатель Союза художников России Андрей Ковальчук[13].
- Памятник жертвам радиационных катастроф. Расположен у входа в сквер по улице Механизаторов у пересечения с проспектом Победы.
- Трактор-монумент. Расположен вначале Краснозаводской улицы у въезда в посёлок ЛТЗ. Посвящён трудовым подвигам липецких тракторостроителей.
- Памятник милиционерам-героям. Установлен у здания УВД России по Липецкой области (Интернациональная ул., 35). Липецк (недоступная ссылка)
- Мемориал памяти погибших сотрудников автоинспекции. Открыт 4 июля 2012 года у здания ГИБДД УВД России по Липецкой области (ул. Неделина, 2)[14].
- Стела Г. П. Павлову. Посвящена памяти Григория Петровича Павлова, возглавлявшего Липецкий обком КПСС с 1963 по 1984 годы. Установлена у дома № 4 по ул. Желябова. Липецк  (недоступная ссылка)
- Стела героям-космоса. Расположена на площади Космонавтов.
- Памятник Н. К. Крупской. Установлен в сквере на улице Крупской (у пересечения с улицей Осипенко). Липецк
- Памятник Ю. А. Гагарину. Установлен в 2011 году в сквере на улице Гагарина рядом с домами № 123 и 117а. Автор — скульптор Анатолий Дементьев.[15]
- Памятник С. Л. Шуминскому. Установлен в 2012 году у здания треста «Липецкстрой» (ул. 9 мая, 14), который Шуминский возглавлял до 1971 года.[16]
- Памятник Николаю Чудотворцу. Установлен в Молодёжном парке в 2021 году[17].
- Памятник В. С. Сорокину. Установлен около Дома Мастера в 2019 году[18].
- Памятник медицинским работникам Липецкой области, погибшим от пандемии ковид с надписью на постаменте: «Спасая других не сберегли себя».[19]

Памятник воинам-интернационалистам
Памятник В. Скороходову
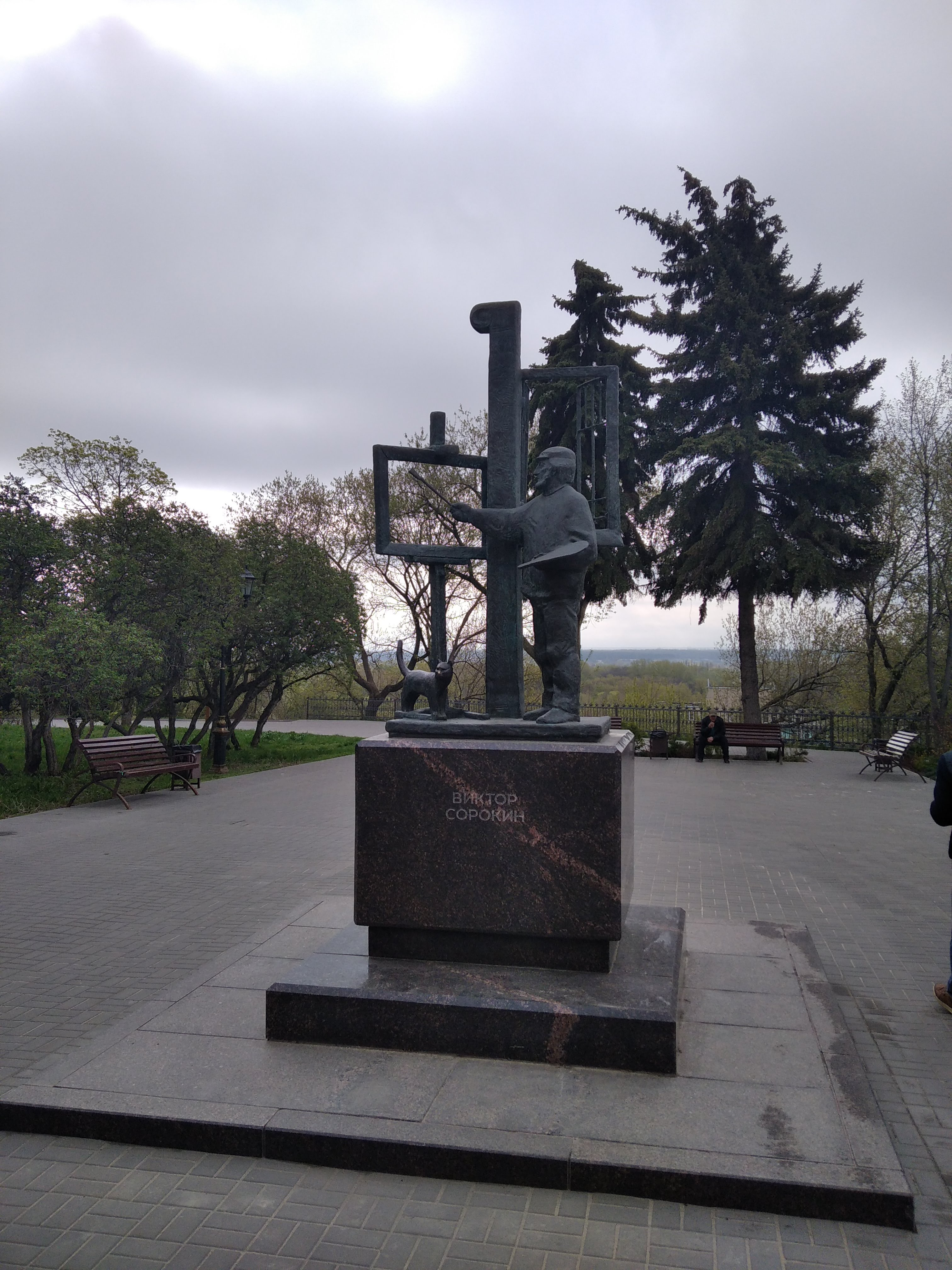
Памятник В. Сорокину
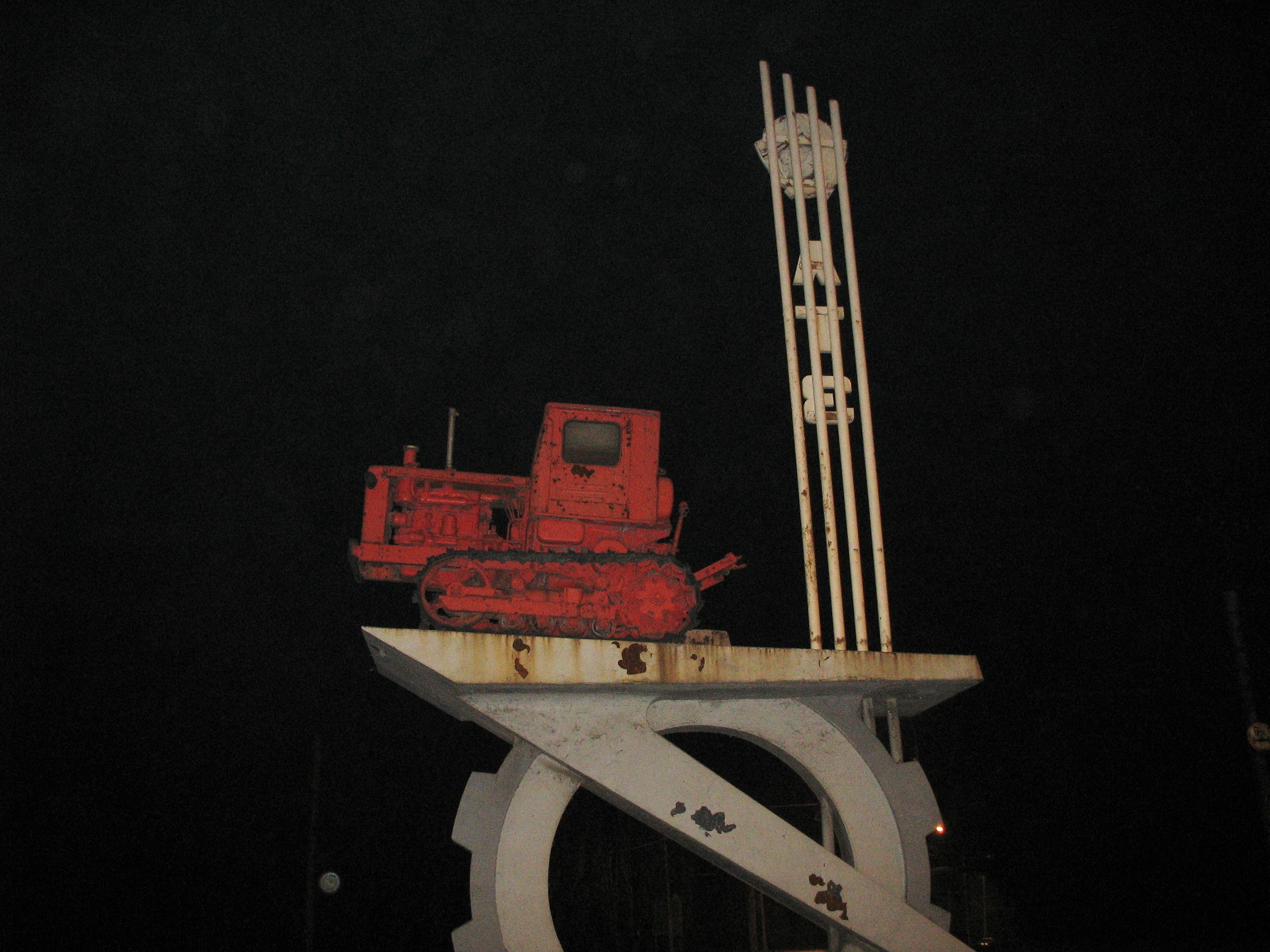
Трактор-монумент
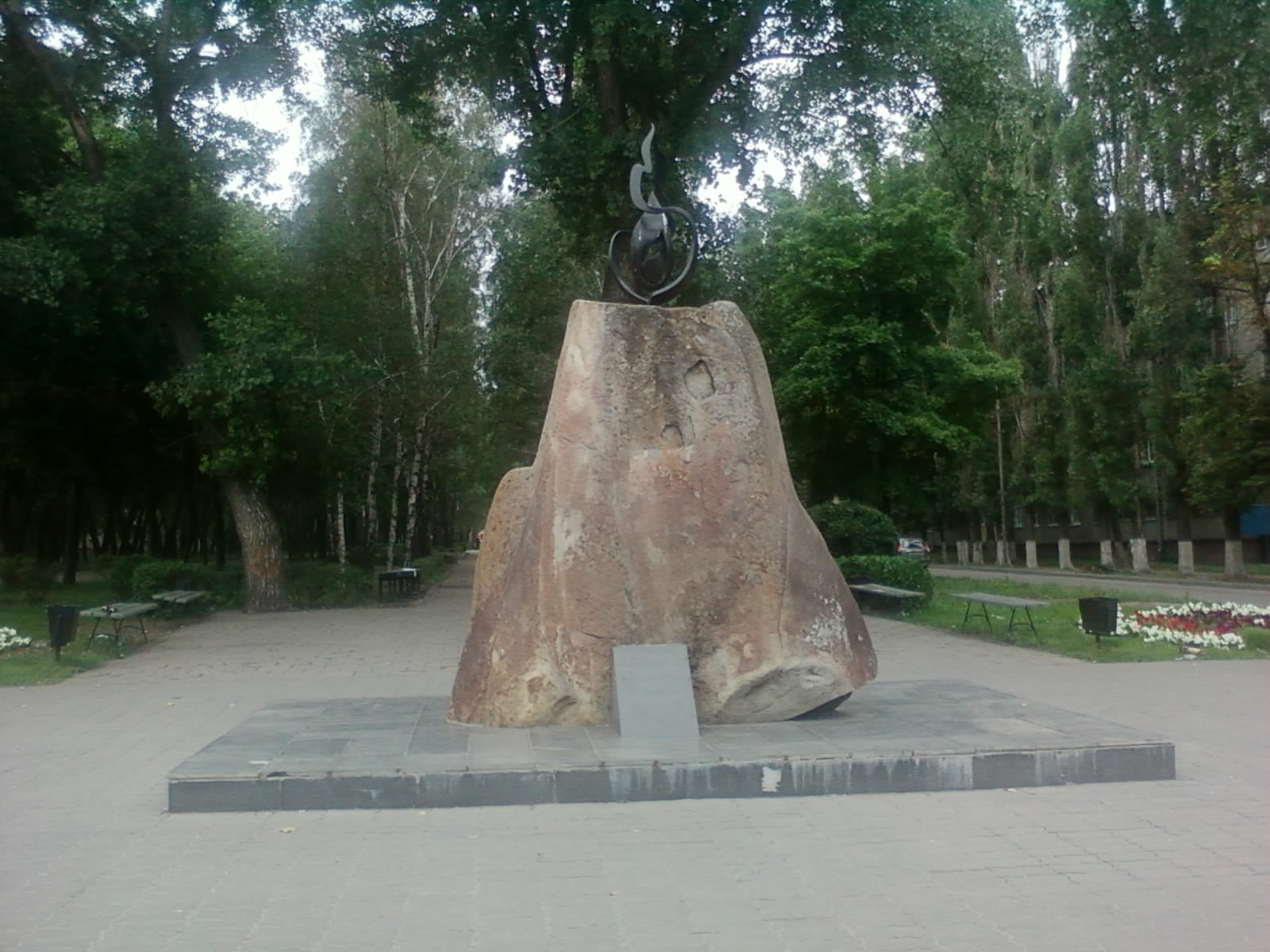
Памятник жертвам радиационных катастроф
Памятник медикам, погибшим от ковида
Постамент памятника

### Мемориальные доски
список неполный
- Д. И. Барашеву — Герою Советского Союза, участнику Великой Отечественной войны, боевому лётчику. Доска установлена на доме № 7 по улице Барашева.
- В. А. Барковскому — Герою Советского Союза, участнику Великой Отечественной войны, боевому лётчику. Доска установлена на улице Барковского.
- Володе Бачурину — юному разведчику в годы Великой Отечественной войны, уроженцу Воловского района ныне Липецкой области. Две доски установлены на домах № 1 и 17 по улице Бачурина.
- Я. А. Берзину — руководителю строительства и первому директору Новолипецкого металлургического завода. Доска установлена на доме № 2 по улице Берзина.
- Н. Г. Загорскому — директору ЛТЗ. Установлена на здании заводоуправления ОАО «Липецкий трактор» (Краснозаводская ул., 1).
- А. В. Зегелю — революционному деятелю, начальнику Липецкой ЧК. Доска установлена на доме № 2 по улице Зегеля.
- Рубену Ибаррури — воину-интернационалисту, Герою Советского Союза. Доска установлена на доме № 2 по улице Р. Ибаррури.
- В. Я. Клименкову — почётному гражданину Липецка, директору ЛТЗ. Установлена на здании средней школе № 31 (школе присвоено имя В. Я. Клименкова, в ней открыт его музей).
- Семёну Кондареву — герою-разведчику в годы Великой Отечественной войны, уроженцу Ельца. Две доски установлены на домах № 21 по Краснознамённой улице (угол с улицей Кондарева) и 17 по улице Кондарева.
- К. С. Константиновой — Герою Советского Союза, участнице Великой Отечественной войны, старшине медицинской службы, уроженке Липецкой области. Две доски установлены зданиях средней школы № 28 (площадь Константиновой, 2) и медицинского колледжа (улица 9 Мая, 16), где она училась.
- С. Л. Коцарю — советскому и российскому учёному-металлургу, ректору Липецкого государственного технического университета. Доска установлена на главном здании университета (Московская улица, 30).
- Геннадию Кувшинову — пожарному, погибшему при спасении людей из огня. Доска установлена на доме № 91 по Московской улице, где он жил[20].
- С. Г. Литаврину — Герою Советского Союза, участнику Великой Отечественной войны, боевому лётчику, уроженцу Липецкой области. Доска установлена на доме № 6а по улице Литаврина.
- И. П. Машкову — русскому и советскому архитектору, реставратору, просветителю, исследователю древнерусского зодчества. Установлена на здании бывшего трактира (дом по ул. Ворошилова, 1), который был построен в конце XIX — начале XX века по проекту архитектора; ныне это аптека № 1.
- К. А. Москаленко — учёному-педагогу-новатору, основоположнику «липецкого метода» школьного обучения. Установлена на здании 1 корпуса ЛГПУ, в котором он работал.
- М. И. Неделину — советскому военачальнику, Герою Советского Союза, главному маршалу артиллерии. Доска установлена на доме № 30 по улице Неделина.
- Вилену Огневу — герою-разведчику в годы Великой Отечественной войны, уроженцу Ельца. Доска установлена на доме № 17 по улице 6-й Гвардейской Дивизии (угол с улицей Огнева).
- П. А. Папину — Герою Советского Союза, участнику Великой Отечественной войны, уроженцу Липецка. Доска установлена на здании средней школы № 45 (улица Папина, 4).
- В. М. Пахомову — советскому и российскому театральному режиссёру, художественному руководителю Липецкого областного драматического театра. Доска установлена на доме № 7 по улице Ворошилова, где жил режиссёр.
- П. И. Смородину — одному из организаторов и первых руководителей комсомола, уроженцу села Боринское Липецкой области. Установлена на доме № 2 по улице Петра Смородина (угол с улицей Водопьянова).
- С. П. Смургису — советскому и российскому путешественнику. Доска установлена на доме № 5 по улице Смургиса.
- А. Н. Смыслову — лейтенанту Советской Армии, погибшему на афганской войне. Доска установлена на здании средней школы № 28 (площадь Константиновой, 2), где он учился[21].
- Н. Ф. Фёдорову — русскому религиозному мыслителю и философу. Установлена на доме № 3 по Коммунальной площади (угол с Первомайской улицей). На этом месте находилось уездное училище, в котором он преподавал в середине 19-го века.
- А. И. Хорошавину — руководителю института «Липецкгражданпроект», заслуженному строителю Российской Федерации. Доска установлена на доме № 2 по улице Хорошавина.
- С. И. Шарову — советскому учёному-металлургу, руководителю Липецкого филиала МИСиСа (в дальнейшем — Липецкий политехнический институт, Липецкий государственный технический университет. Доска установлена на бывшем здании вуза (ул. Зегеля, 1).
- Клавдии Шаталовой — героине-разведчице в годы Великой Отечественной войны, уроженке Елецкого района. Доска установлена на доме № 11 по Краснознамённой улице (угол с улицей Шаталовой).

Кроме этого, на зданиях многих школ города установлены мемориальные доски в честь военнослужащих и милиционеров — выпускников этих школ, погибших в ходе войн в Афганистане и в Чечне.

## Церкви
- Христорождественский кафедральный собор — Соборная площадь, 4. Архитектор — Томмазо Адолини. Строительство начато в 1791 на месте старой деревянной церкви и закончено в 1842 году. В 1930 был закрыт и использовался как склад, затем здесь располагался районный музей (с 1956 — Липецкий областной краеведческий музей). В 1991 году возвращён верующим и получил статус кафедрального.  памятник архитектуры
- Древне-Успенская церковь — ул. Салтыкова-Щедрина, 69. Первоначально здесь находилась деревянная церковь, известная ещё с последней четверти XVII века. Принадлежала мужскому монастырю Поройская пустынь, закрытому в 1764 году. Начало строительства каменного здания на месте старого деревянного относится к началу XVIII века. Архитектурный облик окончательно сформировался в 1730 году. В Советское время здесь находился музей металла. В 1996 здание церкви передано верующим. В 2003 стала основой открытого Свято-Успенского мужского епархиального монастыря.  памятник архитектуры
- Христо-Рождественский храм — ул. 9 Января, 1а. Построен в 1869 году в селе Большие Студёнки (ныне — часть Липецка). В 1937—1943 был закрыт. До образования Липецкой и Елецкой епархии в храме располагалась архиерейская кафедра.  памятник архитектуры
- Спасо-Преображенский храм — ул. Папина, 1. Построен в 1837 году вблизи окраины Липецка. В 1937—1945 был закрыт.  памятник архитектуры
- Храм святой Евдокии — ул. Гагарина, 70. Построен в 1818 году. В 1935 храм был закрыт. В Советское время здесь располагались кинопрокат, архив, похоронное бюро. В 1996 году передан верующим.  памятник архитектуры
- Никольский храм — Торговая площадь, 16. Построен в 1890 году по проекту архитектора И. П. Машкова. Закрыт в 1918 и использовался в качестве тюрьмы, а затем склада. Находился в полуразрушенном состоянии. В 1991 году храм передан верующим, а в середине 1990-х восстановлен.
- Троицкий храм — ул. Бабушкина, 226. Каменное здание храма построено в 1850 году в селе Сокольском (ныне — часть Липецка) на месте старой деревянной церкви, известной с конца XVII века. Храм был закрыт в 1931 и использовался как колхозный склад. С 1960-х годов находился в запустении. В 1989 передан под молельный дом липецкой общине христиан-баптистов. В 2010—2011 использовался совместно православными и баптистами. В 2011 окончательно возвращён православным верующим.
- Храм Всех святых в земле Российской просиявших — ул. Водопьянова, 19. Построен в 2009 году по проекту архитектора В. В. Рулёва.
- Храм Архистратига Михаила — Ссёлки, Советская ул., 37а. Каменное здание храма возведено в 1905 году в селе Ссёлки (ныне — часть Липецка) на месте старой деревянной церкви постройки 1699 года. Храм был закрыт в 1937. В 1990 передан верующим.
- Храм святых Космы и Дамиана — Жёлтые Пески, ул. Ленина, 57а. Воссоздан в 2000-е годы на месте старой деревянной церкви, построенной в 1878.
- Храм-часовня святых Первоверховных Апостолов Петра и Павла — ул. К. Маркса, 1. Петропавловский храм-часовня был построен в 1872 году на Старобазарной площади (ныне — площадь Революции) на месте сгоревшей в 1806 первой церкви города — храма Рождества Христова. В 1931 году разобран, в 2001 — восстановлен вблизи прежнего места, у входа в Нижний парк.
- Храм-часовня святой мученицы Татианы — Московская улица, 30. Расположен вблизи Липецкого государственного технического университета. Рядом строится храм Преподобного Сергия Радонежского.
- Часовня-сень на территории ремзавода НЛМК. Построена в 2002 году.
- Храм-часовня святого Алексия, человека Божия на территории тюрьмы (ЮУ-323/2). Построен в 2001 году.

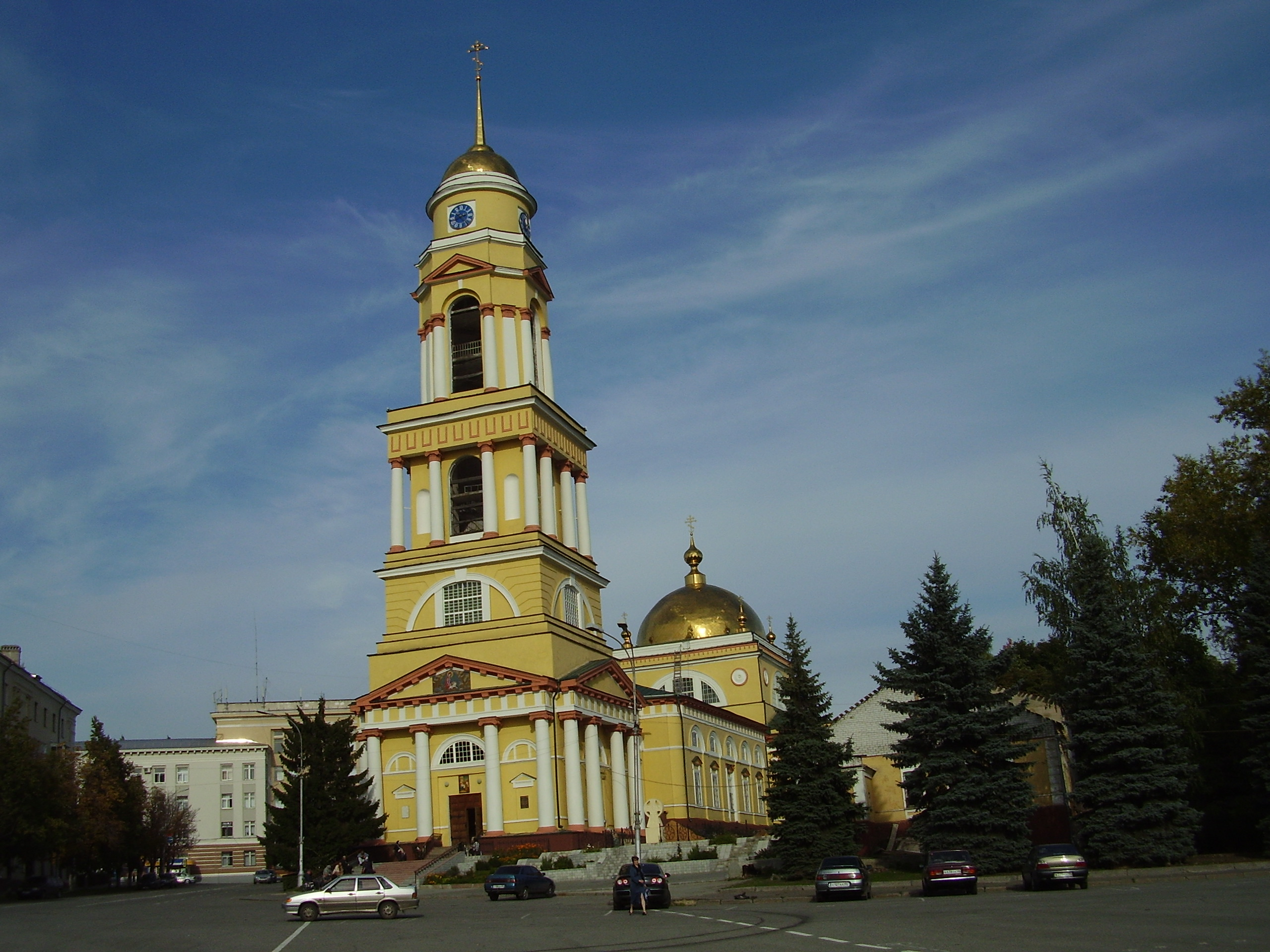
Христо-Рождественский кафедральный собор
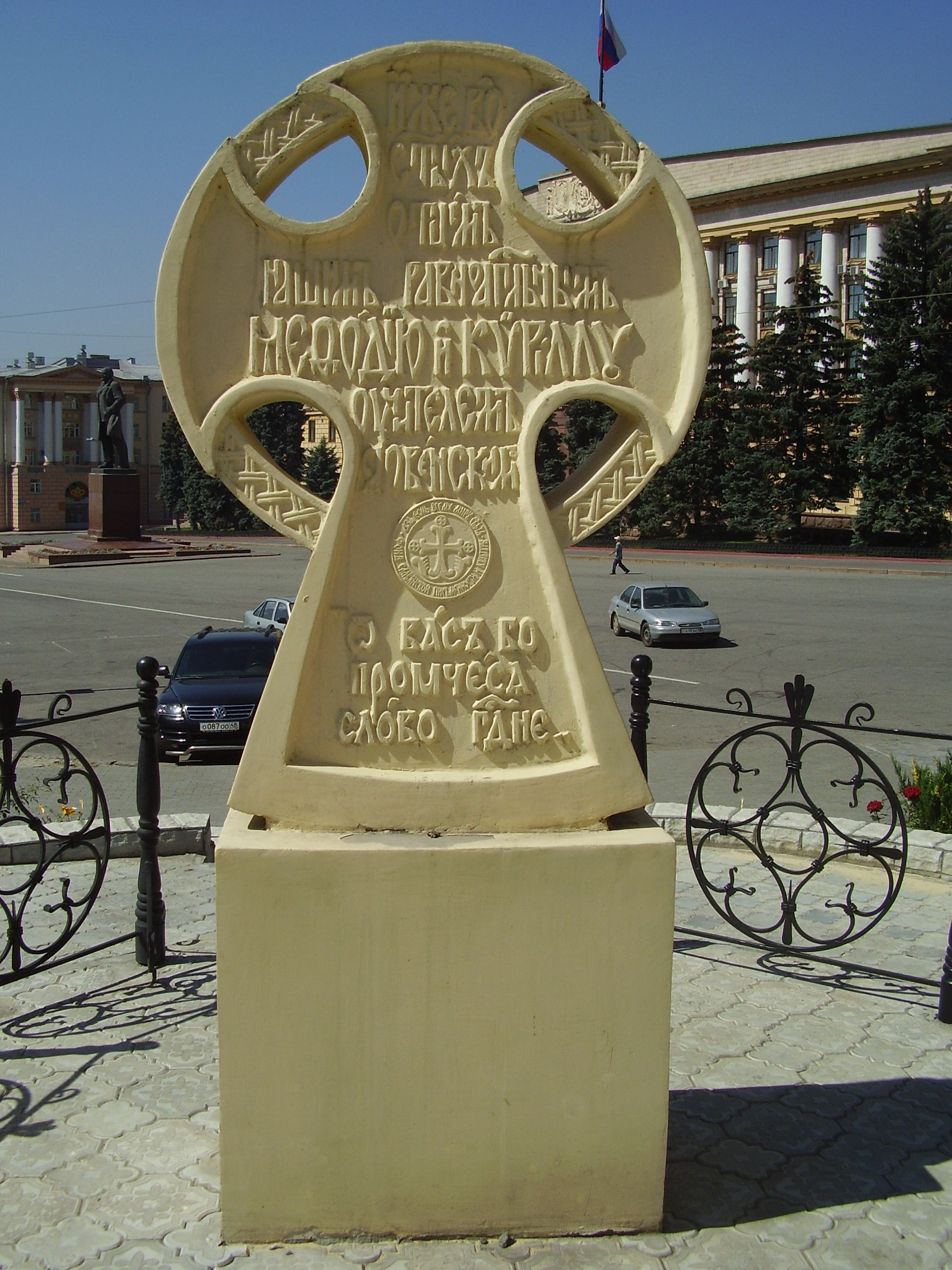
Обелиск-крест у Христо-Рождественского кафедрального собора
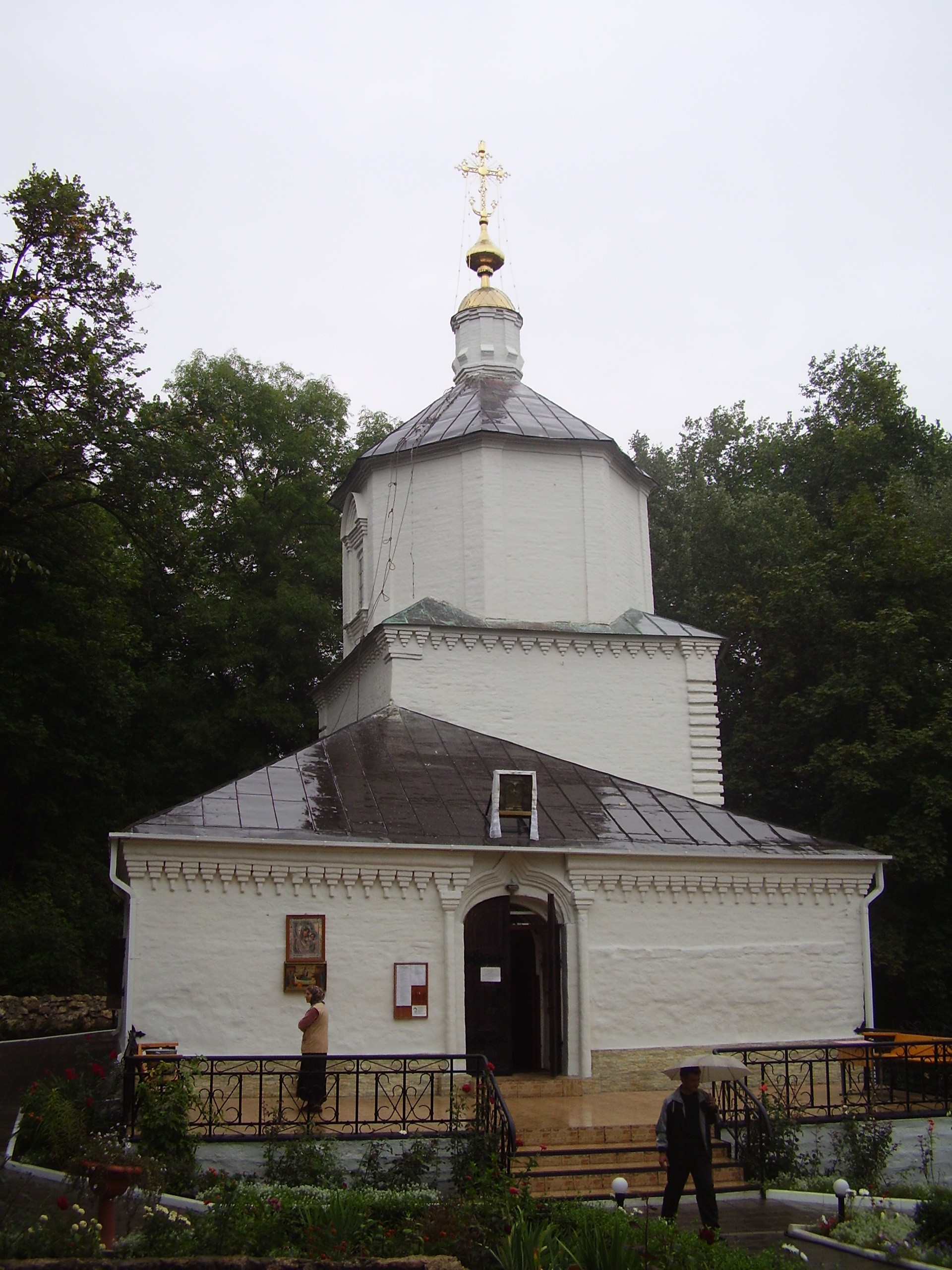
Древне-Успенская церковь
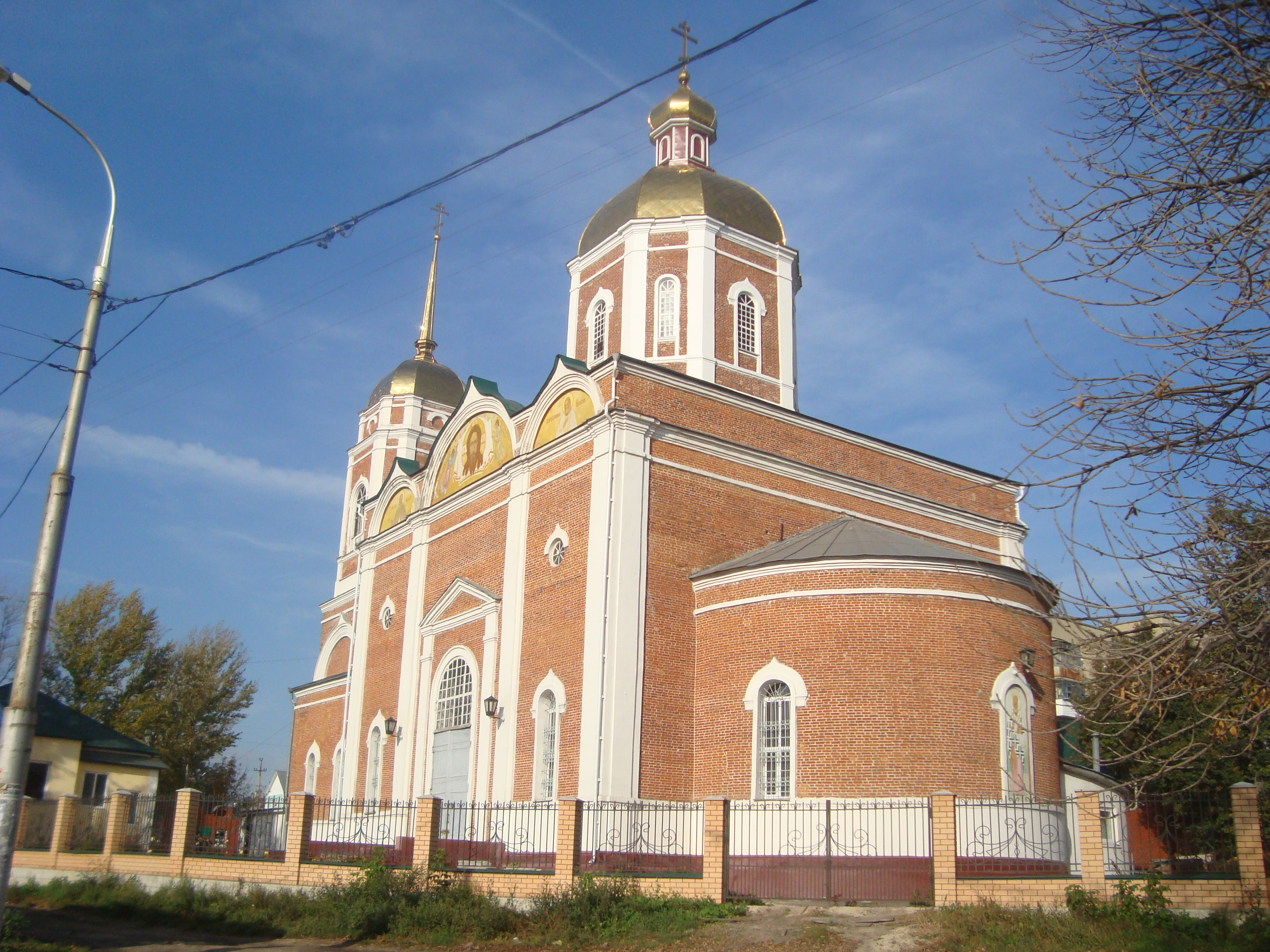
Христо-Рождественский храм
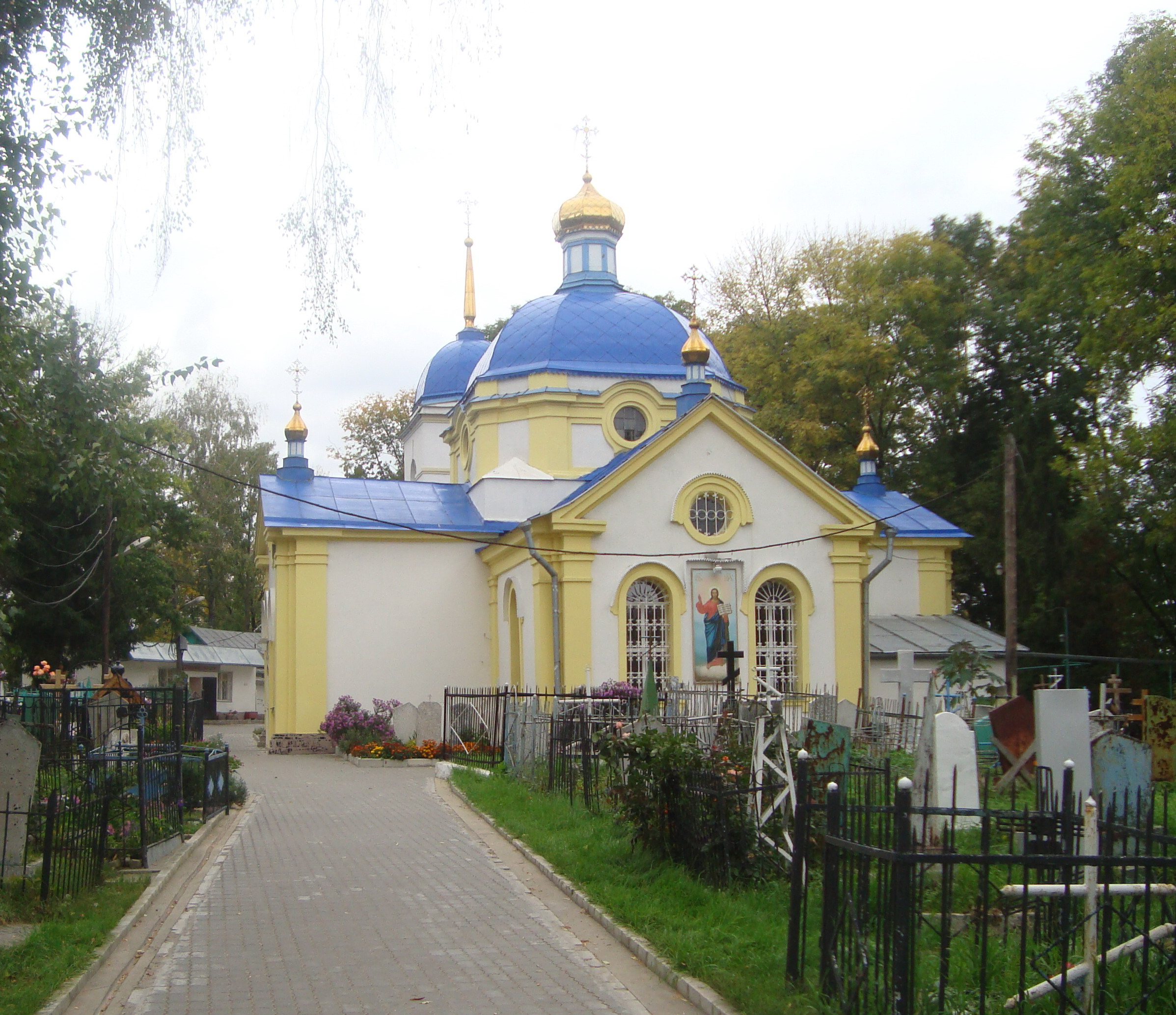
Спасо-Преображенский храм
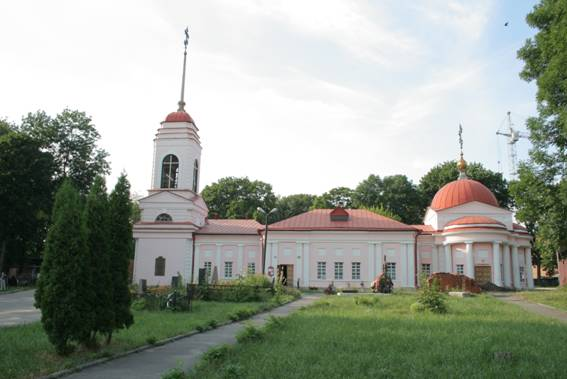
Храм святой Евдокии
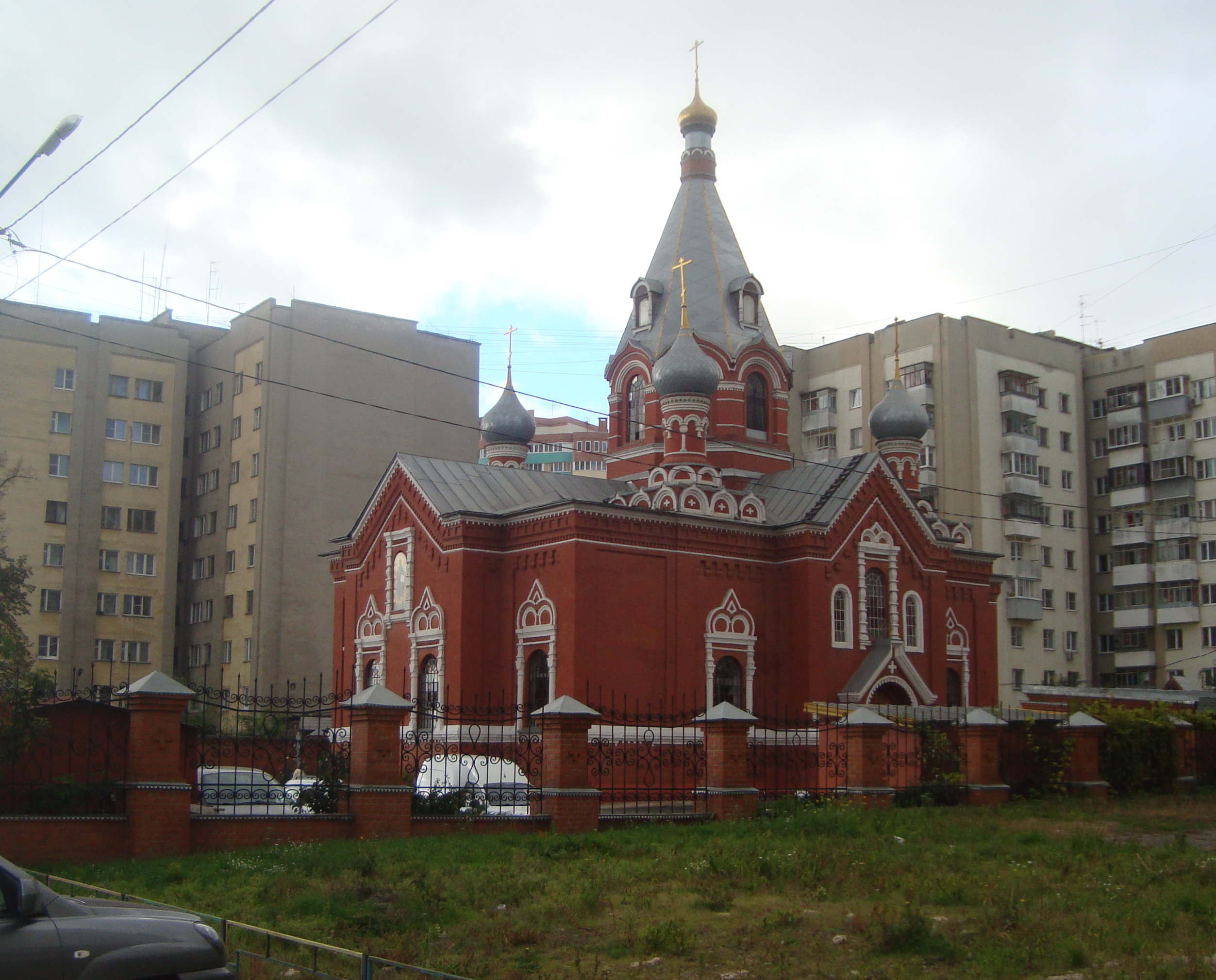
Никольский храм
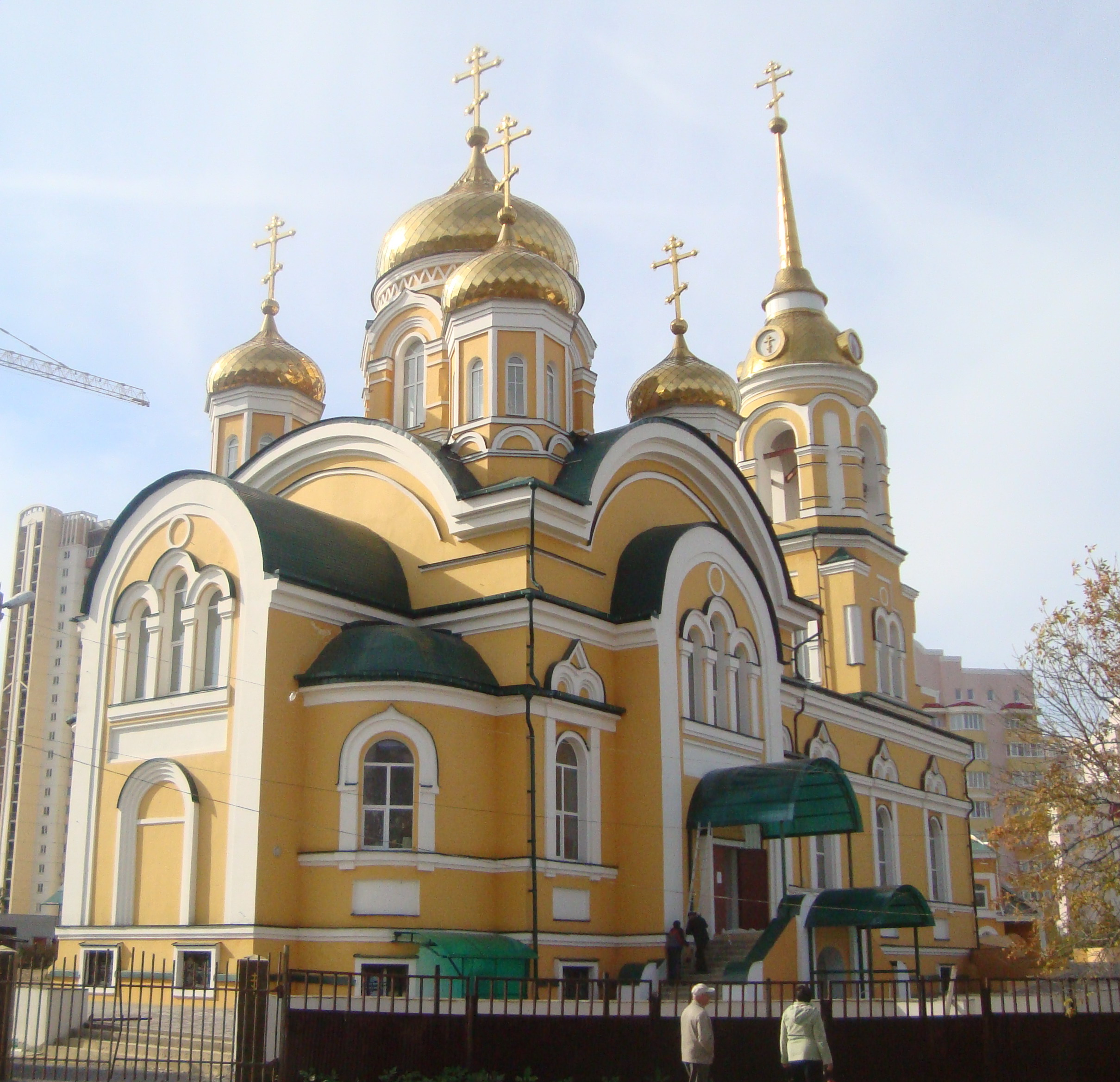
Храм Всех Святых
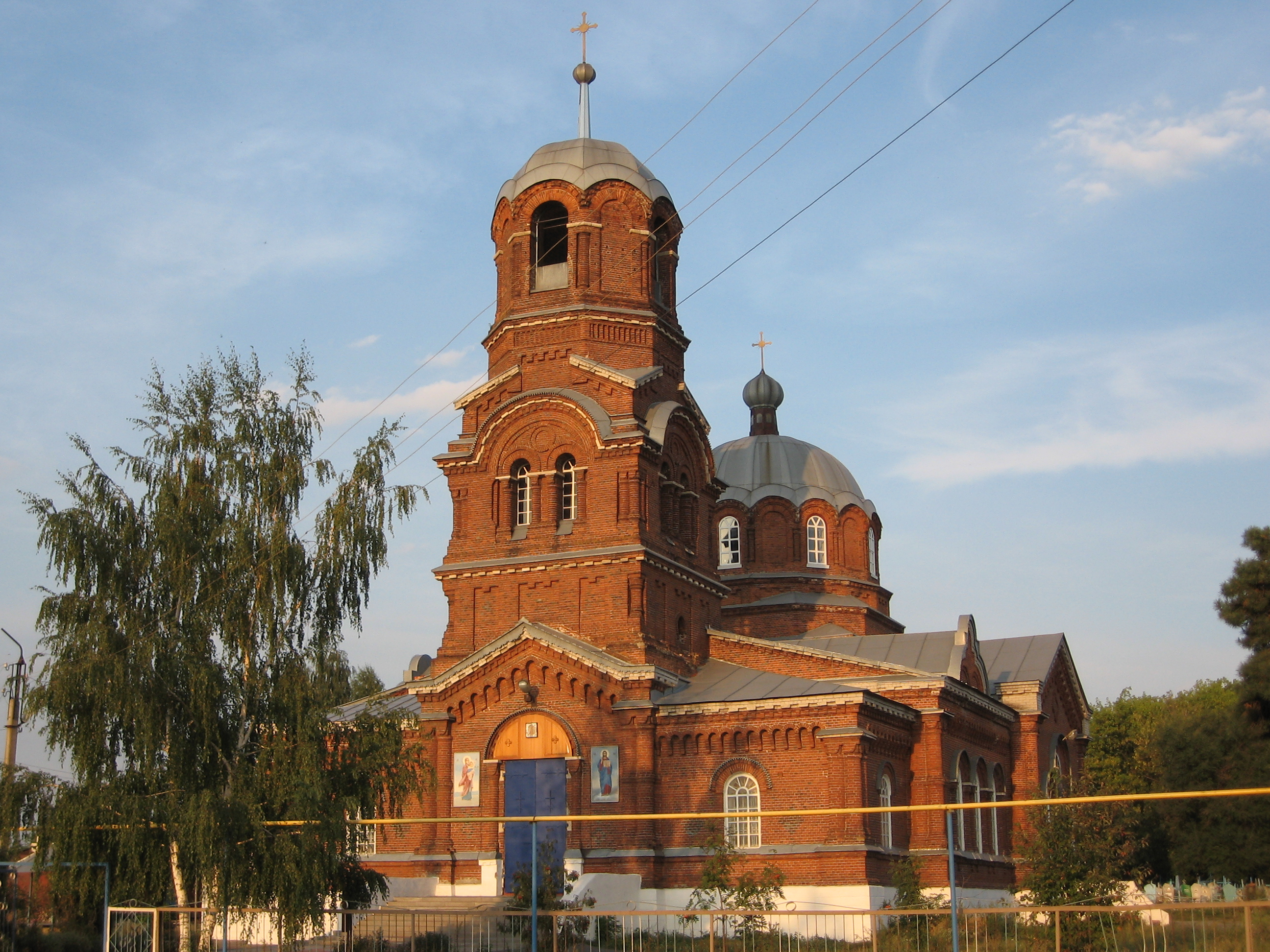
Храм Архистратига Михаила
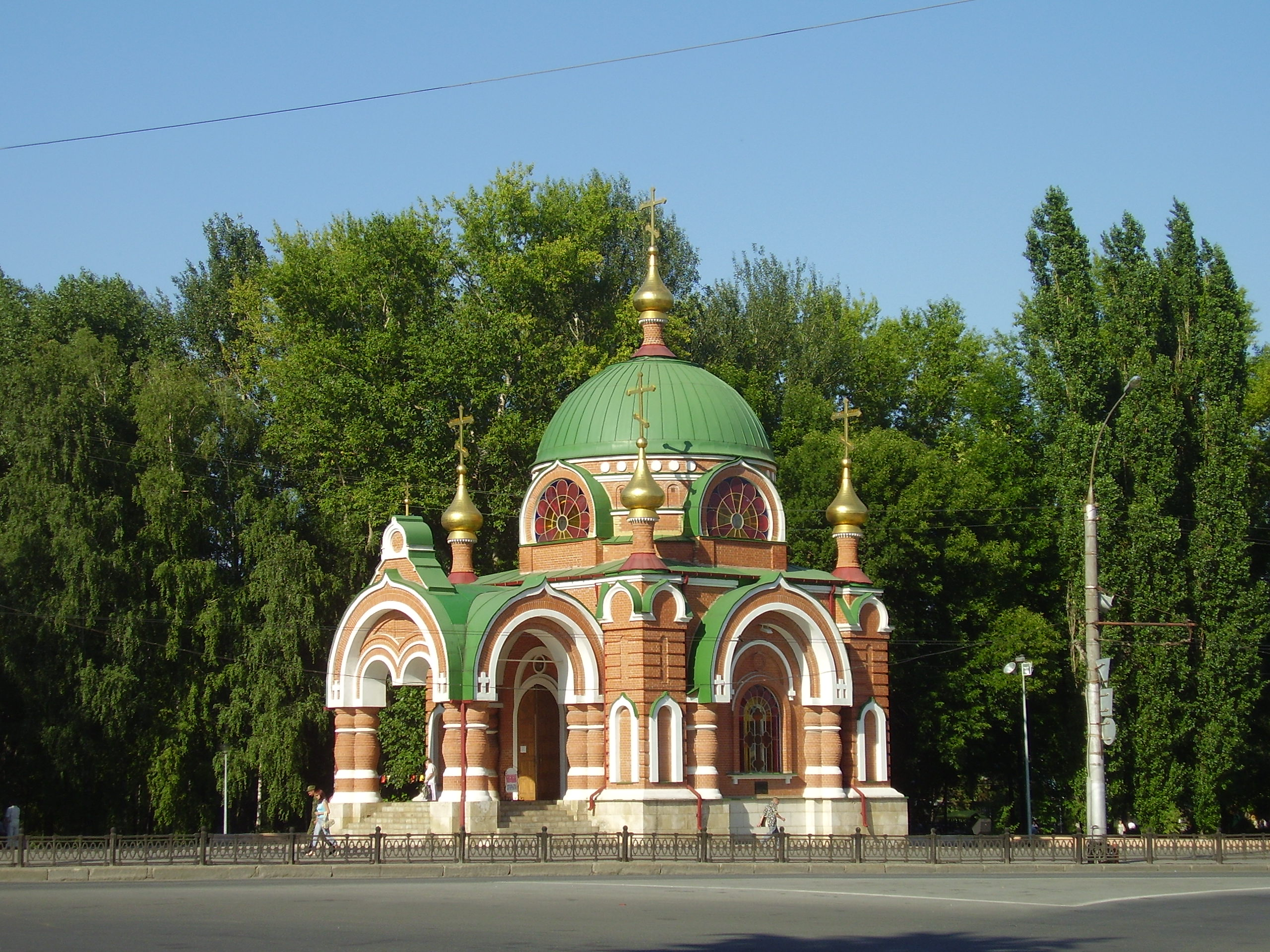
Храм-часовня святых Петра и Павла
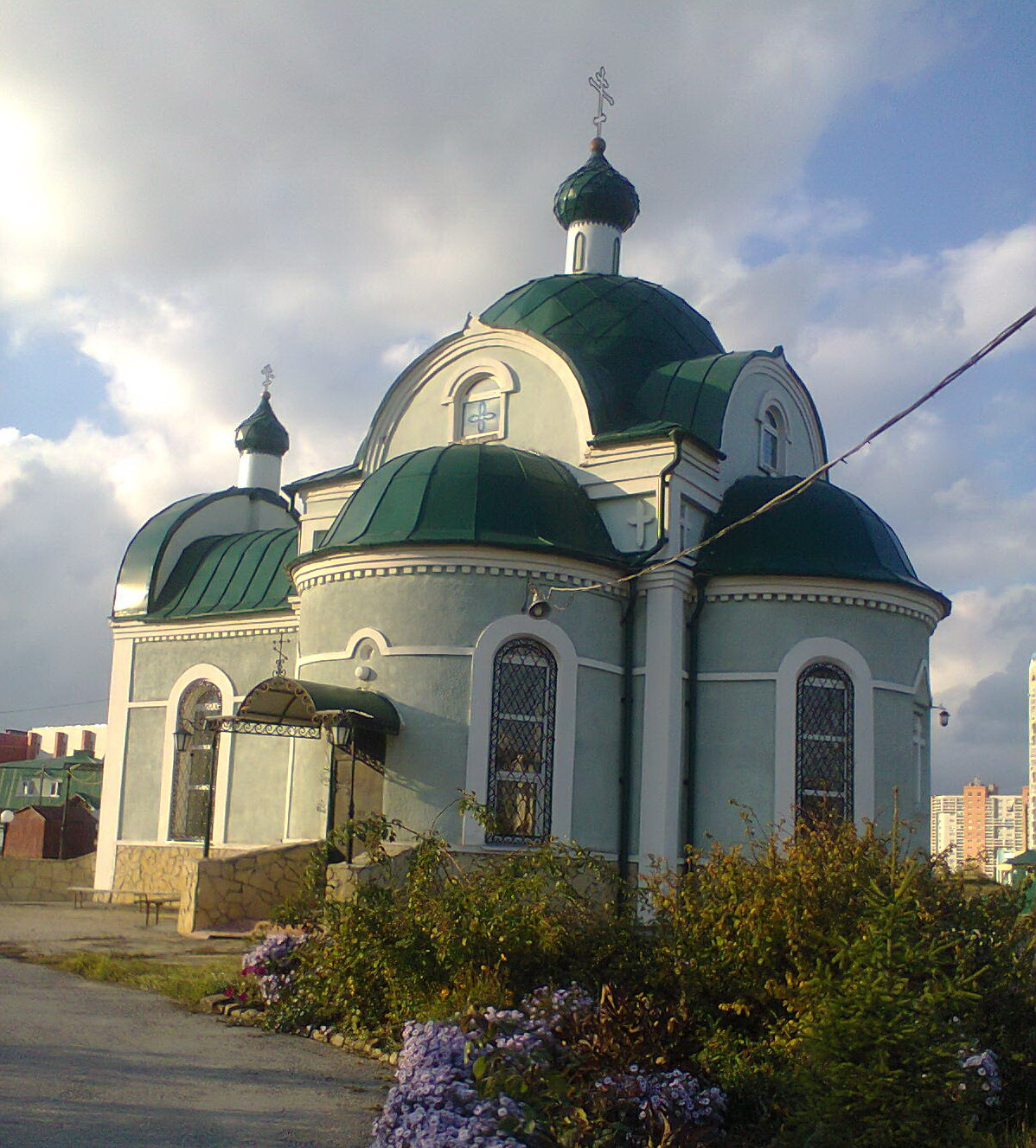
Храм-часовня святой Татианы

## Музеи и выставочные залы
- Областной краеведческий музей — ул. Ленина, 25. Основан в 1909 году. С 1956 имеет нынешний статус областного. До 1991 располагался в Христорождественском соборе. После передачи собора верующим музей переехал в нынешнее здание — бывший дом политического просвещения обкома КПСС.
- Дом-музей Г. В. Плеханова — ул. Плеханова, 36. В этом доме с 1871 года проживал Георгий Валентинович Плеханов с семьёй. В дальнейшем он неоднократно бывал здесь на отдыхе. В 1956 году (к 100-летию со дня рождения революционера-марксиста) на этом доме была установлена мемориальная доска с надписью: «1856-1956. В этом доме провёл детские и юношеские годы крупнейший деятель освободительного движения в России Георгий Валентинович Плеханов».
- Музей народного и декоративно-прикладного искусства — ул. Космонавтов, 2.
- Областная картинная галерея (смотри Дом генерала Губина в разделе Памятники градостроительства и архитектуры)
- Художественный музей В. С. Сорокина — Дом мастера (смотри Дом аптекаря В. К. Вяжлинского в разделе Памятники градостроительства и архитектуры)
- Музей истории НЛМК — площадь Металлургов, 5.
- Музей истории Липецкого авиацентра — Военный городок.
- Областной выставочный зал — ул. Ленина, 9.
- Центр современного искусства — ул. Космонавтов, 98.

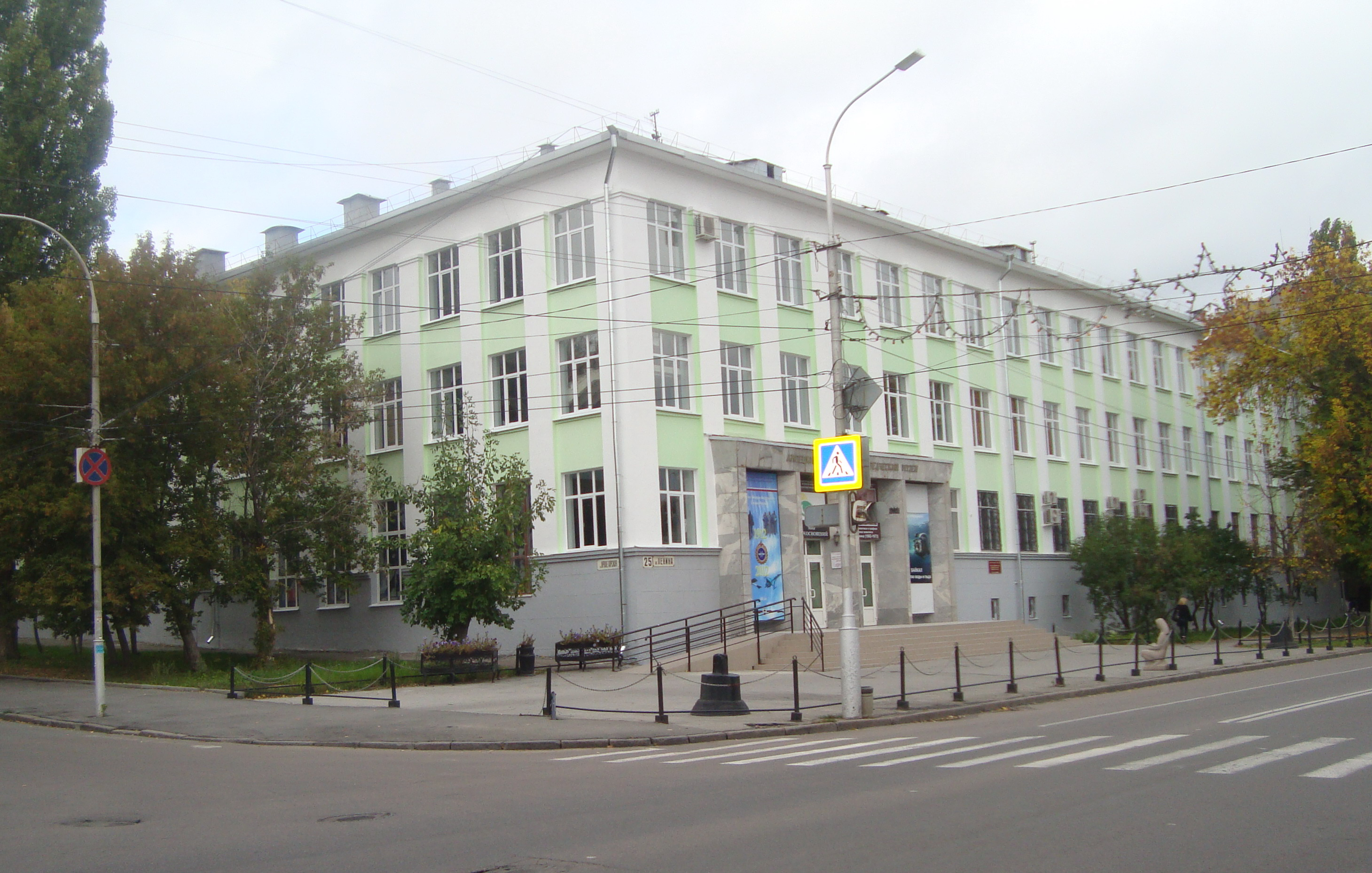
Областной краеведческий музей
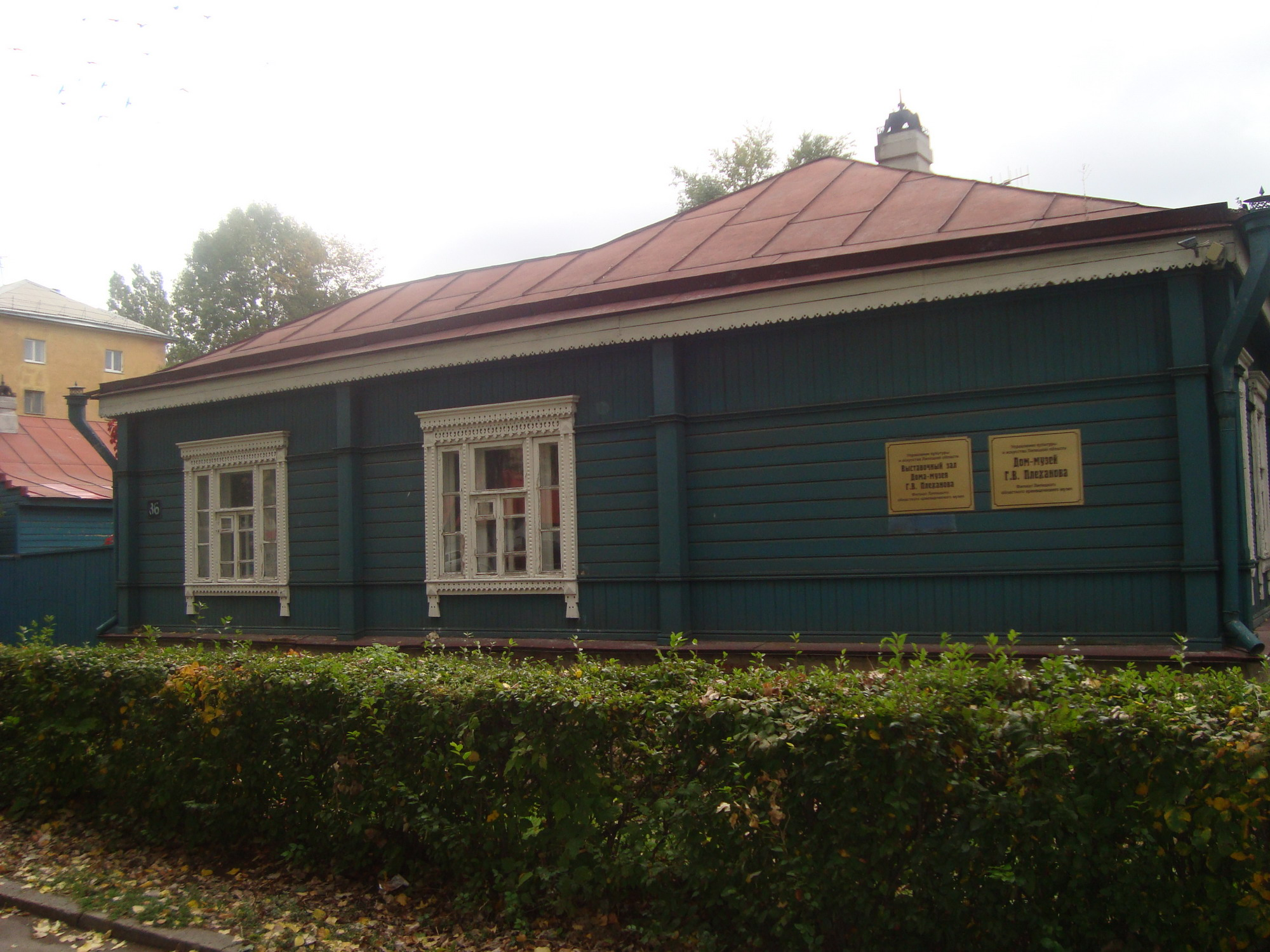
Дом-музей Г.В.Плеханова

## Театры и концертные залы
- Липецкий государственный академический театр драмы имени Л. Н. Толстого — Театральная площадь, 2. Театр основан в 1921 году. С 1954 — областной драматический театр. Нынешнее здание построено в 1968 году по проекту архитектора М. П. Бубнова и стало одним из символов города. С 1994 театр имеет нынешний статус академического.
- Липецкий драматический театр — площадь Константиновой, 3. Театр основан в 2000 году как Липецкий муниципальный театр. Располагается в здании Дворца культуры «Сокол».
- Липецкий государственный театр кукол. (смотри Здание Театра кукол в разделе Памятники градостроительства и архитектуры) Театр основан в 1965 году. Нынешнее здание занимает с 1998 года.
- Киноконцертный зал «Октябрь» — площадь Петра Великого, 6. Здание построено в 1990 году. В нём располагался кинотеатр «Октябрь», преобразованный в начале 2000-х в киноконцертный зал.

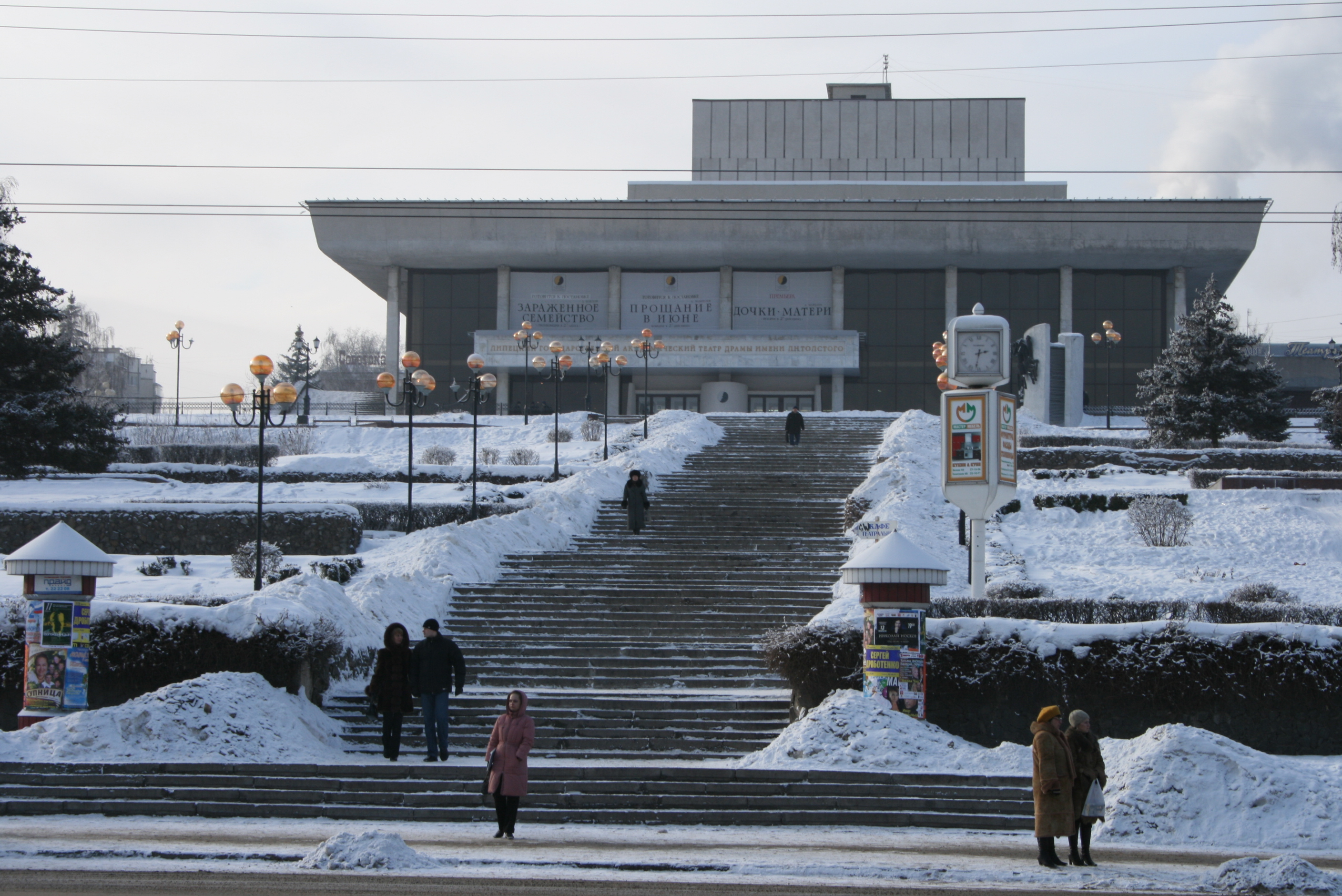
Липецкий государственный академический театр драмы
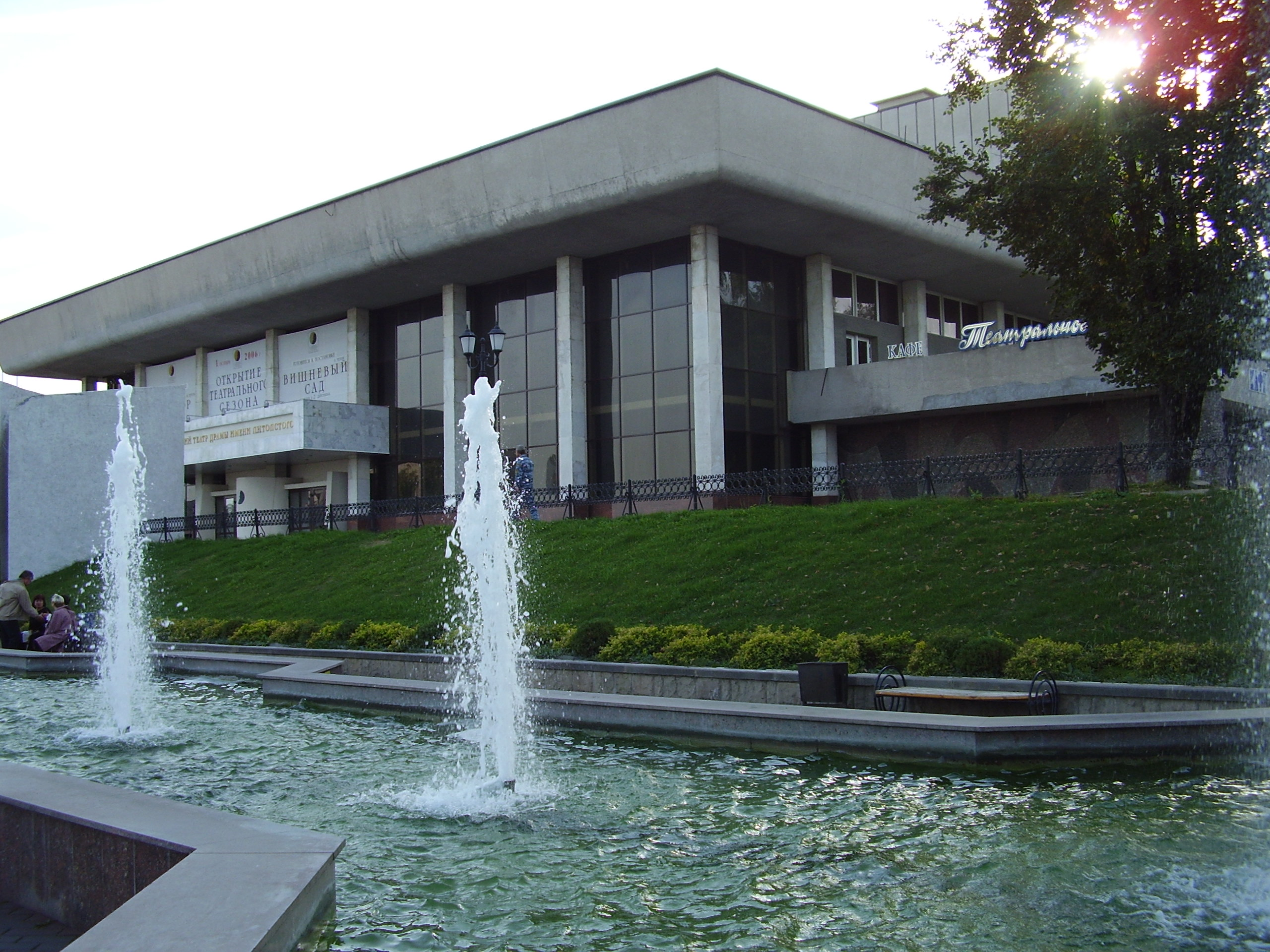
Липецкий государственный академический театр драмы

## Парки и скверы
- Нижний парк. Крупнейший и наиболее популярный парк города. Расположен в центральной части города у подножия Соборной горы. Ограничен Петровским проездом, улицами Карла Маркса, Салтыкова-Щедрина и рекой Воронежем. Заложен в 1809 году близ курорта «Липецкие минеральные воды». Имеет статус Памятника природы.
- Верхний парк. Расположен вдоль улицы Ленина. Заложен в 1911 году. Имеет статус Памятника природы.
- Парк Быханов сад. Расположен между улицами Гагарина, Балмочных, Тельмана и Евдокиевским кладбищем. Парк сформирован в 1954 году на территории питомника зеленхоза, который, в свою очередь, был организован на базе питомника лесопарковых и плодовых культур известного липецкого садовода В. В. Быханова. В 1954—1966 назывался Комсомольским, в 1966—1993 — парком культуры и отдыха имени В. Скороходова. Имеет статус особо охраняемой природной территории местного значения[22]
- Парк Победы. Расположен между проспектом 60 лет СССР, Полиграфической улицей, Каменным Логом и жилым микрорайоном МЖК. Сформирован в 1975 году к 30-летию Победы.
- Молодёжный парк. Находится между улицами Катукова, Кривенкова и Московской. Заложен в 2005 году.
- Парк Металлургов. Расположен между улицами Адмирала Макарова и Берёзовой.
- Сокольский парк. Расположен между улицами Ушинского, 40 лет Октября, площадью Константиновой и территорией стадиона «Сокол».
- Зоопарк. Основан в 1972 году как живой уголок в Нижнем парке. В 1974 преобразован в зоопарк.
- Ленинский сквер. Разбит после Великой Отечественной войны между Первомайской улицей и площадью Революции. До 1961 года назывался Сталинским.
- Сквер имени Маркова. Расположен вокруг Областного центра культуры между улицей Космонавтов, улицей Циолковского и домами № 50—62 по улице Космонавтов (у пересечения с улицей Титова). В 2005 скверу присвоили имя бывшего первого секретаря Липецкого горкома КПСС В. Н. Маркова, по инициативе которого сквер был разбит в начале 1980-х годов. В том же 2005 году здесь установлен памятный знак с рельефным портретом Маркова.
- Сквер имени Франценюка. Сформирован в 1950-х годах между проспектом Мира и улицей Адмирала Макарова. В 1997 году сквер получил (вместе с примыкающей площадью) имя руководителя НЛМК И. В. Франценюка.
- Сквер Героев-Чернобыльцев. Расположен по улице Механизаторов между проспектом Победы и улицей Папина. Название получил в 2011 году[23][24].
- Гагаринский сквер. Расположен по улице Гагарина между улицами Терешковой и Титова. Название получил в 2011 году[24].

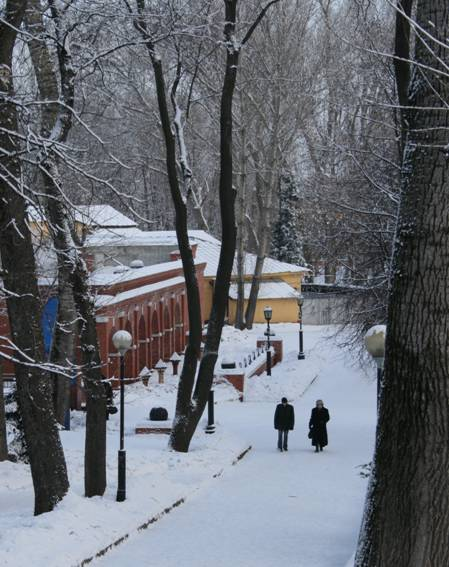
Аллея в Нижнем парке
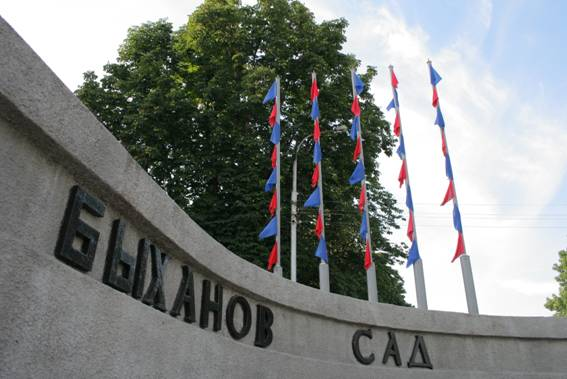
У входа в Быханов сад
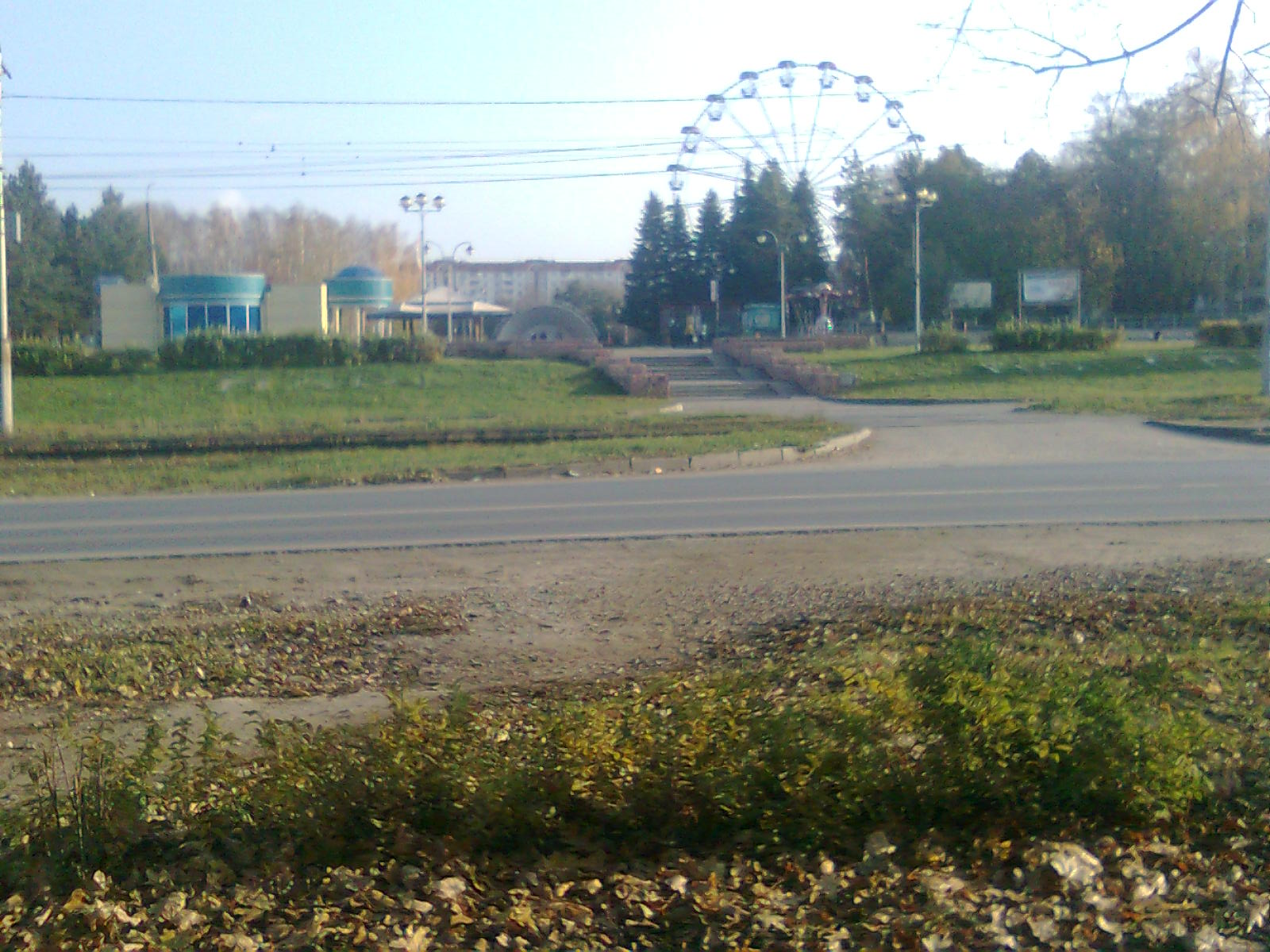
Парк Победы
Сквер имени Маркова
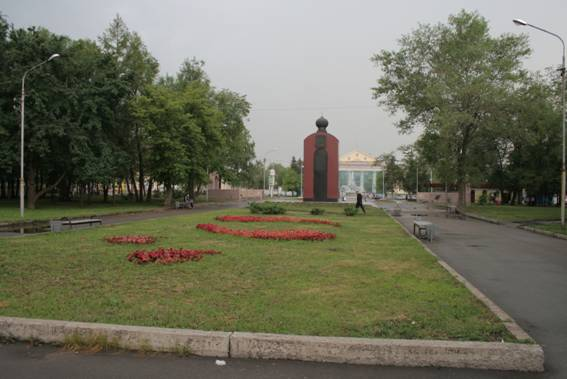
Сквер имени Франценюка

## Природные памятники
- Каменный Лог. Образован рекой Липовкой и рассекает правобережную часть города, протянувшись с запада на восток на 8 км. Характерными являются скальные выходы известняковых слоёв верхнедевонского периода и карстовые пещеры. Низовья Каменного Лога имеют статус Памятника природы регионального значения.
- Урочище Сосновый Лес. Расположено между улицей Катукова и 19-м микрорайоном. Является частью Каменного Лога и имеет статус особо охраняемой природной территории местного значения[22]
- Зелёный остров. Расположен в русле реки Воронеж у Петровского моста.
- Урочище Петровский пруд. Примыкает к Нижнему парку с северо-восточной стороны. На месте урочища до 1970-х годов находился Петровский пруд, сооружённый в начале XVIII века для питания водой Нижнего железоделательного завода.
- Митрохин Угол. Урочище, расположенное между плотиной Матырского водохранилища и станцией «Чугун-1». На его территории сохраняется богатый растительный и животный мир, характерный для рек лесостепной зоны. Имеет статус особо охраняемой природной территории.
- Озеро Куркино. Расположено в левобережной пойме реки Воронеж, в окрестностях Ссёлок. Вытянуто с востока на запад. Длина 500 м, ширина 50-100 м, глубина 3-5 м. Встречается ряд видов редких растений и животных. Имеет статус особо охраняемой природной территории.
- Студёный Лог. Берёт своё начало к северу от города и тянется в юго-западном направлении вдоль Лебедянского шоссе на 15 км, пересекая ЛКАД и доходя до района Опытной станции. Имеет разветвлённую овражную сеть. Статус особо охраняемой природной территории.

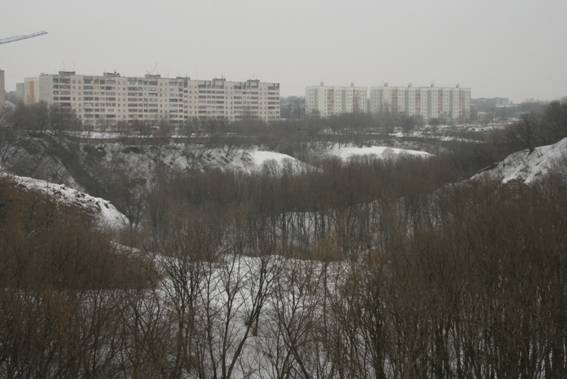
Каменный Лог

## Памятные места
- Комсомольский пруд. Расположен между Кузнечной улицей, Сапёрным и Петровским спусками. Пруд образован при устройстве в 1703 году плотины для нужд Верхнего железоделательного завода. Первоначальное название — Верхний пруд. В середине 1950-х годов был реконструирован и получил нынешнее имя.
- Место, где стоял Верхний Липской железоделательный завод (1703—1795). Находится у входа в Нижний парк со стороны Петровского спуска. На месте завода установлен памятник — пушки — первая продукция предприятия.
- Место, где стоял Нижний Липской железоделательный завод (1712—1795). Находится вдоль нынешней улицы Карла Маркса в районе спорткомплекса «Динамо».
- Место, где стояла гидроэлектростанция, снабжавшая электроэнергией Липецкий курорт (1903—1930-е). Располагалась у входа в Нижний парк со стороны Петровского спуска, близ места, где в XVIII веке находился Верхний завод.
- Место, где начинался первый липецкий водопровод (1903 год) — у Комсомольского пруда, на улице Малые Ключи.
- Неолитическое поселение VI—III тысячелетия до нашей эры. Находилось на берегу реки Воронеж в районе Набережной.
- Евдокиевское кладбище. Расположено у Евдокиевского храма за площадью Героев. Захоронения с начала XIX века.
- Преображенское кладбище. Расположено у Спасо-Преображенского храма в начале улицы Папина. Захоронения с начала XIX века.
- Подземный переход с Петровского спуска в Нижний парк. Стены перехода украшены мозаикой с изображением символов истории города. Переход фигурирует в фильме «Живой».

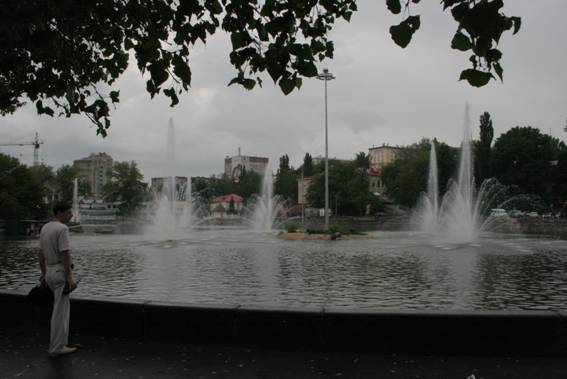
Комсомольский пруд